# Maddalena (Genova)
Maddalena (Madænn-a in genovese, pronuncia /maˈdɛŋa/) è un quartiere del centro storico di Genova. Era anticamente uno dei sestieri in cui era suddivisa la città di Genova e confinava a levante con quello del Molo, a ponente con quello di Prè e a nord con quello di San Vincenzo.
Compreso in seguito nella ex-circoscrizione Prè-Molo-Maddalena, che riuniva in un'unica entità amministrativa i tre quartieri più antichi del centro storico, Maddalena è una unità urbanistica del Municipio I Centro-Est.
Situato a ridosso dell'area portuale più antica ha costituito per secoli il centro del potere economico cittadino, prima che l'espansione a levante della città attuata nel corso dell'Ottocento spostasse il cuore delle attività commerciali verso piazza De Ferrari e via XX Settembre, nel quartiere di Portoria.

## Descrizione

### Toponimo
Il quartiere prende il nome dall'antichissima chiesa di S. Maria Maddalena, posto lungo l'omonima via che attraversa il quartiere.

### Territorio
L' "unità urbanistica" della Maddalena occupa l'area centrale del Municipio I Centro Est, compresa tra piazza Banchi, antico centro cittadino, e via Lomellini. Il cuore del quartiere è la zona di via della Maddalena e via San Luca, caratterizzata da stretti vicoli, a monte della quale corre via Garibaldi, la cinquecentesca "strada Nuova", fiancheggiata dai sontuosi palazzi delle élite aristocratiche dell'antica Repubblica di Genova; ancora più a monte il quartiere comprende il parco della Villetta Dinegro, sorto sui resti di un bastione delle mura cinquecentesche.
Da un punto di vista strettamente geografico il quartiere occupa la parte più a valle del bacino del rio Sant'Anna ed è delimitato a ponente dal rio Fossatello e a levante dal corso dello stesso rio Sant'Anna, che scorrono interamente coperti sotto le strade del quartiere.
Maddalena confina a nord-ovest con Prè, a nord e nord-est con Castelletto, a sud con Portoria e Molo, a ovest con l'area portuale.
Più in dettaglio il limite tra Pré e Maddalena segue l'asse di via al Ponte Calvi e via Lomellini, proseguendo in largo della Zecca e salita S. Nicolosio. Il muraglione di sostegno della spianata di Castelletto e l'asse di salita delle Battistine dividono la Maddalena dal quartiere di Castelletto, inglobando la Villetta Dinegro; da piazzale Mazzini un breve tratto di salita S. Caterina divide Maddalena e Portoria, mentre da piazza Caricamento l'asse del percorso viario formato da via al Ponte Reale, piazza Banchi, via Orefici, via Soziglia, via Luccoli, piazza Fontane Marose e dal tratto inferiore di salita S. Caterina divide il quartiere della Maddalena da quello del Molo.

## Demografia
La popolazione dell'"unità urbanistica" della Maddalena al 31 dicembre 2022 risultava di 5 448 abitanti.
L'andamento demografico storico evidenzia che, a fronte di una popolazione sostanzialmente stabile per quasi un secolo (da 11 891 abitanti nel 1861 a 11.629 nel 1951), nella seconda metà del Novecento si assiste al dimezzamento degli abitanti, fenomeno che ha interessato tutti i tre “sestieri” del centro storico (Prè, Molo e Maddalena). L'esodo tocca le punte massime negli anni sessanta, proprio nel momento di maggiore espansione demografica della città nel suo complesso. A partire dai primi anni duemila si assiste ad una ripresa, legata soprattutto all'insediamento di immigrati stranieri. Proprio questa forte presenza straniera (complessivamente i tre quartieri del centro storico hanno con il 21,3% la maggior percentuale di residenti nati all'estero tra tutti i quartieri genovesi) determina alcune anomalie rispetto alla media generale del comune, quali un'elevata presenza di maschi (110,5 ogni 100 femmine, a fronte di una media comunale di 88,6), un'età media più bassa e un'elevata percentuale di famiglie composte da una sola persona.

## Storia

### Le origini
I primi insediamenti nella zona della Maddalena risalgono al X secolo, quando all'esterno della città racchiusa entro le mura, la cosiddetta "civitas", risorta dopo le distruzioni causate dall'incursione saracena del 936, si svilupparono piccoli nuclei abitati accanto a chiese e monasteri. Intorno all'abbazia di San Siro, primitiva cattedrale di Genova e poi sede di una fiorente comunità monastica, costruita sulle fondamenta dell'antichissima basilica dei Santi Apostoli, sorsero le modeste case degli scalpellini e dei carpentieri. Un altro borgo crebbe accanto al monastero di Santa Maria delle Vigne ed un altro ancora nella zona di Soziglia.

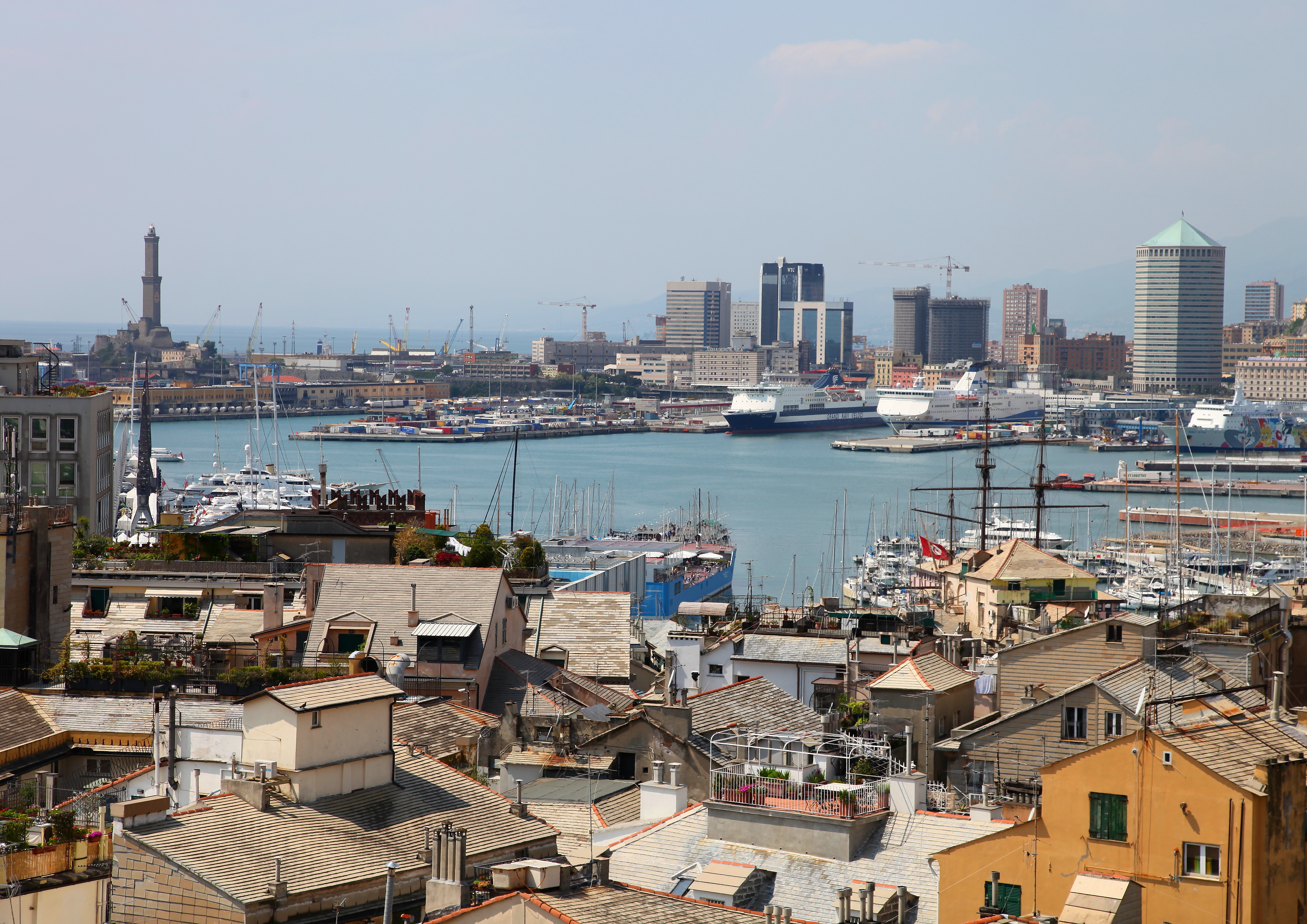
Veduta da Palazzo Rosso sui tetti del quartiere vecchio; sullo sfondo la Lanterna e i moderni edifici del centro direzionale di San Benigno

Questi primi nuclei suburbani, sorti lungo la principale via di comunicazione che andava direttamente da ponente a levante transitando all'esterno delle mura, e che nel loro insieme formavano il cosiddetto "burgus", vennero progressivamente inglobati nell'area urbana. L'abitato andò quindi ad espandersi fuori dalle mura carolinge nella zona attraversata dal rio Sant'Anna, fino ad allora a destinazione agricola, come ricordano i toponimi "Luccoli" (da "lucus", bosco) e "Vigne".
Quest'area rimase fino all'XI secolo una distesa di piccole case a uno o due piani, che fiancheggiavano i percorsi principali di uscita dalla città. La costruzione delle mura dette "del Barbarossa" (1155-1160) incluse l'intera zona nella cerchia cittadina, portando il limite di ponente dell'area urbana alla porta di Santa Fede o Sottana, conosciuta come "Porta dei Vacca".
All'interno delle nuove mura rimanevano ancora ampie zone lasciate inizialmente ad orti e giardini, che avrebbero costituito nei secoli successivi lo sfogo per l'ulteriore espansione urbana.
Nella formazione del nuovo tessuto urbano un ruolo decisivo ebbero le consorterie legate alle famiglie nobili che andavano imponendosi nel quadro politico cittadino, spesso in lotta fra loro, la cui rivalità portava a frequenti spargimenti di sangue, nonostante i tentativi delle autorità comunali di limitare questi scontri cruenti.
La Genova medievale venne quindi a strutturarsi come un insieme di tante cittadelle private, chiamate curiæ, la cui struttura edilizia tipica era costituita dal palazzo, affacciato su una piccola piazza circondata da portici in cui si svolgevano le attività mercantili e protetta da una torre alla cui base erano logge aperte di rappresentanza. Attorno alla piazza sorgevano le abitazioni dei membri della consorteria. I nuclei familiari più importanti disponevano anche di una chiesa gentilizia, come gli Spinola in San Luca e i Calvi-Pallavicini in San Pancrazio. Le famiglie avevano il diritto di nominare i parroci di queste chiese e di celebrarvi battesimi, matrimoni e funerali. Gli insediamenti delle famiglie che detenevano il potere economico e politico si svilupparono lungo le vie principali, finendo per relegare i ceti popolari nelle strade marginali, in edifici che venivano continuamente sopraelevati al crescere della popolazione.
Alle aggregazioni legate alle famiglie nobiliari, a partire dal Duecento si sovrapposero quelle legate alle arti e ai mestieri che diedero un significativo impulso allo sviluppo urbano del XIII e XIV secolo. Il ricordo di queste aggregazioni è tuttora presente nella toponomastica del centro storico, dove accanto alle vie e alle piazze con i nomi delle famiglie nobiliari (Calvi, De Franchi, Pinelli, Senarega, Spinola) si aprono i vicoli in cui artigiani e commercianti avevano le loro botteghe, con annessa abitazione al piano superiore (via degli Orefici, piazza di Pellicceria, via dei Macelli di Soziglia, vico dei Droghieri).

### La costruzione della "Strada Nuova"
La prima rivoluzione urbanistica del quartiere avvenne nel Cinquecento quando nella zona a monte del quartiere fu realizzato un insediamento residenziale che con i suoi sontuosi palazzi celebrava la potenza dell'oligarchia cittadina.
Lungo la "Strada Nuova" (successivamente divenuta via Garibaldi, aperta a ridosso delle mura, ai piedi del colle di Castelletto, dove prima sorgevano case popolari e il postribolo pubblico, costruirono i loro palazzi sei delle famiglie nobili più in vista di quell'epoca (Doria, Grimaldi, Lomellini, Lercari, Pallavicini e Spinola).
La nuova strada, pur essendo per l'epoca molto larga e rettilinea, non era pensata come parte di un moderno asse di collegamento tra levante e ponente, ruolo che acquisì molto più tardi, nell'Ottocento, quando furono raccordate tra loro le strade dei vari quartieri residenziali elitari sorti a monte del centro storico.

### L'Ottocento
Un'altra svolta, connessa allo sviluppo della viabilità urbana legata al porto, fu la creazione, nell'Ottocento, della piazza Caricamento, terminale della carrabile litoranea voluta dal re Carlo Alberto e a lui intitolata (successivamente divenuta via Gramsci). La piazza, che occupava lo spazio antistante la palazzata di Sottoripa, anticamente affacciata direttamente sui moli, era utilizzata per la movimentazione delle merci da e per il porto.
Nelle "strade nuove" e nelle vie limitrofe nell'Ottocento accanto all'antica aristocrazia si insediarono le élite della nuova borghesia commerciale e finanziaria, come nota il Casalis nel suo "Dizionario degli stati di S.M. il Re di Sardegna" (È questa la parte più splendida della città, abitata da gran numero di patrizi e di ricchi banchieri e negozianti.)

### Il Novecento

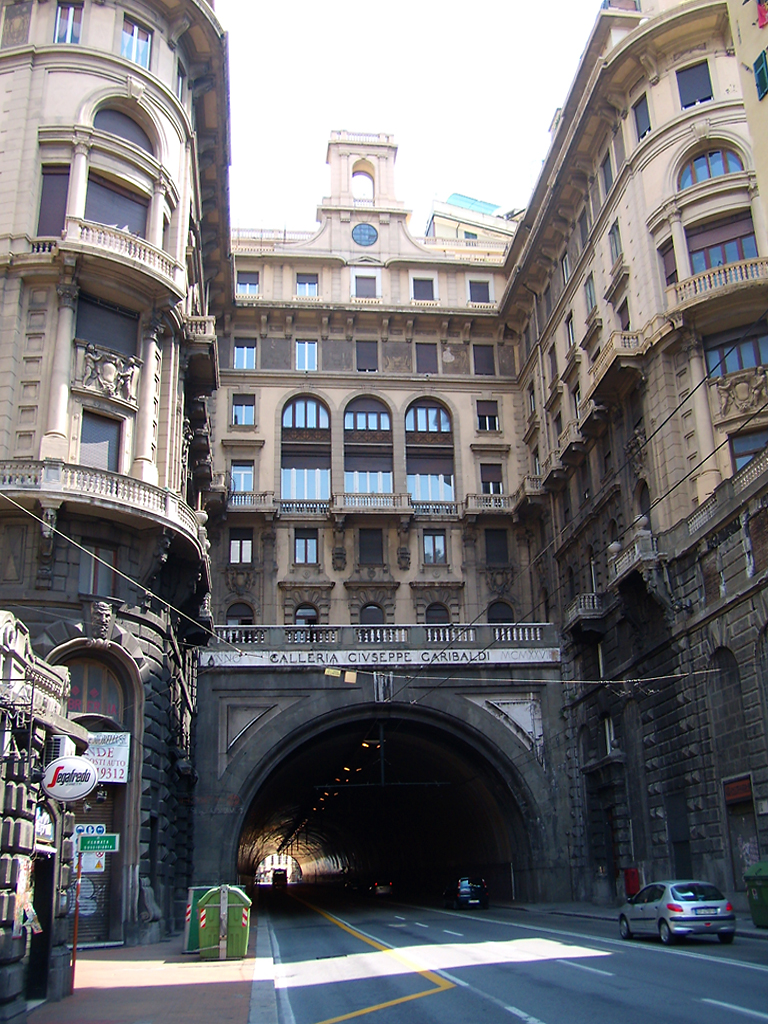
Imbocco della galleria Garibaldi da largo della Zecca

Nei primi decenni del Novecento con l'apertura delle gallerie intitolate a Giuseppe Garibaldi ed alla Regina Elena (successivamente intitolata a Nino Bixio) fu realizzato il collegamento tra largo Zecca e piazza Corvetto, consentendo un rapido attraversamento a monte del quartiere.
Durante la seconda guerra mondiale molti edifici furono gravemente danneggiati dai bombardamenti.
Come in gran parte del centro storico nel secondo dopoguerra si insediarono tra i vicoli del quartiere elementi malavitosi, la cui presenza ha determinato lo spopolamento e l'impoverimento della zona più popolare, proprio negli anni del boom economico, in cui la popolazione della città nel suo complesso aveva raggiunto il suo massimo storico. Da uno studio condotto dalla Fondazione Rocco Chinnici, in collaborazione con la Compagnia di San Paolo e il Comune di Genova, è emersa la percezione di insicurezza e degrado da parte degli abitanti del quartiere, costretti a convivere con varie forme di criminalità. La situazione è peggiorata negli ultimi anni del Novecento, quando alla piccola malavita sono subentrati esponenti della criminalità organizzata che hanno trasformato i vicoli del quartiere nel principale centro della prostituzione a Genova.
Sul piano della viabilità, l'intervento più importante nel dopoguerra è stato la realizzazione della Sopraelevata (1963), che correndo al margine dell'area portuale collega il casello autostradale di Genova Ovest a piazza Caricamento e alla Foce. Pur non avendo svincoli nel quartiere l'apertura di questa arteria ha comunque decongestionato il traffico in transito in piazza Caricamento.

### Il quartiere nel ventunesimo secolo
Come gran parte del centro storico, dopo un lungo periodo di degrado il quartiere della Maddalena registra i primi timidi segni di ripresa. Ma mentre sia la zona a monte, via Garibaldi e i suoi palazzi, che quella a mare, con il porto antico, sono state negli ultimi anni riportate a nuova vita, il centro antico rimane ancora assai indietro, nonostante i progetti di riqualificazione avviati nei primi anni duemila. Le azioni di cambiamento, pur tra molte difficoltà, procedono con interventi mirati alla riqualificazione degli spazi urbani, la realizzazione di un nuovo asilo nido, il sostegno alle piccole imprese che operano nel quartiere, la creazione di spazi destinati a iniziative socio-culturali e il contrasto alla prostituzione ed alle attività illegali in genere.

## Monumenti e luoghi d'interesse

### Strade, piazze e spazi pubblici

#### Le vie del quartiere medievale
Il quartiere storico si è sviluppato lungo due direttrici principali, le due strade che provenendo da ponente portavano nel centro della città e quella che conduceva direttamente a levante passando all'esterno della prima cinta muraria.
Queste due strade, successivamente divenute rispettivamente via San Luca e via della Maddalena, costituiscono l'asse del quartiere antico e sono intersecate da numerosi vicoli che dalle antiche calate portuali risalgono verso monte. Tra questi i più significativi, sia per la relativa ampiezza della sede stradale che per l'importanza degli edifici, sono l'asse formato da via al Ponte Calvi e via Lomellini, al confine con il quartiere di Prè e quello costituito dalla via al Ponte Reale, via Banchi, via degli Orefici, via di Soziglia e via Luccoli, al confine con il quartiere del Molo.

##### Via San Luca

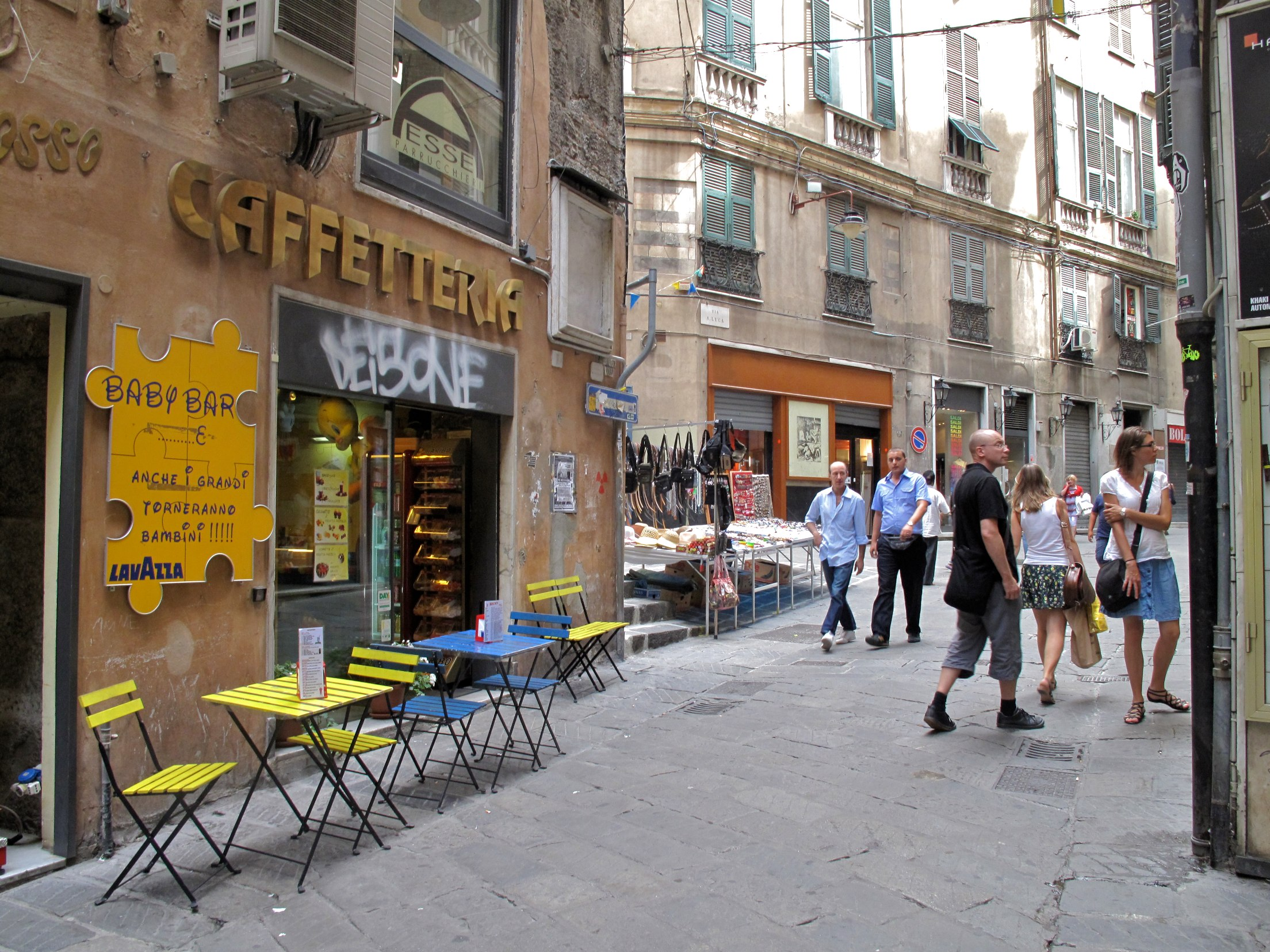
Via San Luca e via Fossatello

Via San Luca, l'antico "carruggio lungo", prende il nome dall'omonima chiesa, fondata nel 1188 da Oberto Spinola come chiesa gentilizia della propria famiglia; benché più ampia rispetto ai vicoli circostanti non era comunque adatta al passaggio dei carri. La via costituiva il primo tronco dell'asse viario che da piazza Banchi, appena fuori della prima cinta muraria, collegava la città con il Borgo. Questa direttrice prosegue verso ponente come via Fossatello, via del Campo e via di Prè. A partire dal XII secolo fu sede di insediamenti nobiliari affacciati su piccoli slarghi della via; nel XVI secolo, in contrasto con l'angustia della sede stradale, imponenti palazzi, diversi dei quali iscritti nei registri dei Rolli, hanno sostituito gli edifici medievali porticati, di cui restano alcune arcate ogivali con portali marmorei al piano terra di alcuni edifici.
Nella via erano insediati con le loro case-torri i Grimaldi, guelfi, e gli Spinola, ghibellini, due delle quattro famiglie che si contendevano il potere nella Genova medioevale (le altre erano i Fieschi e i Doria). La via fu teatro delle loro aspre contese fino alla pacificazione, nel 1332. Altre importanti famiglie insediate nella zona furono i Pinelli e i Lomellini.
Tra i vari palazzi degno di nota è il palazzo Spinola-Farruggia (civico 14), con la facciata ornata da affreschi di Ottavio Semino ed il portale retto da telamoni, opera cinquecentesca del Valsoldo.
Federico Donaver, soffermandosi in particolare su via San Luca, sulla piazzetta e sui vicoli che portano il medesimo nome, ricorda come questa fosse una delle contrade antiche di Genova:
(Federico Donaver, Vie di Genova, 1912)

##### Via della Maddalena

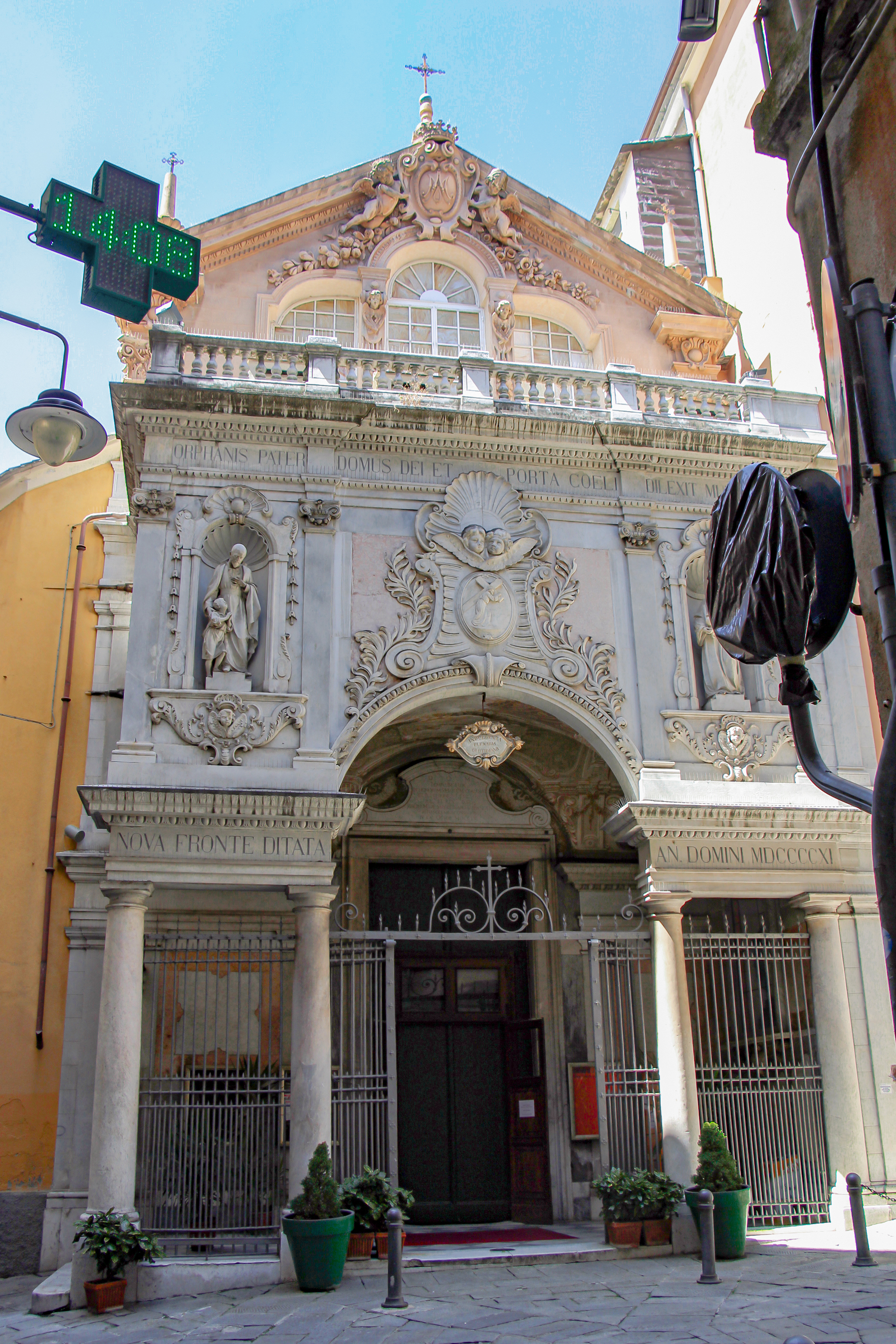
Via della Maddalena

La via, che prende il nome, come tutto il quartiere, dalla chiesa dedicata a S. Maria Maddalena, costituiva il tracciato originario della strada romana che collegava levante a ponente passando all'esterno delle cinte murarie più antiche, come confermato dal ritrovamento di resti di tombe di epoca romana. Lo sviluppo urbanistico risale tuttavia al XII secolo, dopo che l'intera zona era stata inglobata nelle mura del Barbarossa, restando sempre, a differenza di via San Luca, un insediamento di carattere artigiano e popolare, anche se non manca qualche esempio di dimore nobiliari, come il palazzo che appartenne al primo doge della Repubblica di Genova Simone Boccanegra (civico 29), ristrutturato nel XVI secolo.
La strada, quasi parallela al percorso delle "strade nuove", va da via San Luca, quasi allo sbocco in piazza Fossatello, a piazza delle Fontane Marose, da dove l'antica strada extraurbana proseguiva lungo salita Santa Caterina.
Da via della Maddalena una salita, che inizia dal crocevia detto dei "Quattro Canti di S. Francesco", un tempo interamente porticato, porta alla spianata di Castelletto, sede di un'antichissima roccaforte difensiva.

##### Piazza Banchi
Piazza Banchi, al confine tra i sestieri della Maddalena e del Molo, è stata per molti secoli il cuore economico della città. Fu l'unica vera piazza pubblica della città fino alla fine dell'Ottocento, quando il nuovo assetto urbanistico cittadino attribuì questo ruolo a piazza De Ferrari, dove nel 1912 fu costruito il palazzo della Nuova Borsa, che prese il posto della cinquecentesca Loggia dei Mercanti.
La piazza, per la sua posizione, appena fuori delle mura più antiche, era stata per secoli un animato mercato. La piazza fu ampliata alla fine del XVI secolo, quando fu anche riedificata l'antica chiesa di San Pietro e costruita, su disegno del Vannone, la grande Loggia dei Mercanti, che sarebbe divenuta la sede della Borsa di Genova dal 1855 al 1912.

##### Piazza Fossatello
Snodo viario al limite tra i quartieri di Prè e Maddalena, su questa piccola piazza si affacciano diversi palazzi inseriti negli elenchi dei Rolli; di questi il più significativo è quello di Cipriano Pallavicini, con il suo prospetto manierista, molto rimaneggiato, il cui aspetto originale è noto attraverso alcuni disegni di Peter Paul Rubens. A fianco del palazzo si dirama la via al Ponte Calvi, che collega la piazza allo scalo portuale, mentre verso monte ha inizio via Lomellini.
Sotto la piazza scorre il rio Fossatello, e nel medioevo vi sorgevano dei bagni pubblici. Ampliata nel 1540, fu per secoli luogo di mercato; al centro vi era una fontana, che dal 1870 si trova in Piazza Bandiera, accanto alla chiesa della Nunziata.

##### Via Lomellini

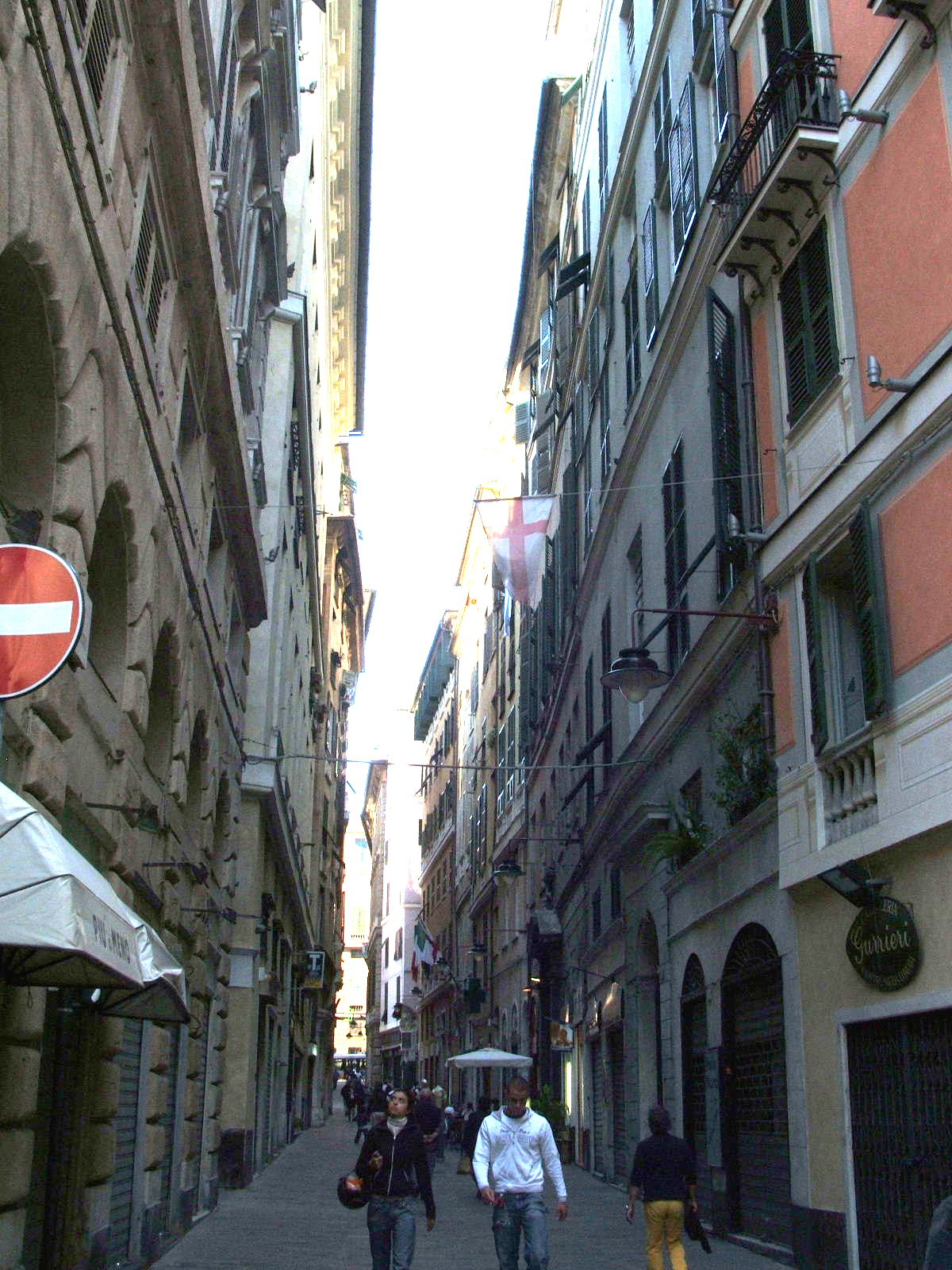
Via Lomellini

La via intitolata all'importante famiglia aristocratica, che vi possedeva diversi edifici, divide i quartieri di Prè e Maddalena e corre sopra la copertura dei rio Fossatello.
Al civico 21 si trova la casa natale di Giuseppe Mazzini, sede del Museo del Risorgimento.

##### Via Luccoli e via degli Orefici

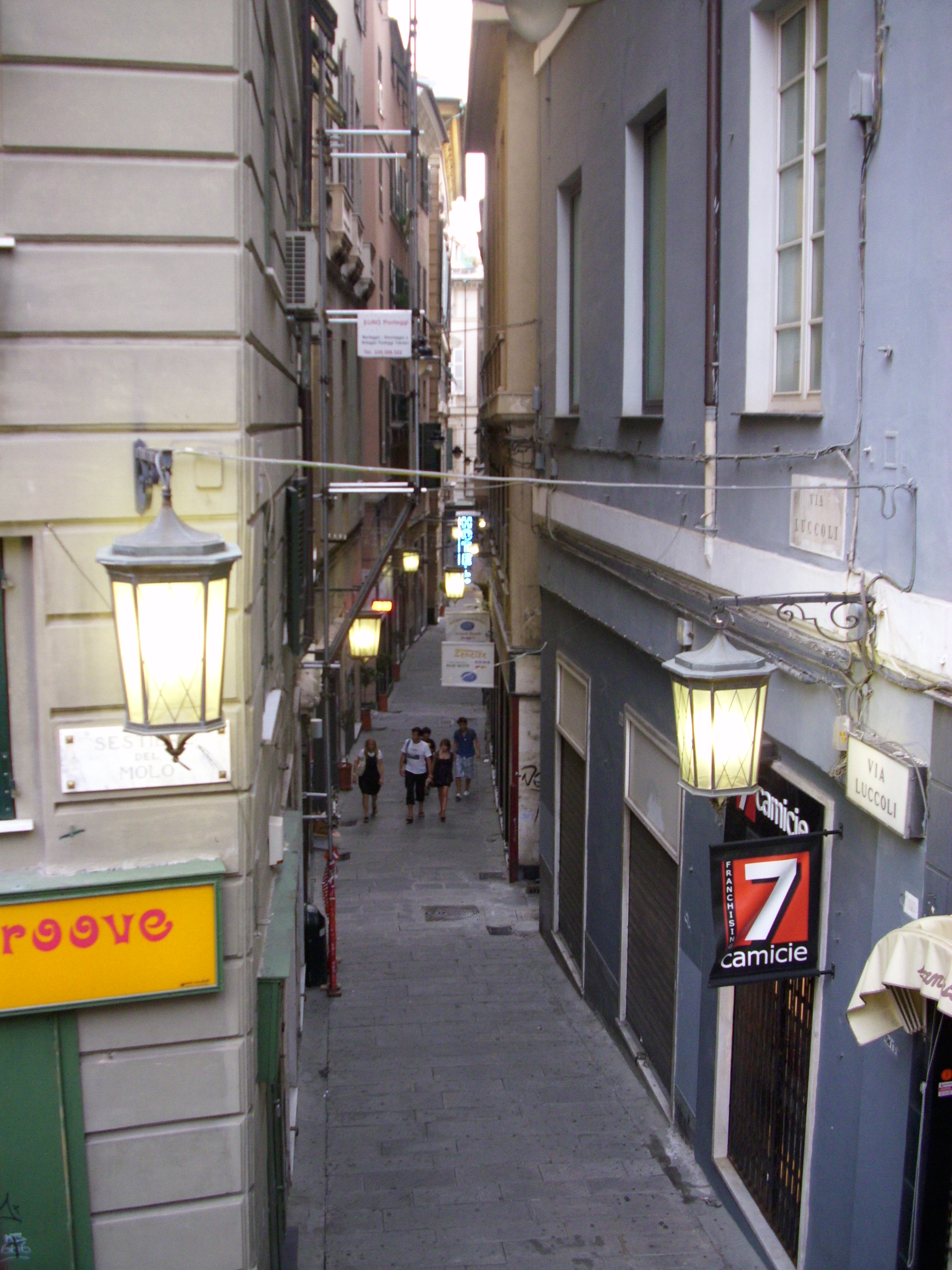
Via Luccoli

Il percorso che dal Ponte Reale, il molo del porto utilizzato per lo sbarco dei passeggeri, conduce verso il centro della città attraversa la zona edificata più vicina alle antiche mura carolinge, sulla copertura del rio di Soziglia (o rio Sant'Anna), che sfocia in mare nei pressi di piazza Banchi. Il percorso, perpendicolare alla ripa, divide il quartiere della Maddalena da quello del Molo e fino al suo sbocco in piazza delle Fontane Marose assume diverse denominazioni (via al Ponte Reale, via Banchi, via degli Orefici, via di Soziglia e via Luccoli). Ha una sede stradale più ampia rispetto agli stretti vicoli della città medioevale, essendo stato ampliato nel Cinquecento con la demolizione di vecchie case e la copertura del torrente. In quell'epoca lungo la via, destinata a divenire il collegamento "di rappresentanza" fra il centro finanziario di Banchi e le "Strade Nuove", sorsero eleganti palazzi.
- Via Luccoli. Zona di influenza del ramo "di Luccoli" degli Spinola (distinto da quello più antico detto "di S. Luca"), da sempre area residenziale di grande prestigio, conserva un carattere elegante: i suoi palazzi, quasi tutti compresi negli elenchi dei Rolli, sono stati per la maggior parte ristrutturati in epoca moderna. Il nome della via deriva dal termine latino "lucus", che indicava il bosco sacro (in epoca pagana dedicato alla dea Diana) che si estendeva fuori delle cinte murarie antiche, progressivamente disboscato con l'avanzamento dell'urbanizzazione.[5][6][7]
- Via degli Orefici. Prende il nome dalla corporazione degli orafi, che vi si erano insediati fin dal medioevo; la via ospita numerosi laboratori di oreficeria.[6]

##### Via di Sottoripa

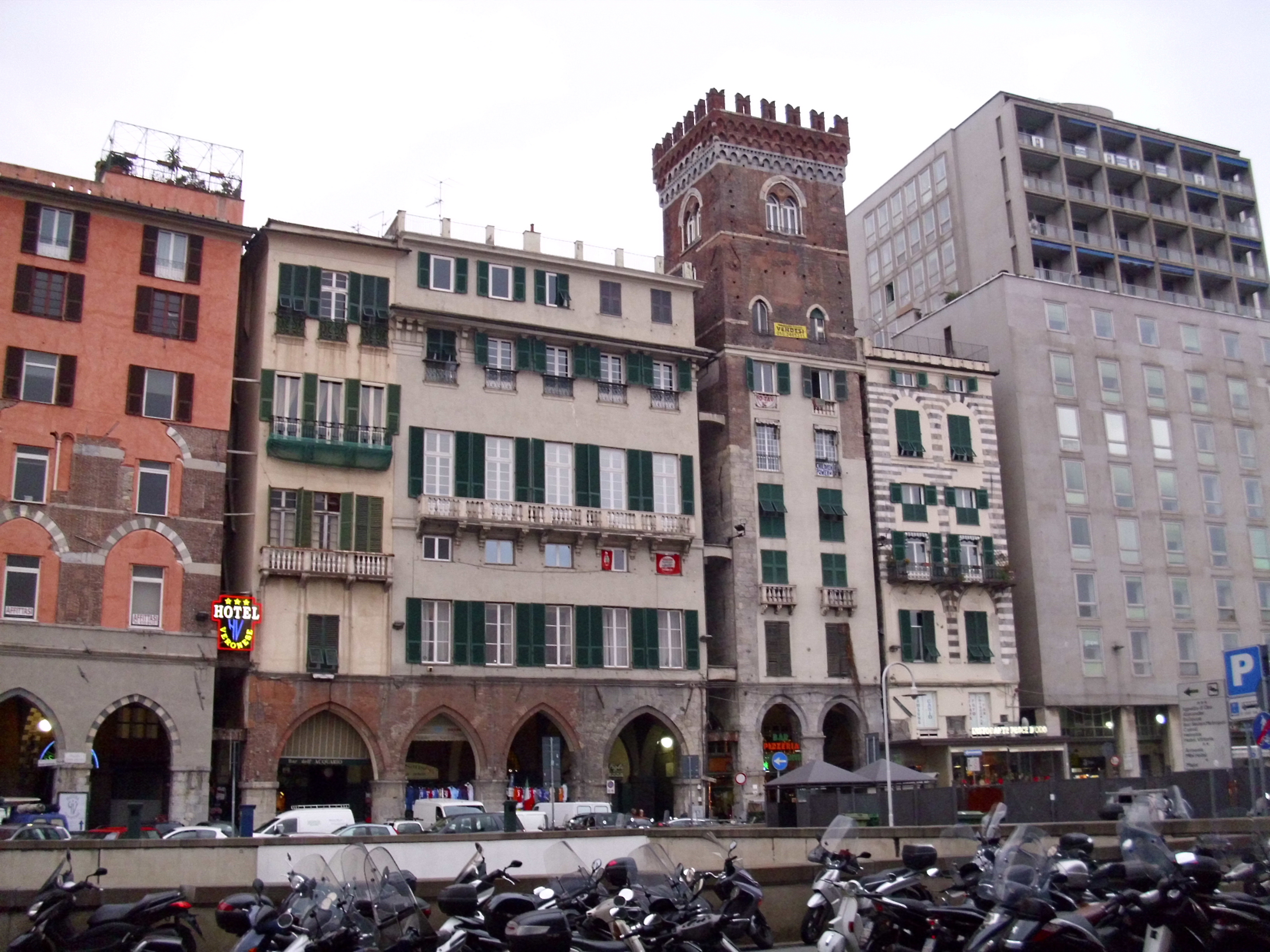
La palazzata di Sottoripa con la torre Morchi

Via di Sottoripa è una strada porticata che corre sotto alla palazzata che delimita a monte piazza Caricamento, ma è molto più antica di questa. I portici (i più antichi porticati pubblici di cui si abbia conoscenza in Italia) furono infatti realizzati fra il 1125 e il 1133, secondo criteri minuziosamente stabiliti dalle autorità comunali, ed erano all'epoca direttamente affacciati sul porto, protetti dalle mareggiate da bassi argini in pietra. I portici si estendono per circa 300 m lungo l'intero fronte a mare del sestiere della Maddalena, tra via al Ponte Reale e via al Ponte Calvi. La parte più orientale, compresa tra via al Ponte Reale e via San Lorenzo, fa invece parte del sestiere del Molo.

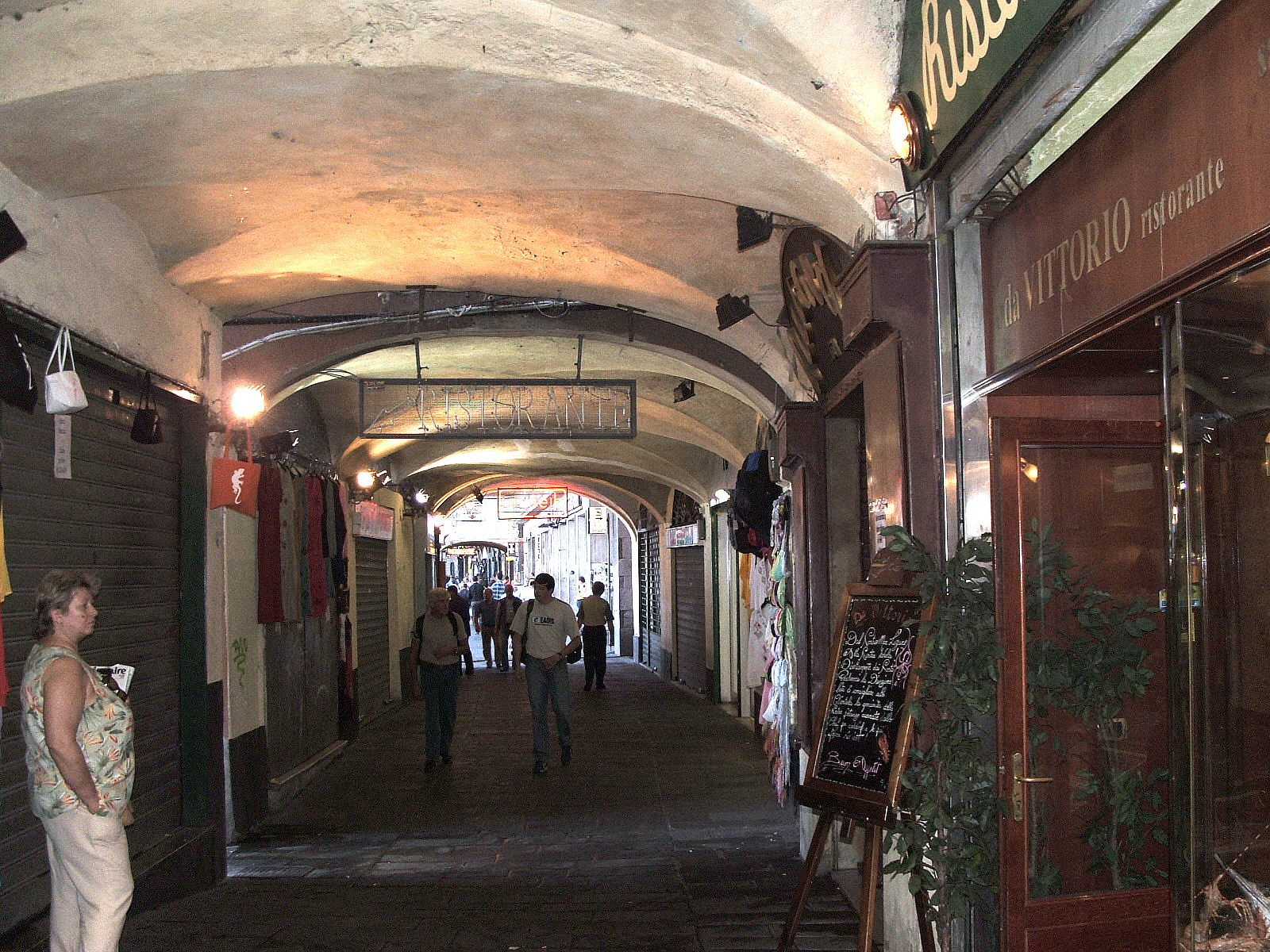
Particolare dei portici di Sottoripa

La via fu detta "di Sottoripa" perché il mare arrivava a lambire i portici, le cui fondazioni si trovavano al di sotto del livello del mare, e quindi letteralmente "sotto la riva". La via, divenuta da subito uno dei luoghi più frequentati della città, fu realizzata espressamente per creare gli spazi necessari ai commerci portuali, ed oltre a negozi e botteghe artigiane ospitava i fondachi, magazzini in cui venivano stipate le merci appena sbarcate dalle navi o in attesa di essere spedite oltremare. Questi locali ospitano botteghe e trattorie tipiche. Sottoripa fu descritta nel 1432 da Enea Silvio Piccolomini, il futuro papa Pio II, in visita a Genova, come "un porticato lungo mille passi dove si può acquistare ogni merce."
La via perse definitivamente il suo naturale rapporto con il mare nel XVII secolo, quando la costruzione delle "Mura nuove" separò la città dal porto e venne colmato il bacino portuale prossimo al porticato. Nell'Ottocento fu creata piazza Caricamento, sulla quale si affacciano i portici e la palazzata.
La parte centrale dei portici, quella prospettante su piazza Caricamento, si presenta nel suo aspetto originale, mentre quelli verso levante sono stati restaurati nell'Ottocento dall'architetto Alfredo d'Andrade.
Le facciate dei palazzi medioevali che si innalzano sopra i portici hanno caratteri molto diversi tra loro, ma nell'insieme si nota una certa coerenza architettonica, pur se alterata dall'impatto visivo dell'edificio al centro della palazzata, con i relativi portici, che ha un aspetto del tutto moderno, perché frutto della ricostruzione nel secondo dopoguerra di un palazzo distrutto da bombardamenti aerei; al centro della palazzata si leva una delle superstiti torri medievali, la torre Morchio.

##### Salita Santa Caterina

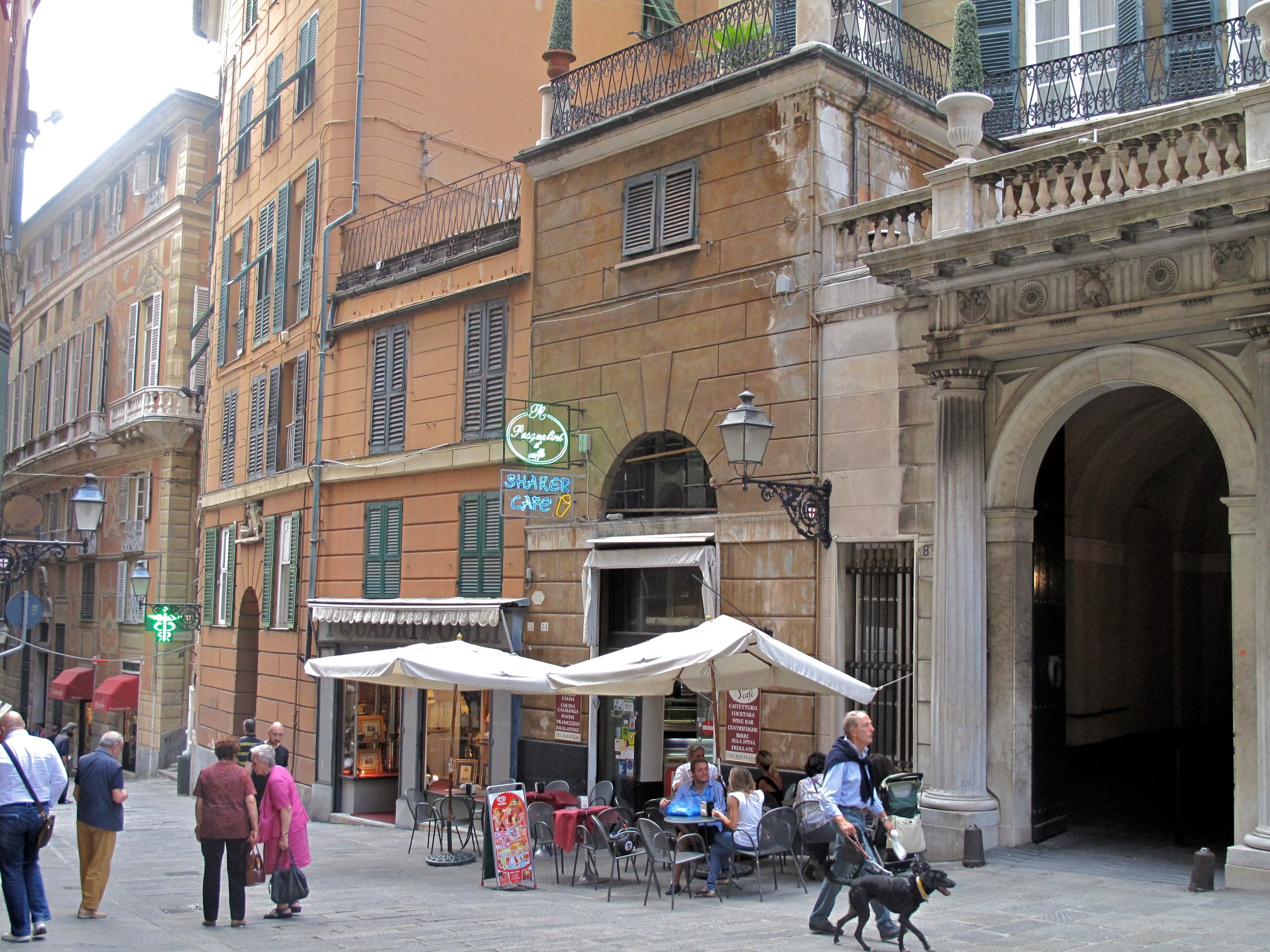
Salita Santa Caterina

La strada più a monte del quartiere, in origine asse di uscita dalla città verso l'omonima porta cittadina delle "Mura del Barbarossa", collega piazza delle Fontane Marose a largo E. Lanfranco (piazza Corvetto).

##### Altre vie del centro storico
I vicoli adiacenti ai percorsi principali sono oggetto di iniziative di recupero urbano, dopo anni di degrado, ma un tempo erano anch'essi zone residenziali di famiglie patrizie.
- Piazza delle Vigne. La piazzetta antistante l'antica chiesa delle Vigne è poco discosta da via degli Orefici. La zona prima dell'XI secolo era occupata da vigne viscontili e nel XIII secolo divenne proprietà della famiglia Grillo, anche se gli edifici si presentano nella loro ristrutturazione cinquecentesca, ben evidenziata dai lavori di recupero dei primi anni duemila. Di particolare interesse gli affreschi della facciata del palazzo al civ. 3, raffiguranti Giano e la Pace, attribuiti a Luca Cambiaso e quelli del palazzo di Domenico Grillo, con storie dell'Eneide, opera di G.B. Castello, eseguiti intorno al 1560.[6] Nei pressi, il vicolo intitolato al Teatro delle Vigne ricorda che qui sorgeva uno dei più antichi teatri di Genova, fondato nel Settecento e appartenuto ai Durazzo. Poteva contenere cinquecento spettatori e aveva tre ordini di palchi e un loggione; vi si tenevano rappresentazioni teatrali e musicali.[18] Nell'Ottocento ospitava, con grande successo popolare, una compagnia di marionette, ma alla fine del secolo, per il rischio d'incendio, avendo la struttura interamente in legno, ne fu decisa la demolizione.[19]
- Via dei Macelli di Soziglia. Diversamente dalle precedenti strade ha sempre avuto un carattere popolare e commerciale. Qui all'inizio del XIV secolo fu istituito il macello, che aveva sede al piano terra dell'isolato compreso tra questa via e la retrostante via Luccoli. Il grande edificio, rimasto in funzione fino alla fine del XV secolo, ospitava sotto i suoi portici, ora murati, otto rivendite di carne. I negozi dei macellai sono ancora numerosi lungo la via.[6][7]
- Vico delle Mele, area residenziale della famiglia Grillo, su cui si affaccia il quattrocentesco palazzo Brancaleone Grillo, con i suoi portali raffiguranti uno S. Giovanni nel deserto e l'altro, attribuito alla bottega dei Gaggini, la classica iconografia di San Giorgio.[6]

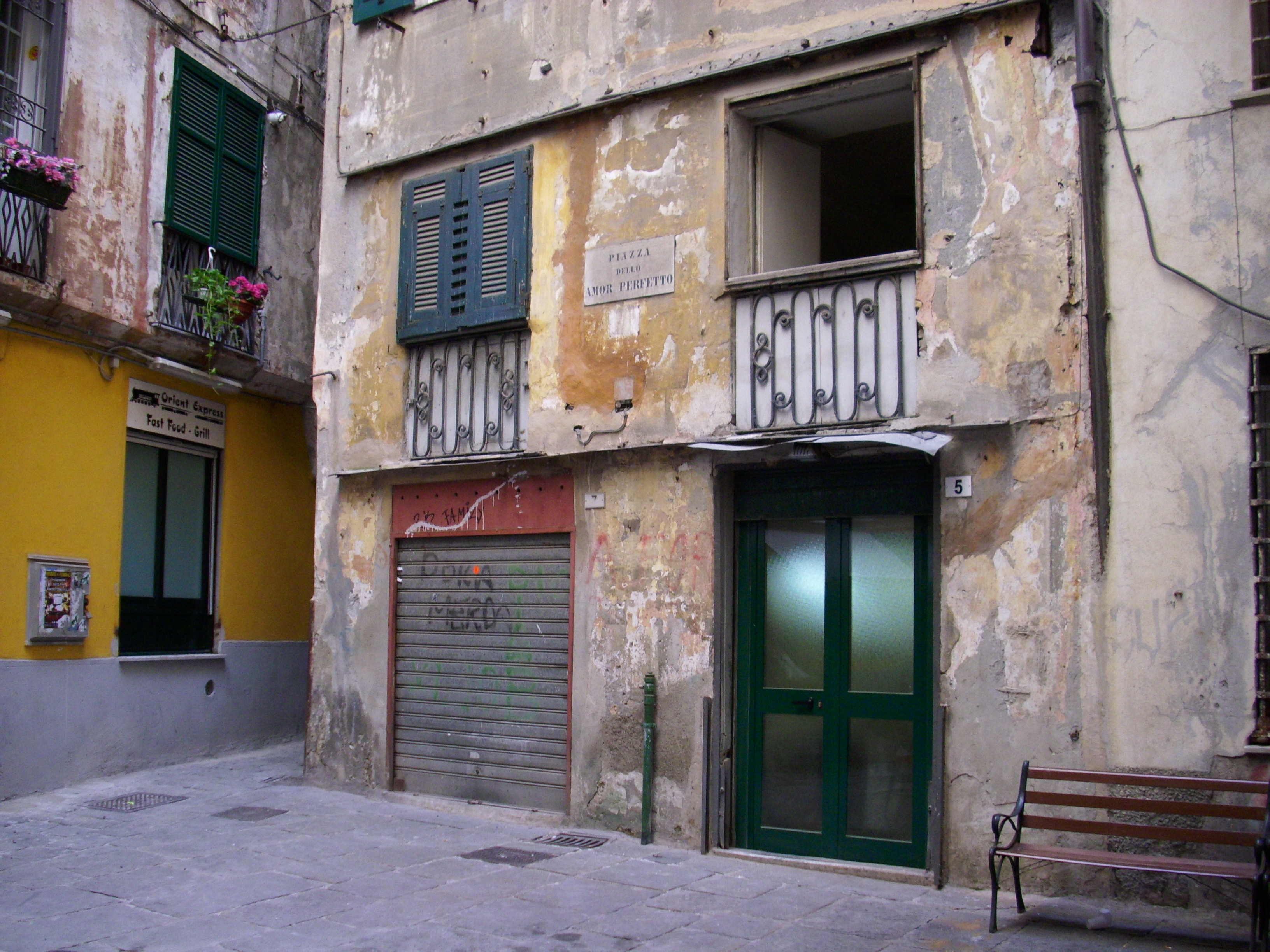
Piazza dell'Amor Perfetto

- Via della Posta Vecchia e Piazza della Posta Vecchia. Qui si trovava nell'Ottocento il primo ufficio postale cittadino. Con le vicine piazzette De Franchi, Cernaia e della Posta Vecchia era il cuore dell'insediamento dei nobili De Franchi. In Piazza della Posta Vecchia, al civico 2 si trova palazzo Bernardo e Giuseppe De Franchi, palazzo iscritto nei Rolli di Genova, che nel Novecento fu un’importante sede nazionale del Partito Socialista Italiano, nel quale oggi è possibile ancora ammirare due saloni monumentali con gli affreschi di Bernardo Castello, Scene della Gerusalemme liberata, e di Domenico Fiasella, Sansone che stermina i Filistei.  Al civico 16 è il palazzo Jacopo Spinola, con un portale in marmo riccamente decorato e un sovraporta raffigurante il Trionfo degli Spinola: un carro con due guerrieri trainato da centauri, attribuito a Pace Gaggini (seconda metà del XV secolo).[6]
- Vico dell'Amor perfetto e piazza dell'Amor perfetto, residenza dei Finamore, aggregati all'albergo Usodimare; l'origine del nome è incerta: da alcuni è attribuita ad una leggenda legata ad una tragica storia d'amore[20], per altri è dovuto alla presenza nella zona di diverse case di tolleranza.[5][21]

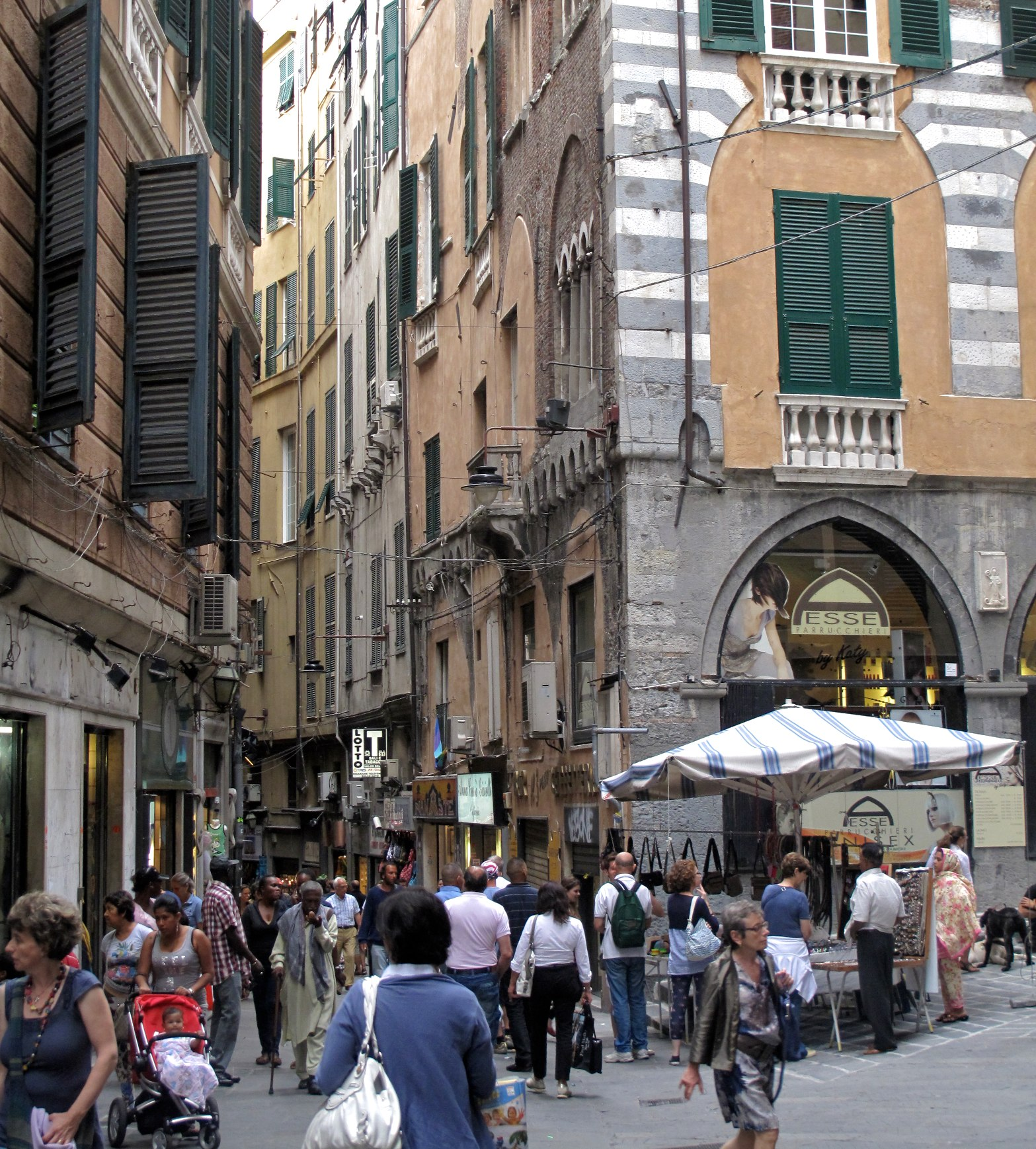
Via Fossatello all'angolo con via San Siro
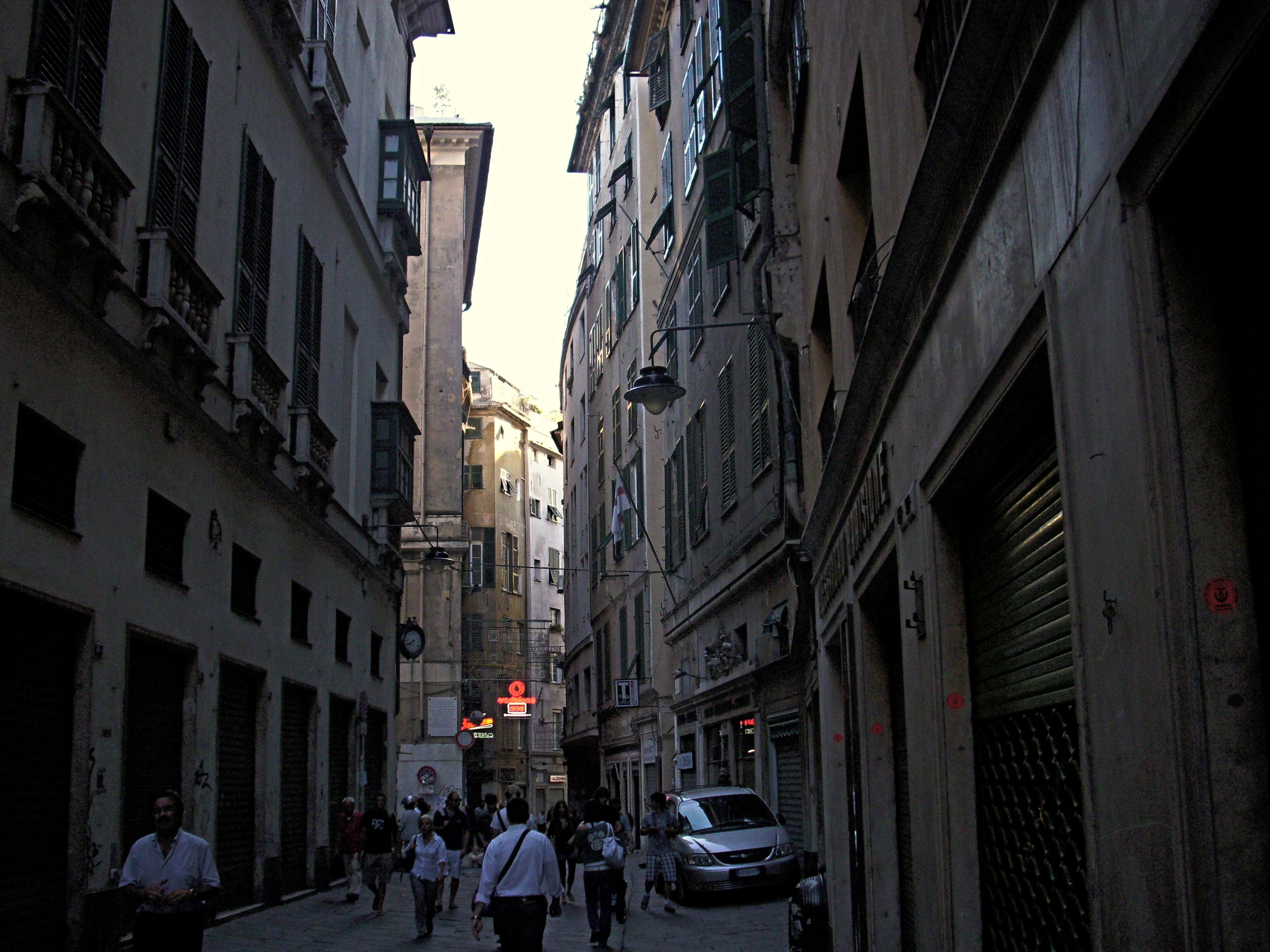
Via di Soziglia
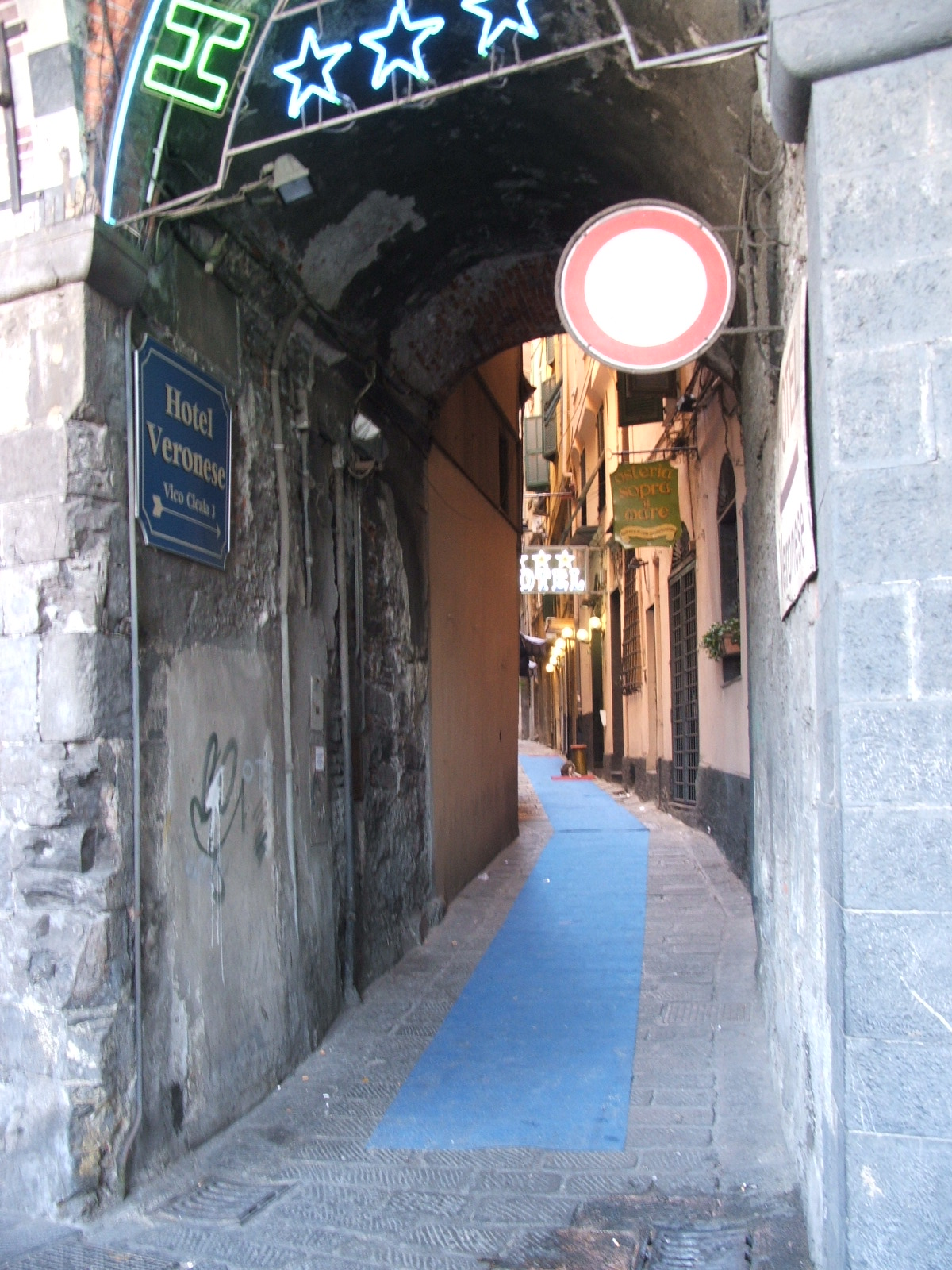
Vico Cicala
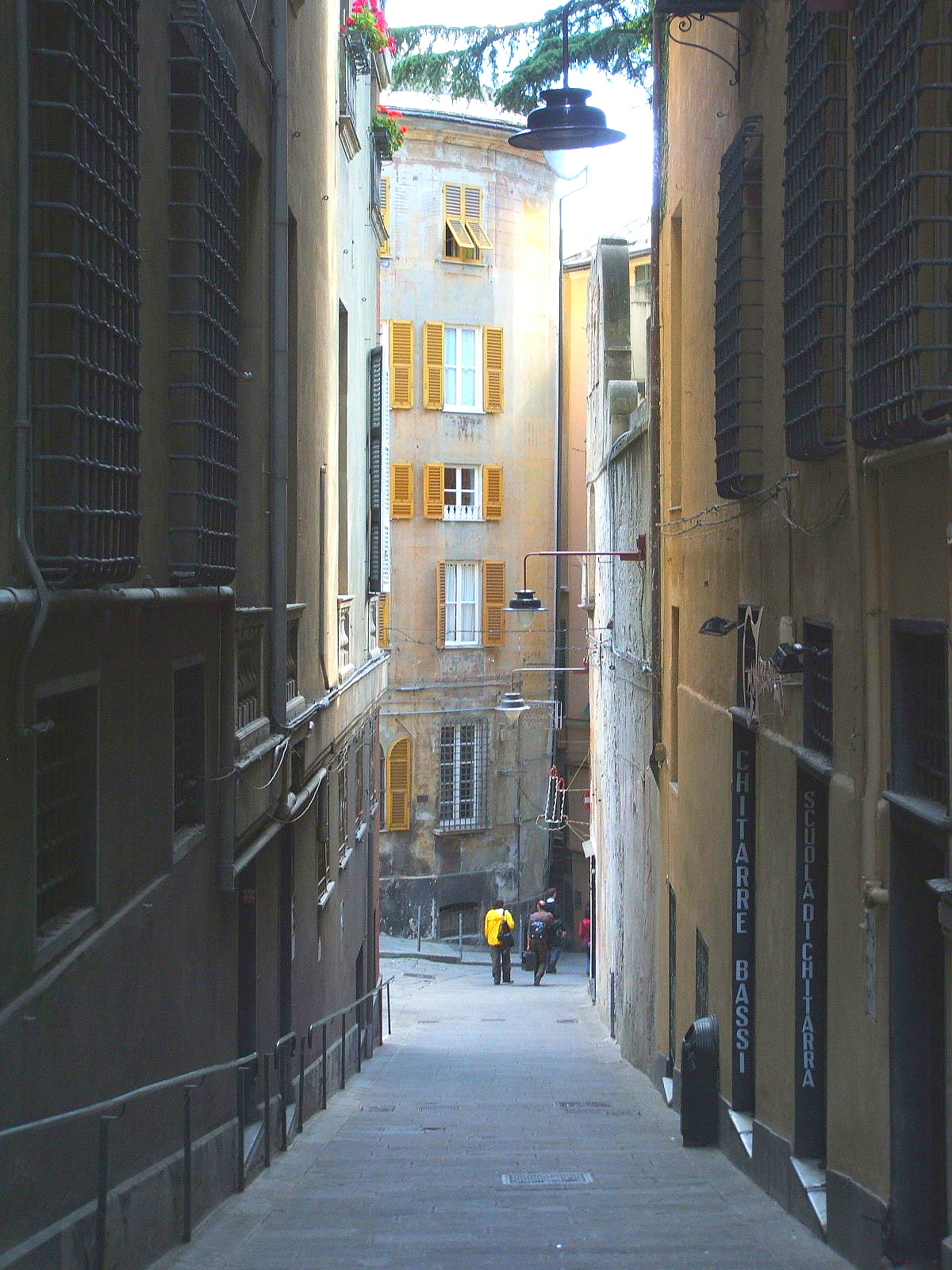
Vico del Ferro
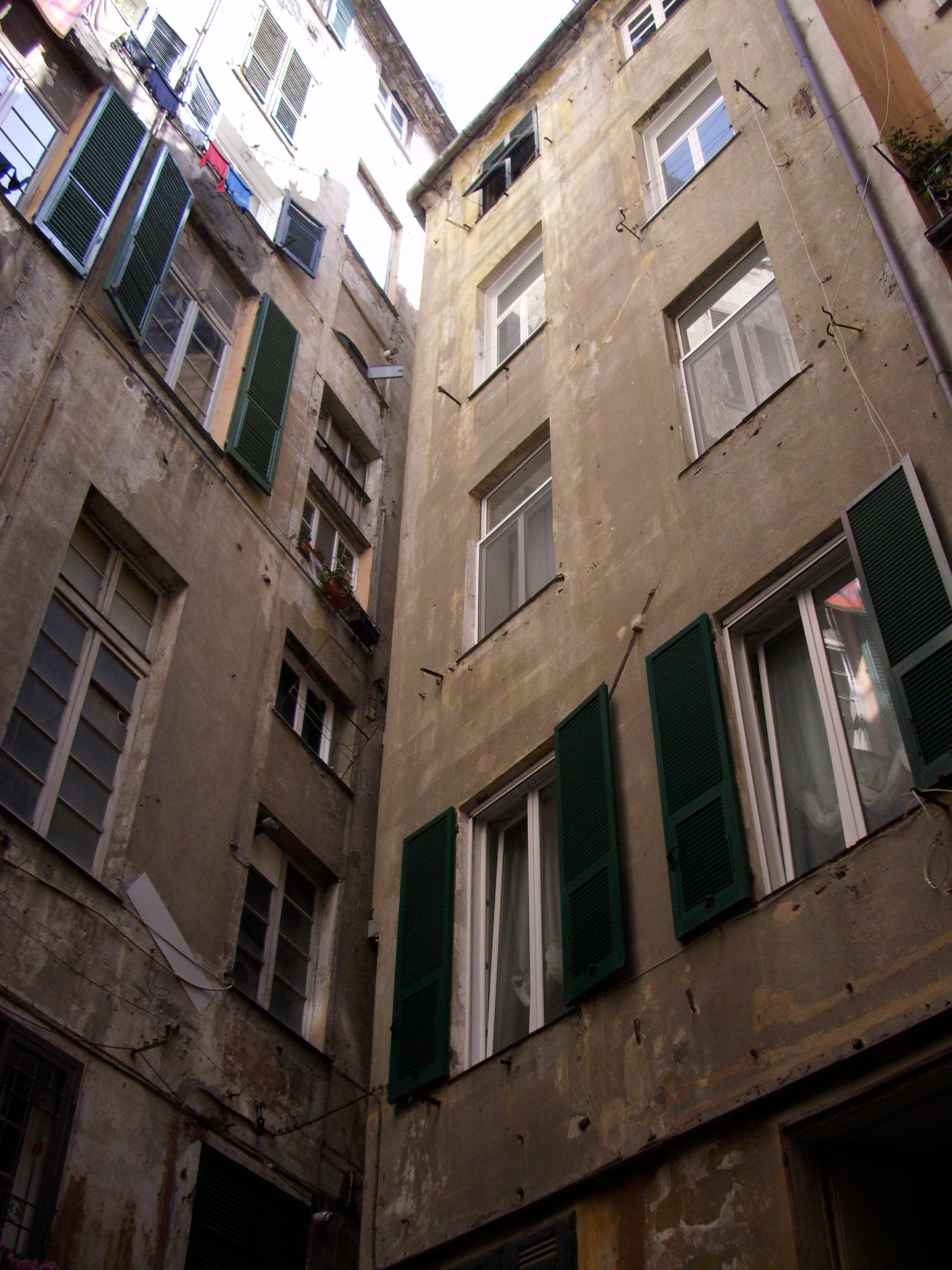
Edifici in piazza dell'Amor Perfetto

#### Piazza Caricamento

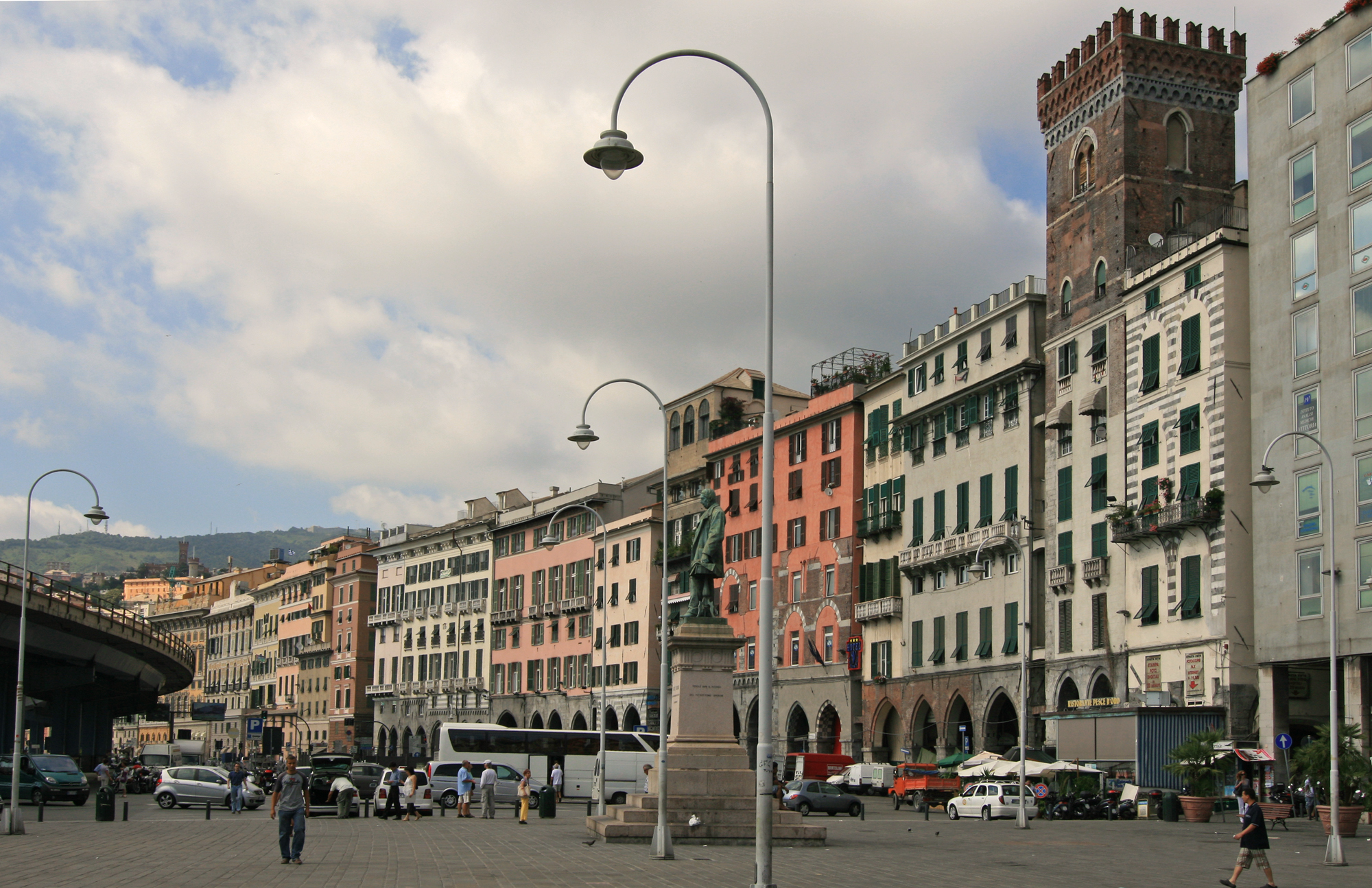
Piazza Caricamento con la statua a Raffaele Rubattino sullo sfondo della palazzata di Sottoripa

Piazza Caricamento fu creata intorno alla metà dell'Ottocento come terminale della carrettiera Carlo Alberto (successivamente divenuta via Gramsci). Dal 1854 fu detta di Caricamento perché divenne la stazione di testa, destinata al carico e allo scarico delle merci afferenti al porto, della ferrovia progettata come prolungamento della linea Torino-Genova a servizio del traffico portuale. Numerose immagini d'epoca mostrano la piazza affollata di carri in attesa di caricare o scaricare merci.
La piazza si estende su un'area che nel Medioevo era occupata dalle banchine portuali: il mare arrivava a lambire i portici di Sottoripa, gran parte dei quali si affacciano sulla piazza. La piazza ha la forma di un quadrilatero irregolare, dagli altri lati è delimitata dal Palazzo San Giorgio e dall'area del porto antico, mentre sul lato nord continua nella via Antonio Gramsci, l'antica carrettiera Carlo Alberto; è quasi completamente pedonalizzata mentre il traffico veicolare scorre attraverso un sottopasso, realizzato negli anni novanta sotto la piazza stessa e il Palazzo San Giorgio, che collega via Gramsci con piazza Cavour.
Al centro della piazza s'innalza la statua bronzea a Raffaele Rubattino, uno dei primi armatori italiani, realizzata nel 1889 dallo scultore Augusto Rivalta.

#### Le "strade nuove"
Il percorso che da piazza delle Fontane Marose attraversa tutto il quartiere a monte del "carruggio lungo" è formato dalle cosiddette "strade nuove", tracciate tra il XVI e XVIII secolo come vie residenziali elitarie ma collegate fra loro solo nel 1825, quando fu aperta la strada Carlo Felice (successivamente divenuta via XXV Aprile) tra piazza delle Fontane Marose e il nuovo centro cittadino di piazza S. Domenico (successivamente divenuta piazza De Ferrari). L'intervento veniva a realizzare il collegamento, da tempo auspicato, delle "strade nuove" con la via Giulia, uscita orientale della città.
La "Strada Nuova" (via Garibaldi) e più tardi la "Strada Nuovissima" (via Cairoli), che ne costituisce il proseguimento a ponente, furono realizzate su aree occupate da secoli da modeste abitazioni popolari. Qui alcune delle famiglie più in vista dell'aristocrazia genovese fecero costruire sontuosi palazzi, facendo di questo percorso uno fra i più eleganti e monumentali della città. Numerosi interventi di restyling a partire dagli anni novanta hanno valorizzato questa parte del centro storico.
Per le particolari caratteristiche orografiche del terreno, i palazzi sul lato a monte, che si sviluppano lungo le pendici del colle di Castelletto, furono realizzati secondo uno schema che si adattava alla pendenza del terreno, tipicamente con una scalinata marmorea che dall'atrio conduce ad un cortile porticato sopraelevato, da cui altre scale raggiungono i piani superiori e i retrostanti giardini addossati alla collina.

##### Via Garibaldi

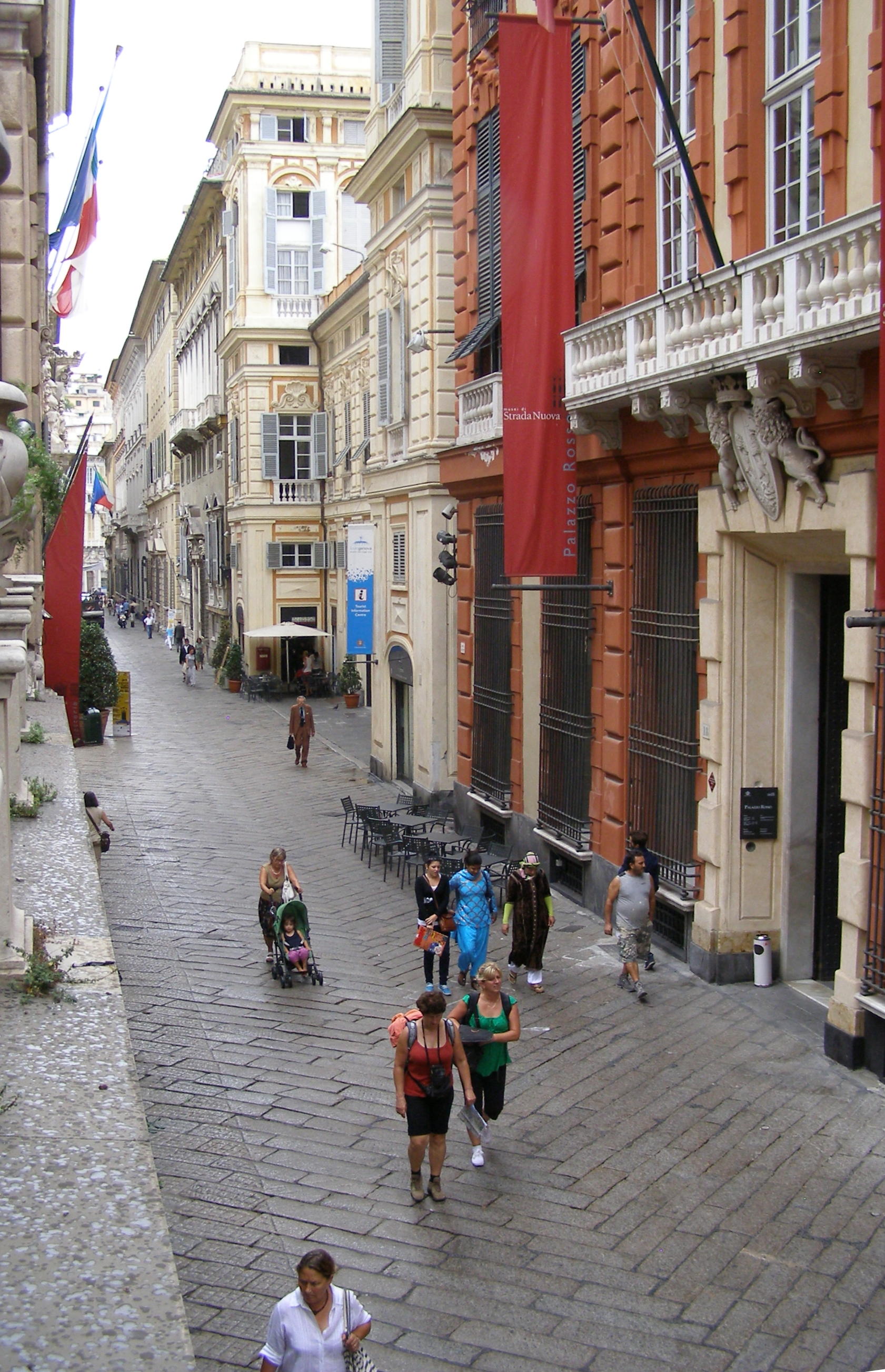
Via Garibaldi

La "Strada Nuova" per eccellenza (e questo fu ufficialmente il suo nome fino al 1882), progettata da Bernardino Cantone, fu edificata per volere dell'aristocrazia locale a partire dal 1550 e completata circa quarant'anni dopo, nel 1588. Lunga 250 metri e completamente rettilinea, ha una larghezza di 7,5 metri. Venne intitolata a Giuseppe Garibaldi nel 1882, subito dopo la sua morte.
All'epoca della sua costruzione la via aveva accesso solo da piazza Fontane Marose perché dal lato opposto, piazza della Meridiana, era chiusa da giardini.
Sulla via si affacciano ben tredici palazzi monumentali, individuati con i nomi altisonanti dei personaggi delle sei famiglie aristocratiche che li fecero costruire, a cui si aggiunsero nel Settecento i Brignole-Sale. Dodici di questi palazzi sono inseriti dal 2006 fra i Patrimoni dell'umanità dell'UNESCO. Nell'elenco dell'UNESCO non è compreso il solo "Palazzo delle Torrette", posto di fronte al palazzo Doria-Tursi, costruito nel XVIII secolo dall'architetto Giacomo Viano allo scopo di nascondere alla vista del più celebre dirimpettaio le abitazioni povere e fatiscenti del vecchio quartiere. La maggior parte di questi palazzi furono iscritti nei registri dei Rolli della Repubblica di Genova.
La via ha sempre suscitato l'ammirazione di illustri viaggiatori: la sua fama internazionale si deve anche al celebre pittore Peter Paul Rubens che riprodusse i disegni di molti di questi edifici nel volume Palazzi di Genova, pubblicato ad Anversa nel 1622.
Nei palazzi di via Garibaldi hanno sede uffici pubblici, tra cui la sede del comune di Genova nel palazzo Doria-Tursi, sedi di importanti istituti bancari e due fra le principali pinacoteche, Palazzo Rosso e Palazzo Bianco, che assieme ad alcune sale dello stesso palazzo Doria Tursi costituiscono i Musei di Strada Nuova.

##### Via Cairoli e piazza della Meridiana

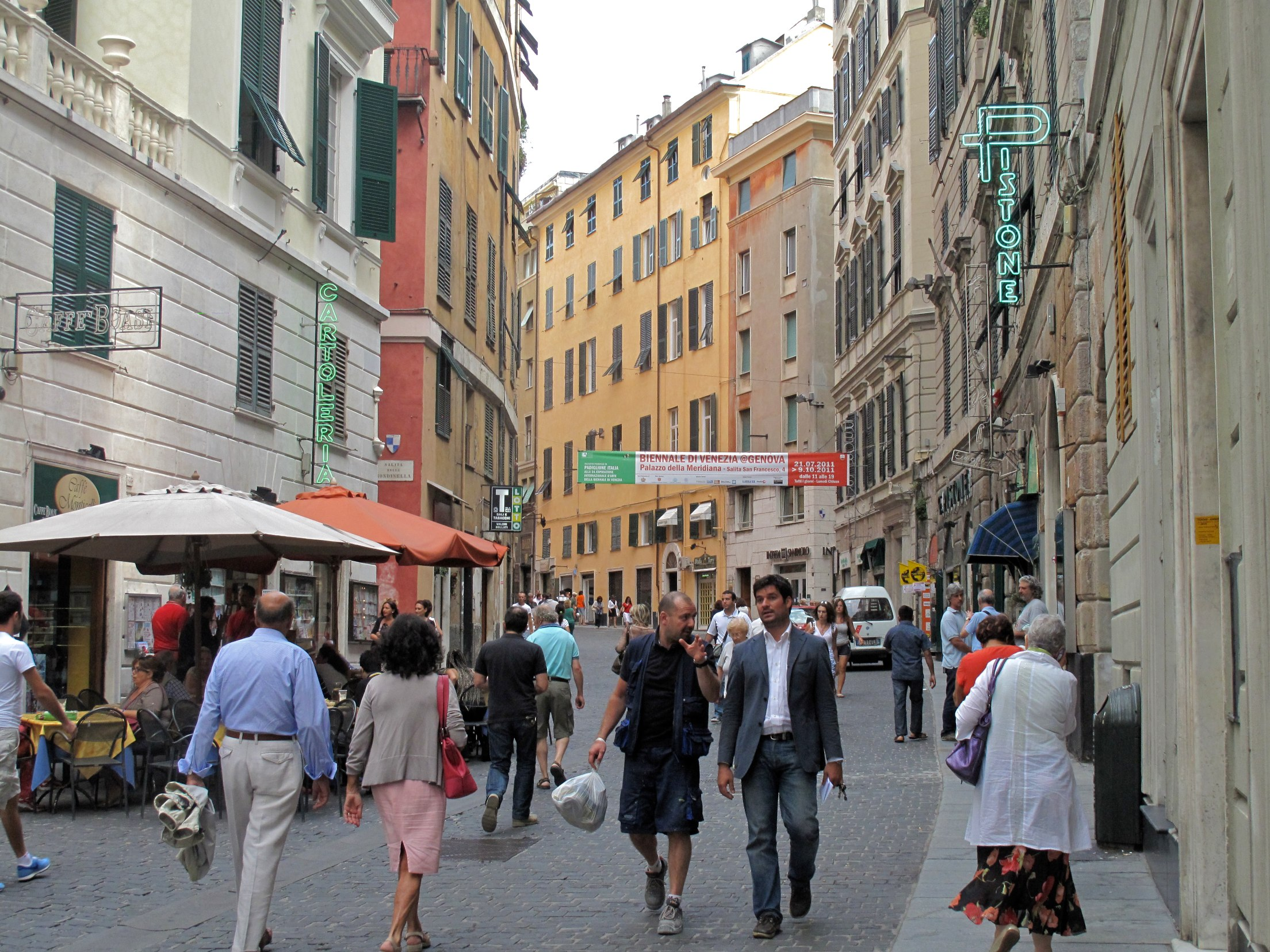
Via Cairoli

Via Cairoli ("Strada Nuovissima") fu aperta nel 1786 come continuazione a ponente della "Strada Nuova". Questa via fu realizzata su progetto dell'architetto Gregorio Petondi su aree occupate in parte da case popolari, ma anche da preesistenti residenze signorili, che in alcuni casi dovettero essere riadattate alla nuova sistemazione viaria, come il palazzo Lomellini-Doria Lamba (civ. 18), costruito nel Cinquecento ma ristrutturato ed ampliato nel 1776 dallo stesso Petondi per Gian Tommaso Balbi. La strada ha un andamento curvilineo e sbocca in largo della Zecca, da dove il percorso delle strade nuove si ricollega, attraverso via Bensa e piazza della Nunziata, alla seicentesca "Strada Balbi".

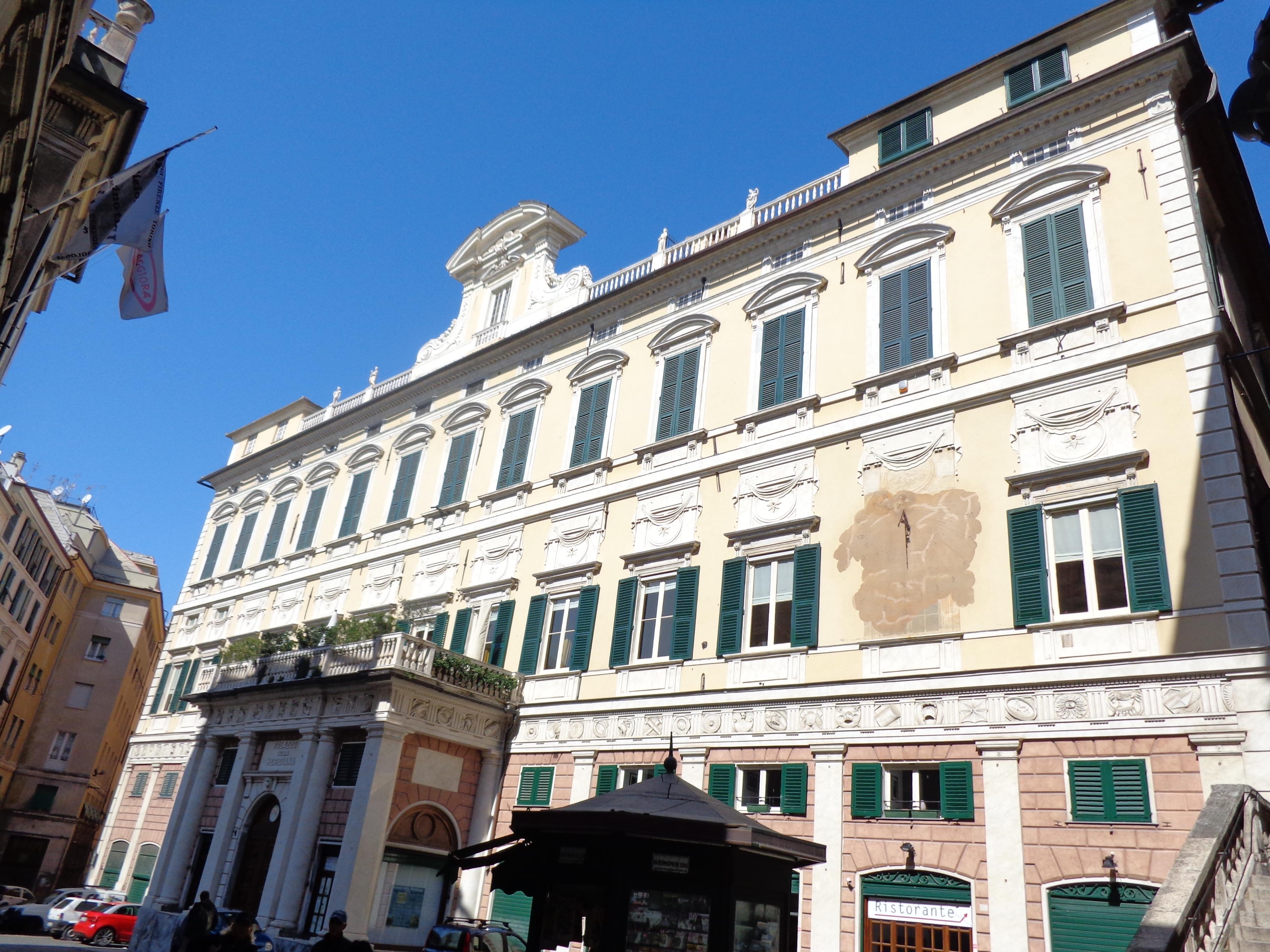
Palazzo della Meridiana

Con l'apertura della "Strada Nuovissima" cessò il lungo isolamento della "Strada Nuova"; le due strade furono raccordate dalla piazza della Meridiana, che prende il nome dall'orologio solare dipinto sulla facciata settecentesca del Palazzo Gerolamo Grimaldi, detto appunto "della Meridiana", costruito nel Cinquecento, che ha all'interno affreschi di Luca Cambiaso.

##### Piazza delle Fontane Marose

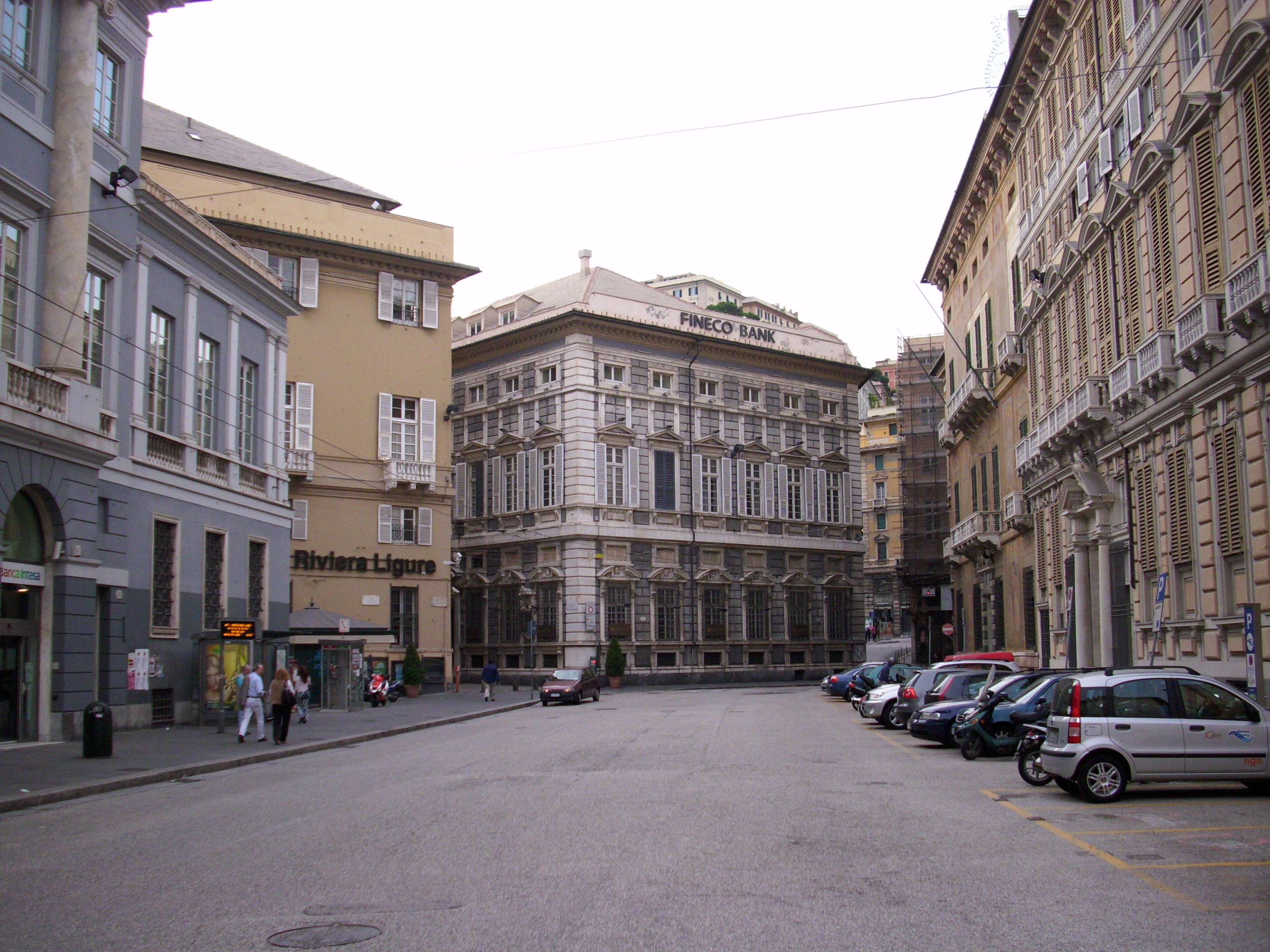
Piazza delle Fontane Marose

Piazza delle Fontane Marose, al limite sud-orientale di via Garibaldi, fa da cerniera tra le strade nuove e via XXV Aprile. L'assetto della piazza, creata nel XVI secolo con la realizzazione della Strada Nuova, fu più volte modificato nel corso dei secoli.
Prende il nome da un'antica fontana a tre arcate, realizzata nel 1206, ora scomparsa, che nel XIII secolo era chiamata "fons marosus" per la turbolenza delle sue acque ma nei secoli XV e XVI veniva citata come "fons morosus", forse per la sua vicinanza al postribolo pubblico, demolito per la costruzione della Strada Nuova, ma non mancano altre ipotesi, alcune decisamente fantasiose, sull'origine del nome. Il toponimo moderno riprende quello originario, anche se la storica fonte non esiste più dalla metà dell'Ottocento, quando fu demolita per l'apertura di via Interiano. La fontana era alimentata da una grande cisterna in cui confluivano le acque di diverse sorgenti provenienti dalla valle Bachernia (successivamente divenuta S. Anna); la cisterna è ancora esistente ancora sotto la sede stradale. Tre lapidi in marmo sopravvissute ai secoli, murate sulla facciata del palazzo Interiano Pallavicini, raccontano la storia della fontana: la prima del 1206 è riferita alla sua costruzione, la seconda, datata 1427, cita lavori di pulizia della sottostante cisterna, di cui fornisce anche le imponenti misure, mentre la terza, del 1559, ricorda la completa ristrutturazione del manufatto.
Sulla piazza sorgono diversi palazzi storici, anche questi iscritti al registro dei Rolli e compresi nella lista dei Patrimoni dell'umanità dell'Unesco (ad eccezione del palazzo Balestrino): il palazzo Spinola "dei marmi" (civ. 6), costruito alla metà del Quattrocento per gli Spinola di Luccoli, con il paramento della facciata a bande alternate di marmo e pietra grigia, il cinquecentesco palazzo Interiano Pallavicini (civ. 2), il Palazzo Negrone (civ. 3 e 4) realizzato nel XVIII secolo riunendo due edifici cinquecenteschi, e il palazzo Balestrino, cinquecentesco ma modificato in stile neoclassico nel 1830.

##### Piazza del Portello

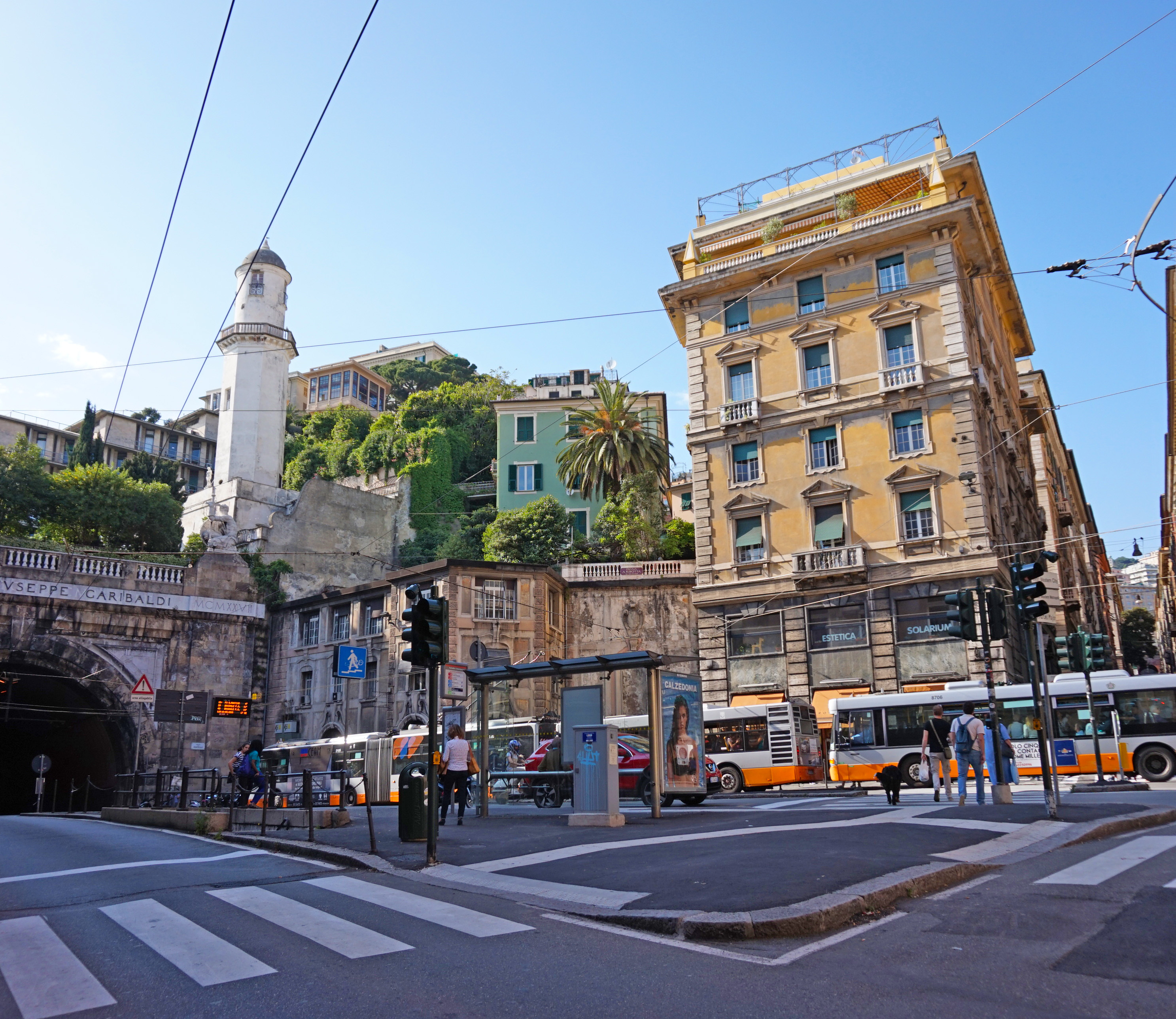
Piazza del Portello

Da piazza delle Fontane Marose la breve via Interiano conduce a piazza del Portello, che prende il nome da un portello nelle "mura del Barbarossa" ai piedi della salita che conduceva al colle di Castelletto. La piazza fu creata intorno alla metà dell'Ottocento, demolendo le mura ed alcuni vecchi edifici, allo sbocco di via Caffaro, la nuova strada per Castelletto realizzata nel 1851 sulla copertura del rio Bachernia (o sant'Anna), una delle prime vie residenziali delle elite borghesi dell'Ottocento. Alla fine del secolo nella piazza trovarono collocazione le stazioni inferiori della funicolare di Sant'Anna e dell'ascensore di Castelletto, che sale al belvedere Luigi Montaldo.
Dagli anni venti del Novecento la piazza divenne uno dei principali snodi della viabilità cittadina con l'apertura delle gallerie Garibaldi (1927) e Bixio (1928) sul nuovo asse di scorrimento Zecca-Corvetto, destinato ad alleggerire le "strade nuove" dal crescente traffico veicolare.
Sopra all'imbocco della galleria Garibaldi, domina la piazza una torre dalla forma vagamente orientaleggiante. Non si tratta però, come si potrebbe pensare, di una struttura difensiva ma di un elemento architettonico del giardino del palazzo di Nicolosio Lomellini, che ha il suo ingresso in via Garibaldi. La torre, realizzata nel Cinquecento ha al suo interno una scala a chiocciola per collegare la parte inferiore con quella superiore del giardino. La struttura fu poi sopraelevata, probabilmente nel XVII secolo, per creare un piccolo terrazzo panoramico con vista sulla città.
Accanto all'imbocco della galleria Nino Bixio una breve scalinata immette nell'ampia ma ripida salita delle Battistine, che divide il quartiere della Maddalena da Castelletto, fiancheggiando il parco della villetta Dinegro. In questa salita abitò tra 1880 e 1881 il filosofo Friedrich Nietzsche.

### Architetture civili

#### Palazzi dei Rolli
Nell'area della Maddalena, testimonianza dei secoli in cui il quartiere fu il centro economico della città, si trovano ben 49 degli 80 palazzi patrizi genovesi che furono iscritti nei registri dei Rolli tra il XVI e il XVII secolo. Ventinove di questi sono inseriti dal 13 luglio 2006 fra i Patrimoni dell'umanità dell'UNESCO. Tra questi gli edifici i più imponenti sono quelli di via Garibaldi, caratterizzati da immensi atrii, scaloni monumentali e loggiati affacciati su grandiosi giardini. La maggior parte di questi palazzi sono oggi sedi di uffici, alcuni sono stati in parte trasformati in abitazioni di pregio.
- Palazzi del quartiere della Maddalena inseriti nell'elenco dei Patrimoni dell'umanità:
  - Palazzo Doria-Spinola, largo Lanfranco 1, sede degli uffici della provincia
  - Palazzo Paolo Battista e Niccolò Interiano, piazza Fontane Marose 2
  - Palazzo Negrone, piazza Fontane Marose 3 e 4
  - Palazzo Giacomo Spinola, piazza Fontane Marose 6
  - Palazzo Gio Battista Centurione, piazza Fossatello 3
  - Palazzo Gio Carlo Brignole, piazza della Meridiana 2
  - Palazzo Spinola di Pellicceria, piazza Pellicceria 1, sede della Galleria nazionale di palazzo Spinola
  - Palazzo Gio Battista Grimaldi, piazza S. Luca 2
  - Palazzo Giorgio Spinola, salita S. Caterina 4
  - Palazzo Gerolamo Grimaldi, salita S. Francesco 4, conosciuto come "Palazzo della Meridiana"
  - Palazzo Emanuele Filiberto Di Negro, via al Ponte Reale 2, che nell'Ottocento ospitò un albergo di lusso ("Hotel Feder")
  - Palazzo Lomellini-Doria Lamba, via Cairoli 18
  - Palazzo Pallavicini-Cambiaso, via Garibaldi 1
  - Palazzo Pantaleo Spinola, via Garibaldi 2
  - Palazzo Lercari-Parodi, via Garibaldi 3
  - Palazzo Carrega-Cataldi, via Garibaldi 4
  - Palazzo Angelo Giovanni Spinola, via Garibaldi 5
  - Palazzo Gio Battista Spinola, via Garibaldi 6
  - Palazzo Podestà, via Garibaldi 7, conosciuto anche come "Palazzo Nicolosio Lomellini"
  - Palazzo Cattaneo-Adorno, via Garibaldi 8 e 10
  - Palazzo Doria-Tursi, via Garibaldi 9, sede del comune di Genova (alcune sale dal 2004 ospitano anche una sezione dei Musei di Strada Nuova)
  - Palazzo Bianco, via Garibaldi 11, sede di una pinacoteca inserita nel circuito dei Musei di Strada Nuova
  - Palazzo Baldassarre Lomellini, via Garibaldi 12, conosciuto come "Palazzo Campanella"
  - Palazzo Rosso, via Garibaldi 18, sede di una pinacoteca inserita nel circuito dei Musei di Strada Nuova
  - Palazzo Giorgio Centurione, via Lomellini 5
  - Palazzo Ambrogio Di Negro, via S. Luca 2, sede della Fondazione Edoardo Garrone
  - Palazzo Gio Battista Grimaldi, vico S. Luca 4
  - Palazzo Stefano De Mari, via S. Luca 5
  - Palazzo Nicolò Spinola, via S. Luca 14
- Palazzi del quartiere della Maddalena iscritti nei Rolli ma non compresi nell'elenco dei Patrimoni dell'umanità: 
  - Palazzo Bernardo e Giuseppe De Franchi, Piazza della Posta Vecchia 2
  - Palazzo Agostino De Franchi, Piazza della Posta Vecchia 3
  - Palazzo Domenico Grillo, Piazza delle Vigne 4
  - Palazzo Agostino Doria, Piazza delle Vigne 6
  - Palazzo Pietro Spinola di San Luca, Piazza di Pellicceria 3
  - Palazzo Spinola di Luccoli-Balestrino, Piazza Fontane Marose 1
  - Palazzo Lazzaro Grimaldi, Piazza Inferiore di Pellicceria 1
  - Palazzo De Mari, Piazza Luccoli 2
  - Palazzo Pinelli-Parodi, Piazza Pinelli 2
  - Palazzo Gio Batta Senarega, Piazza Senarega 1
  - Palazzo Luciano Spinola di Luccoli, Salita di Santa Caterina 2, nel secondo dopoguerra e fino al 2001 sede genovese dell'Enel
  - Palazzo Pallavicini-Fabiani, Via al Ponte Calvi 3
  - Palazzo Francesco Borsotto, Via della Maddalena 29
  - Palazzo Jacopo Spinola, Via della Posta Vecchia 16
  - Palazzo Lomellini-Dodero, Via Lomellini 15
  - Palazzo Tommaso Franzone, Via Luccoli 22
  - Palazzo Spinola di San Luca-Gentile, Via San Luca 4
  - Palazzo Spinola di San Luca, Via San Luca 6
  - Palazzo Brancaleone Grillo, Vico Delle Mele 6
  - Palazzo Nicola Grimaldi, Vico San Luca 2

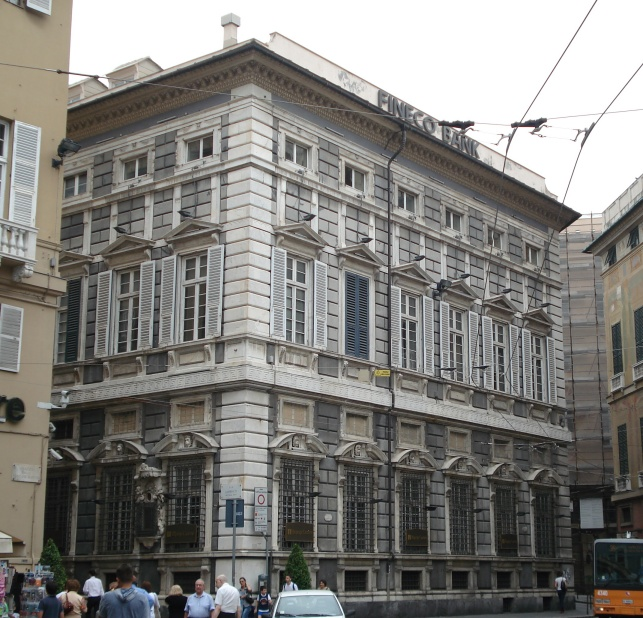
Palazzo Pallavicini-Cambiaso in via Garibaldi
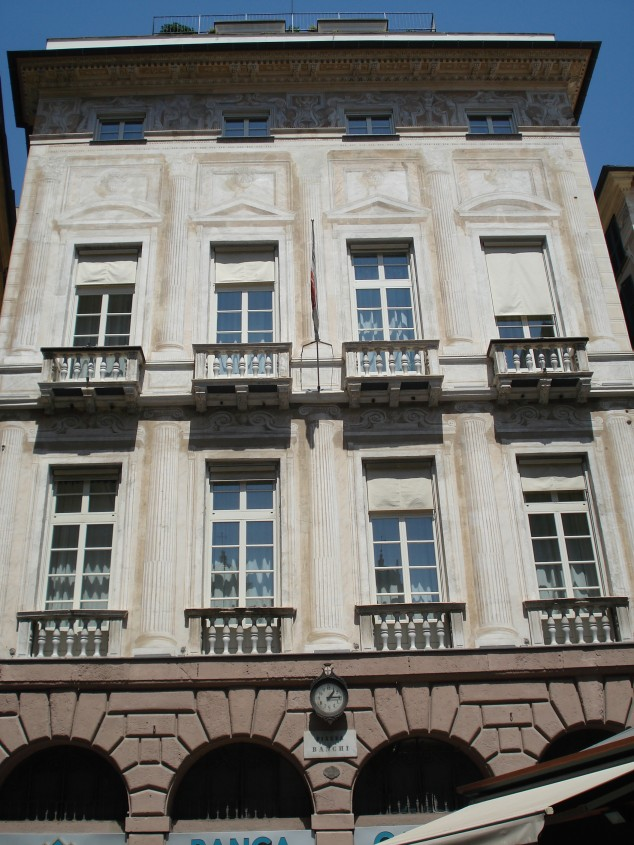
Palazzo Ambrogio Di Negro in via S. Luca, angolo piazza Banchi
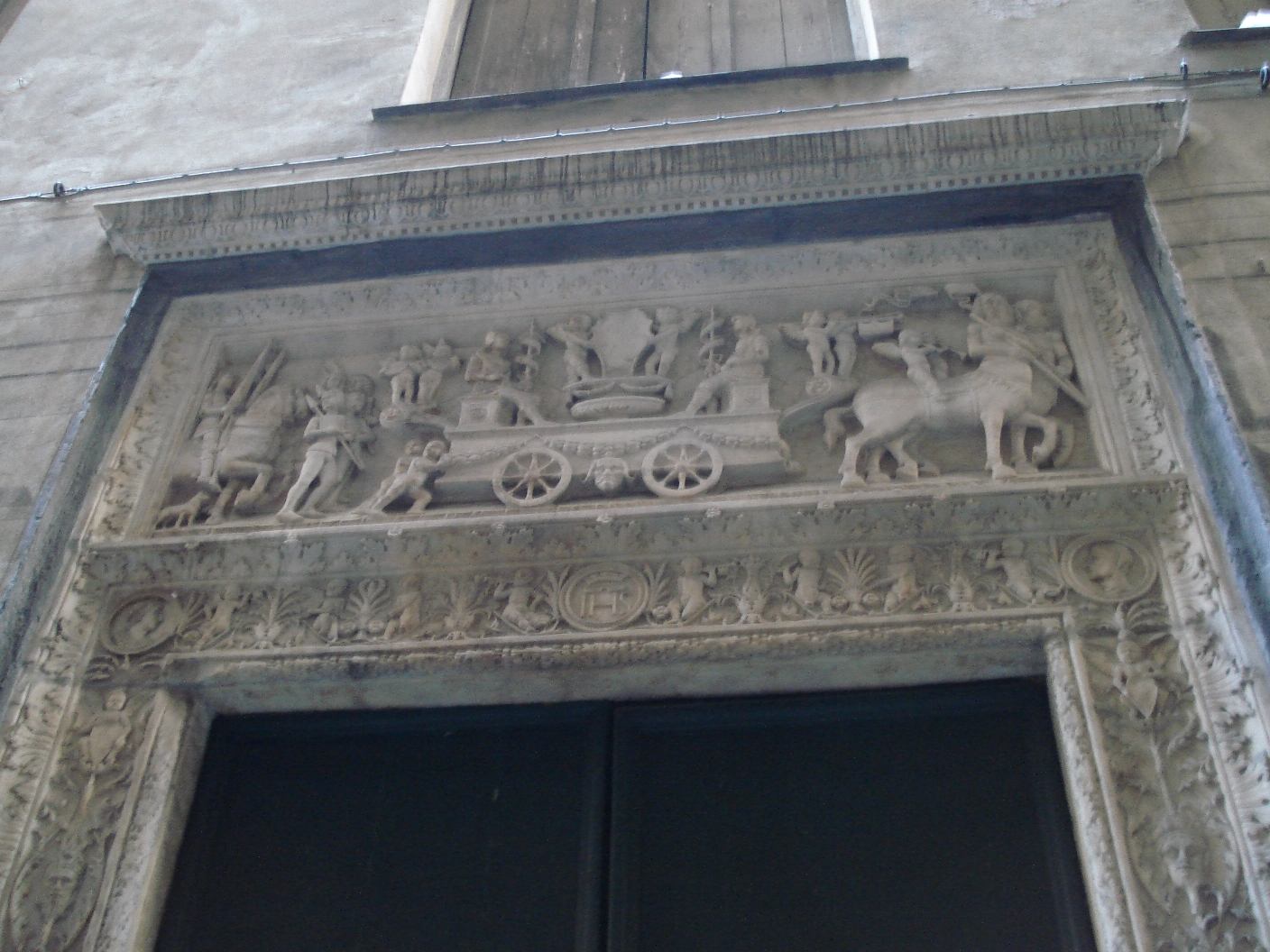
Portale del palazzo Jacopo Spinola in via della Posta Vecchia, raffigurante Il trionfo degli Spinola, di Pace Gaggini
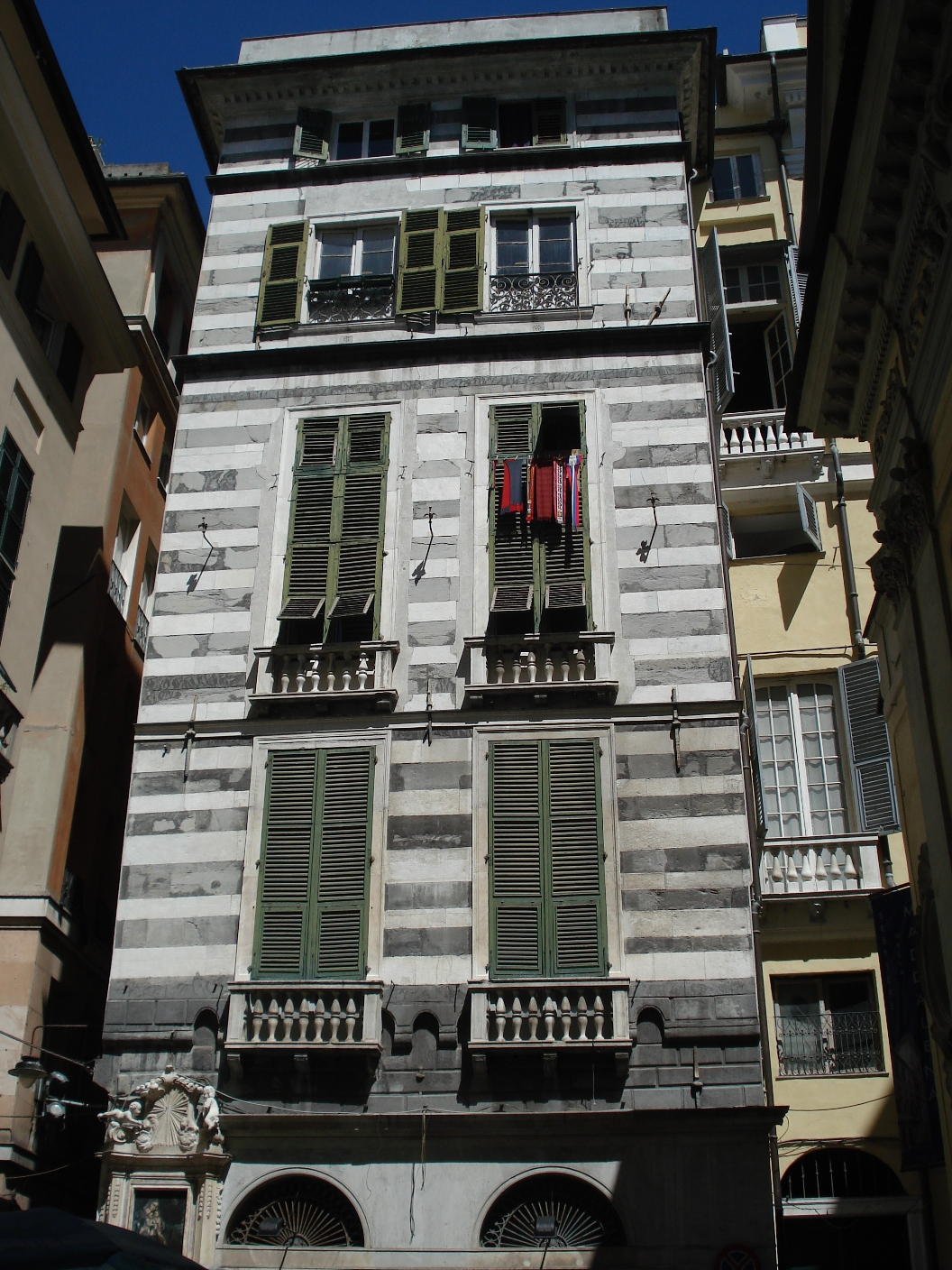
Facciata a bande bianche e nere del palazzo Nicola Grimaldi
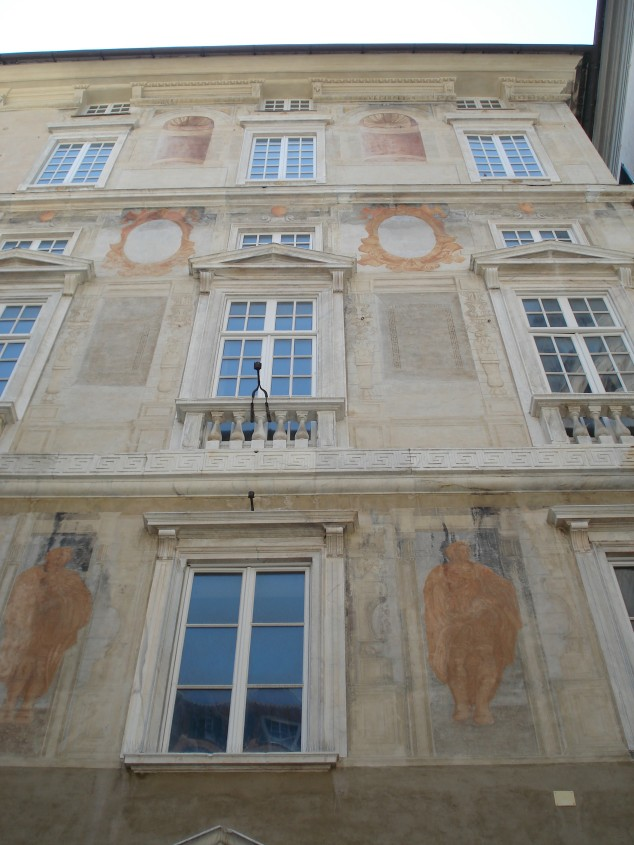
Facciata del palazzo Domenico Grillo di piazza delle Vigne
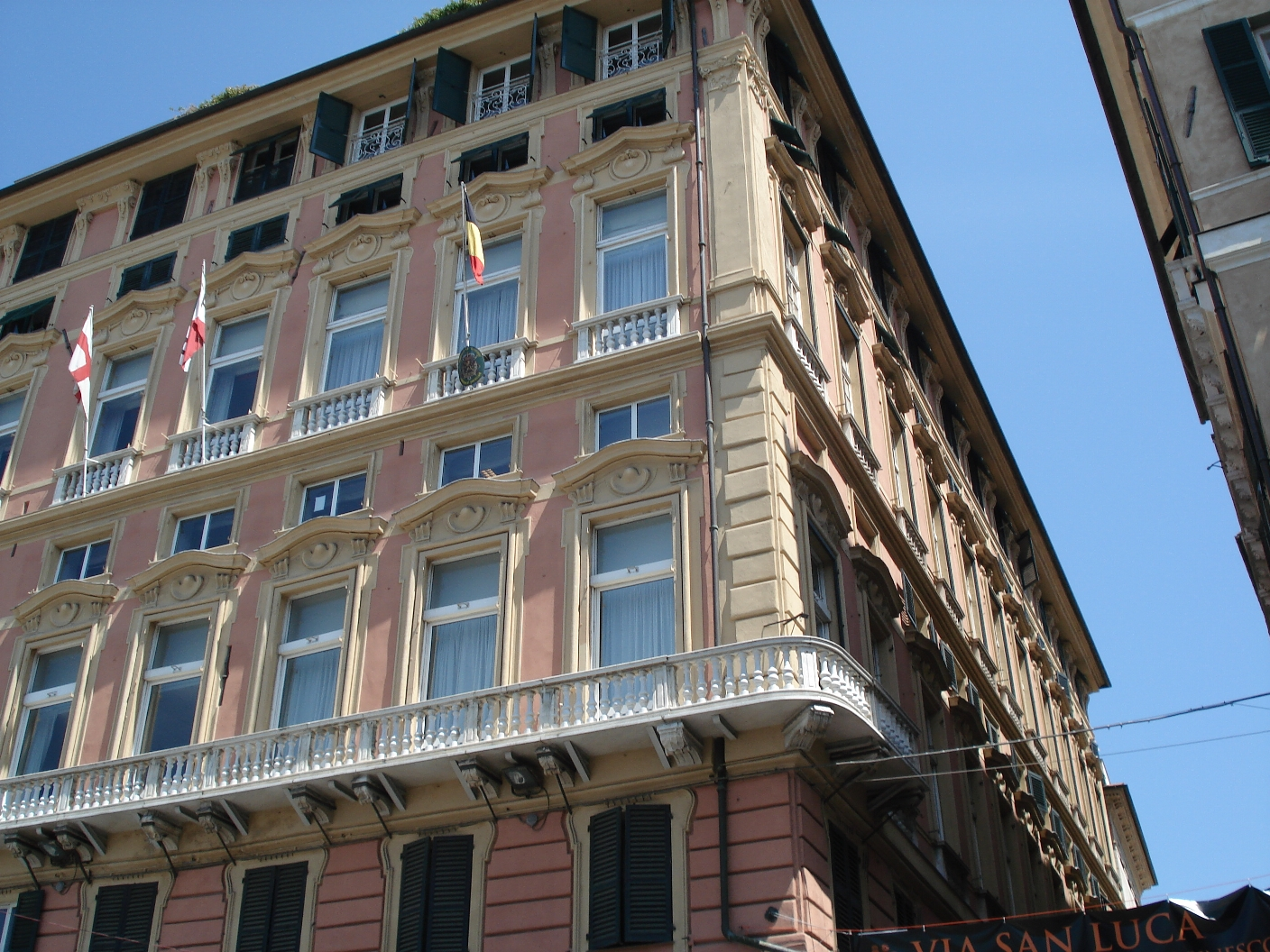
Palazzo Emanuele Filiberto Di Negro, la facciata su piazza Caricamento
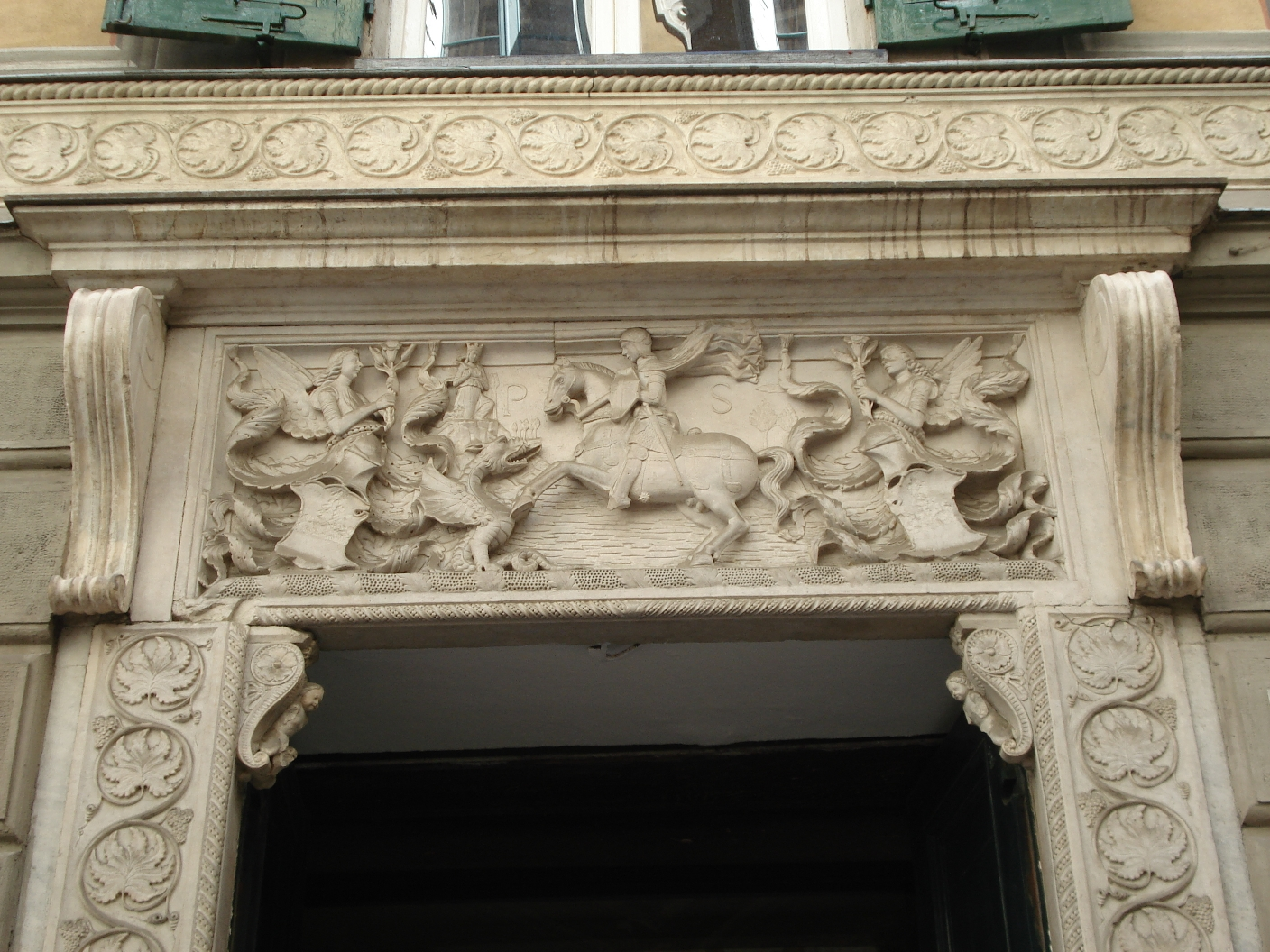
Portale del palazzo Spinola di San Luca, raffigurante San Giorgio e il drago, opera di Michele d’Aria
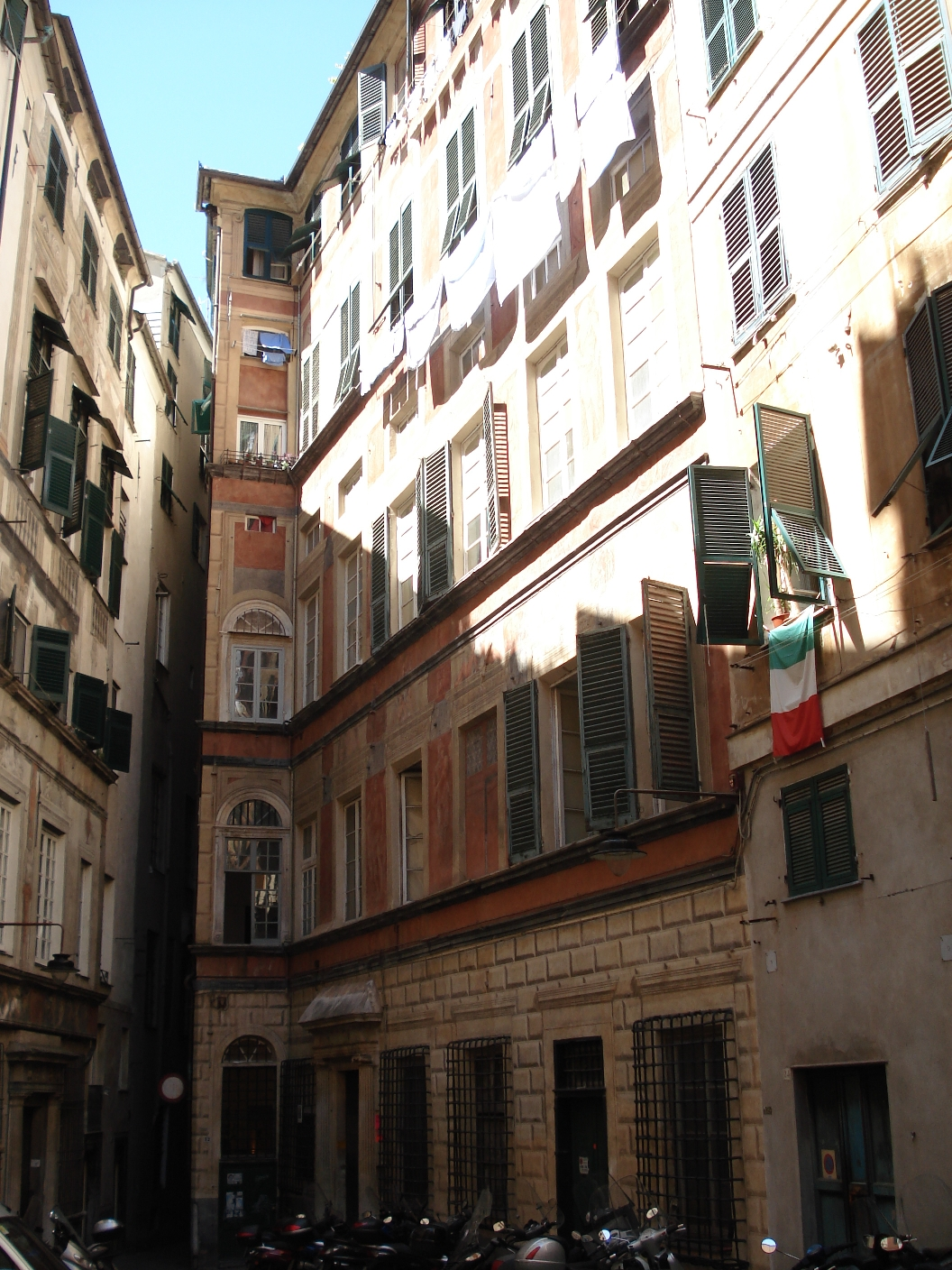
Il Palazzo Pinelli-Parodi

##### Palazzo Doria-Tursi

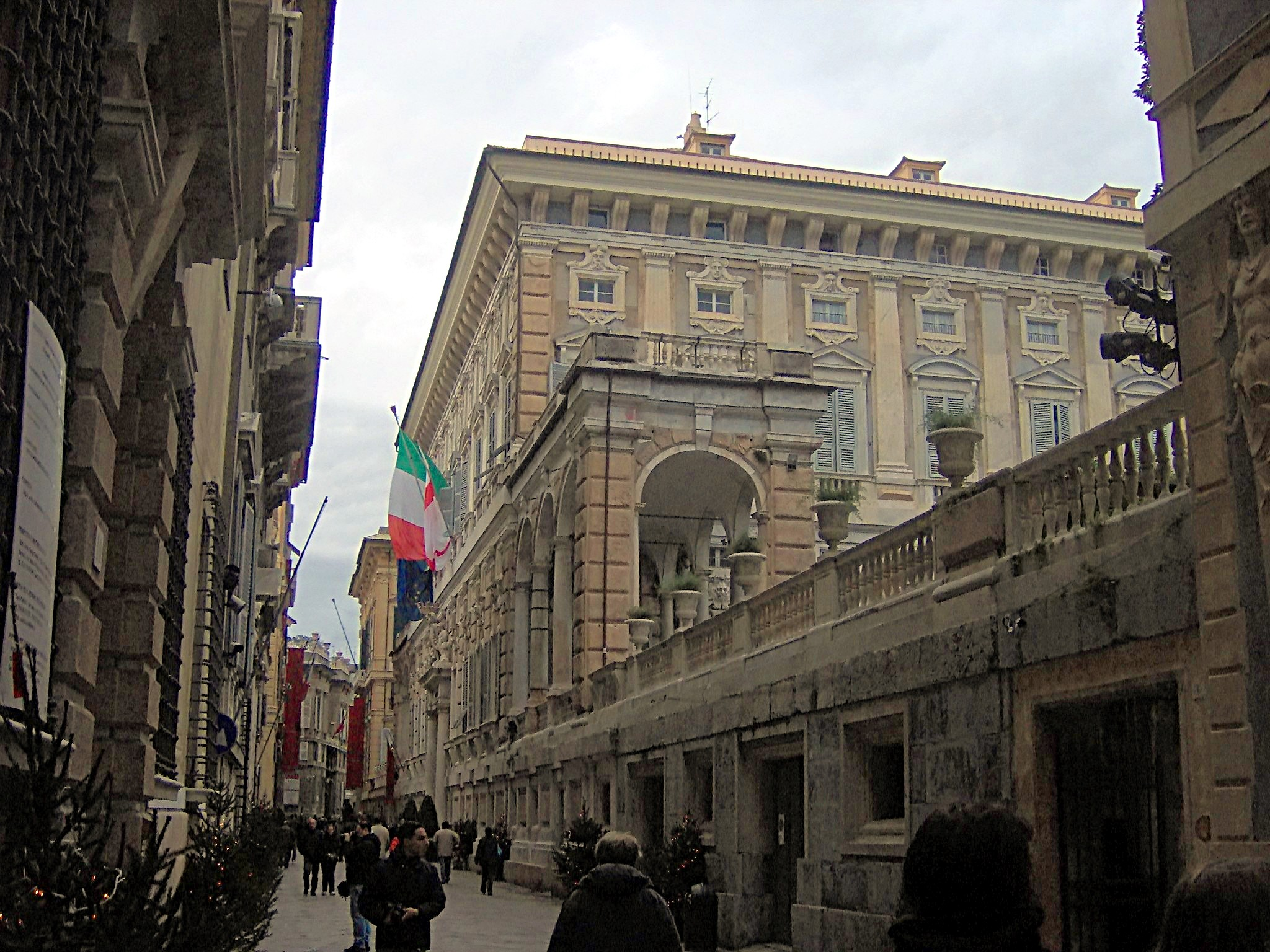
Palazzo Doria-Tursi

L'edificio, comunemente chiamato dai genovesi "Palazzo Tursi", sede del comune di Genova e di una sezione dei Musei di Strada Nuova, fu costruito nella seconda metà del XVI secolo da Domenico e Giovanni Ponzello per il banchiere Niccolò Grimaldi.

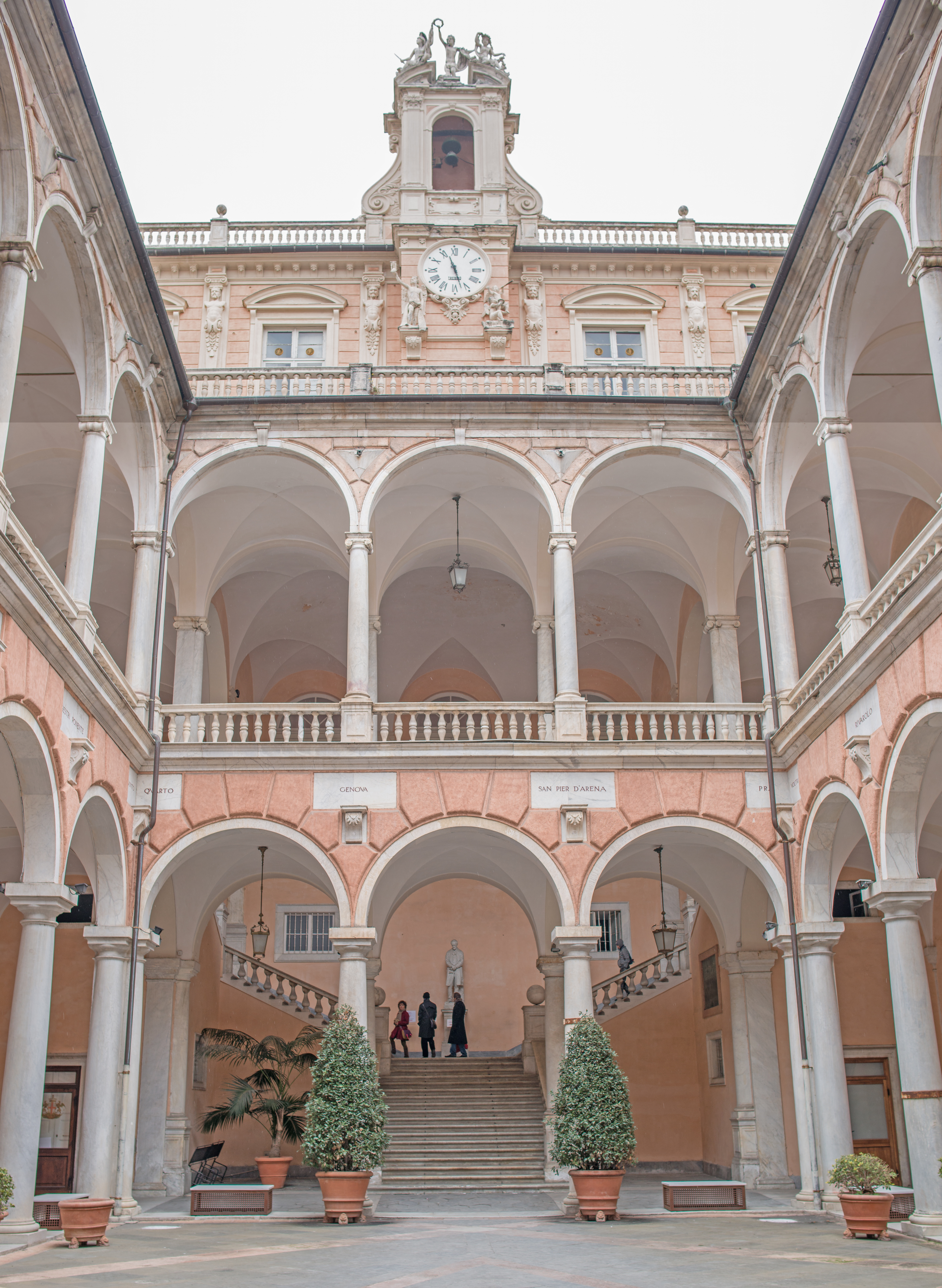
Il cortile interno

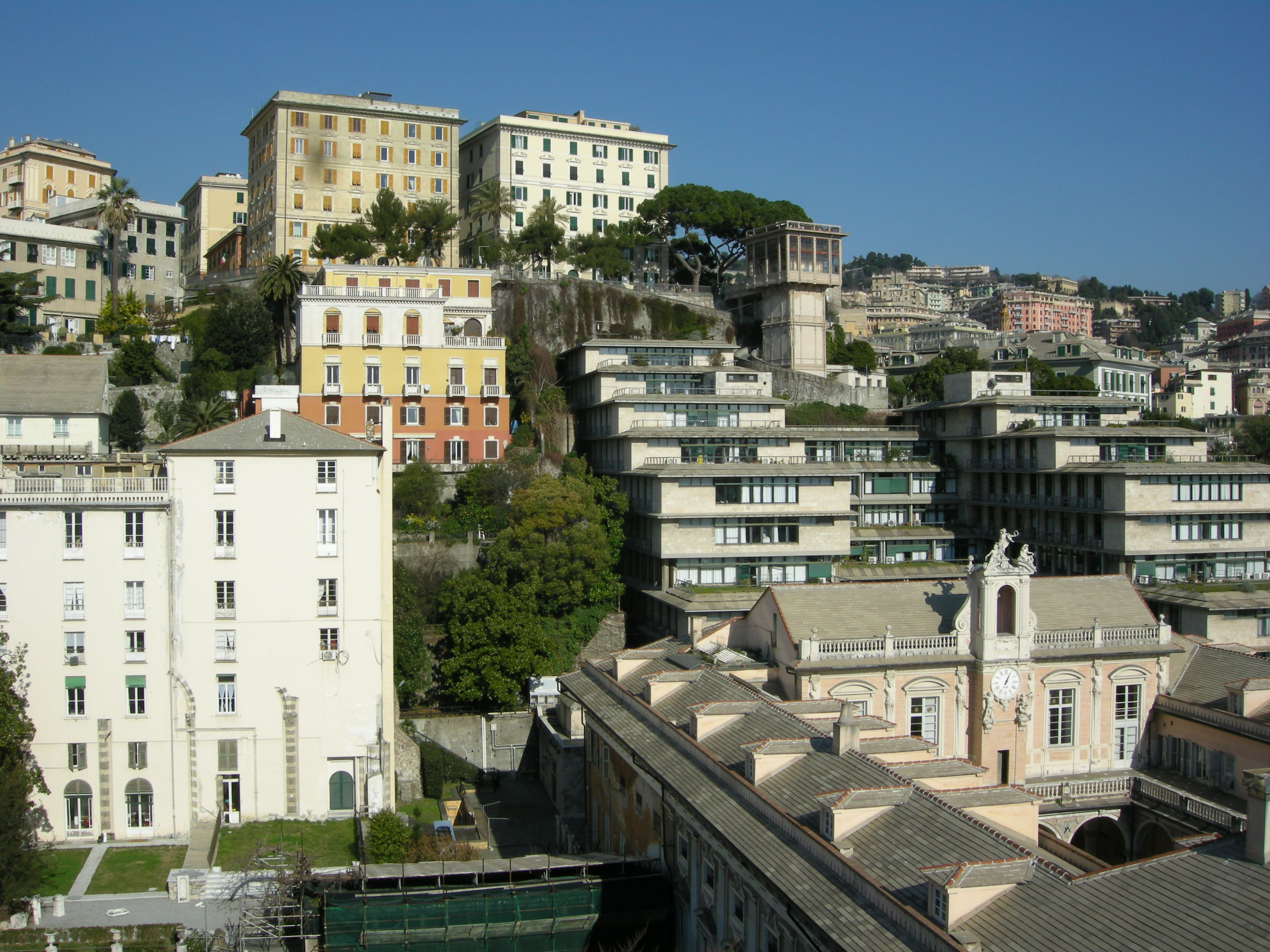
Veduta del palazzo con i moderni edifici che risalgono a gradoni il colle di Castelletto

Edificato su tre lotti di terreno, è l'edificio più grande della via, con due ampi giardini che circondano su tre lati il corpo centrale e due logge laterali affacciate sulla strada. I fratelli Ponzello idearono un'innovativa soluzione architettonica per adattare la struttura dell'edificio alla pendenza del terreno, con una scalinata marmorea che dall'atrio conduce al cortile sopraelevato, circondato da un porticato colonnato, da cui uno scalone a doppia rampa raggiunge i piani superiori e il retrostante giardino. La facciata è caratterizzata dall'alternanza di materiali pregiati di diverso colore: pietra di Finale, ardesia e marmo di Carrara.
Nel 1597 divenne proprietà di Gianandrea Doria che lo acquisì per il figlio Carlo, duca di Tursi, al quale si deve l'attuale denominazione. Dopo il 1820 passò ai Savoia, che vi fecero aggiungere la torretta dell'Orologio; dal 1848 è sede del municipio genovese. Attraverso il cortile e il corpo posteriore dell'edificio si accede al palazzo degli uffici comunali, realizzato negli anni sessanta del Novecento dagli architetti Franco Albini e Franca Helg. Questo moderno edificio risale con una struttura a gradoni la collina di Castelletto.
Dal 2004 il piano nobile del palazzo ospita alcune sale dei musei di Strada Nuova, in cui sono esposte opere di pittori genovesi del XVII e XVIII secolo, la statua della Maddalena Penitente del Canova e il celebre violino di Niccolò Paganini, detto "Il Cannone", costruito nel 1743 dal liutaio Guarneri del Gesù, oltre a collezioni numismatiche, ceramiche e stoffe pregiate.

##### Palazzo Bianco

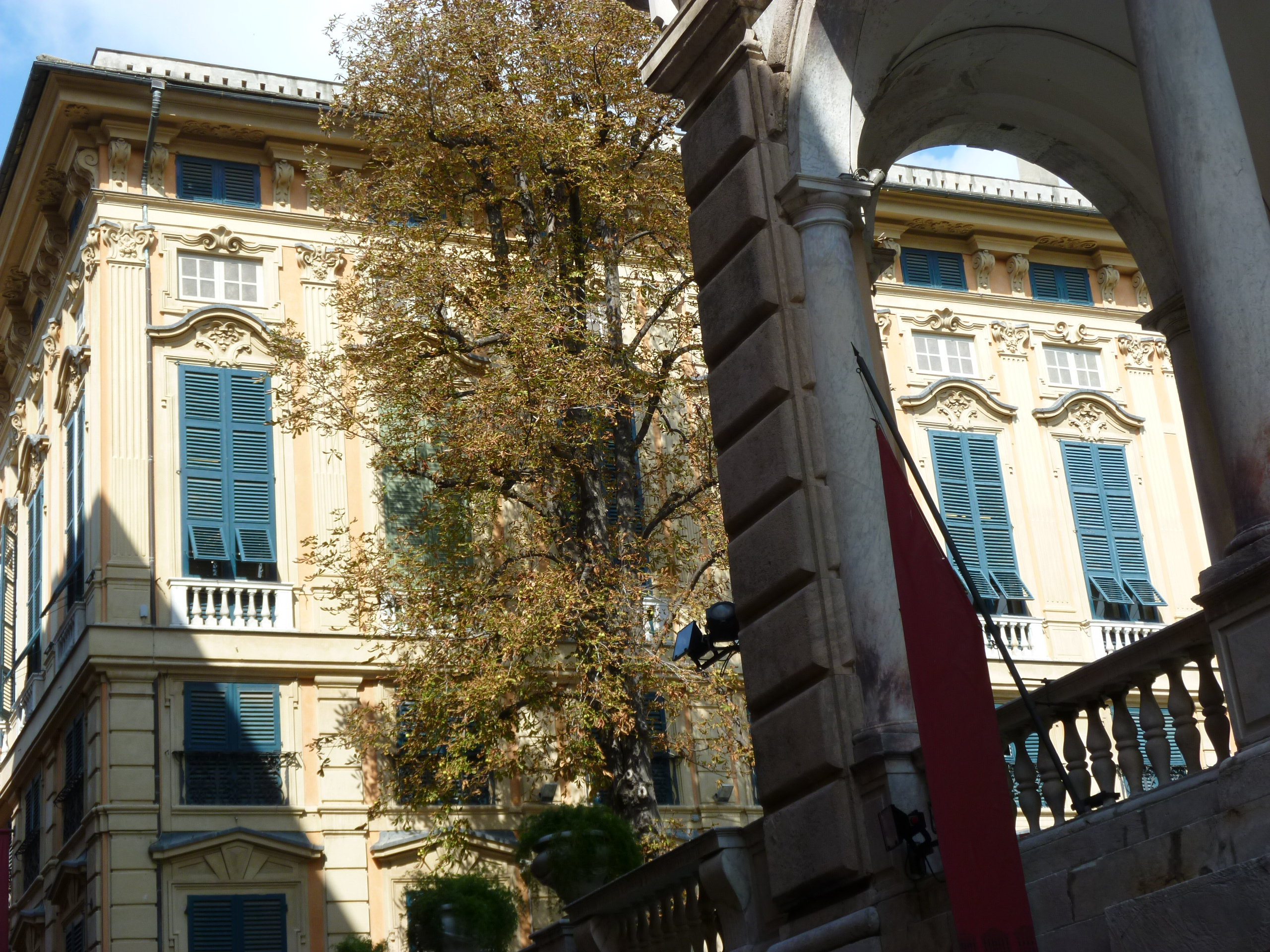
Palazzo Bianco

L'attuale palazzo, adiacente al palazzo Tursi, detto Bianco per il colore chiaro dei prospetti, fu costruito nel 1714 da Giacomo Viano per Maria Durazzo Brignole-Sale sul sito di un precedente edificio cinquecentesco della famiglia Grimaldi. Ospita una sezione dei musei di Strada Nuova, dedicata ai pittori europei tra il Cinquecento e il Settecento, in particolare genovesi, fiamminghi, francesi e spagnoli. Tra le opere di maggior pregio esposte l'Ecce Homo del Caravaggio (1605).
Anche se costruito in epoca assai più tarda dell'adiacente palazzo Doria-Tursi, ne imita la struttura interna secondo lo schema atrio, cortile, scalone, evidenziando come l'architettura genovese del Settecento fosse ancora profondamente influenzata dallo stile dei secoli d'oro della repubblica.
L'ultima discendente della famiglia, Maria Brignole Sale De Ferrari, duchessa di Galliera, morta nel 1888, lasciò l'immobile al comune di Genova, con il vincolo di destinarlo a "pubblica galleria", aperta al pubblico nel 1892. Negli anni successivi le raccolte si arricchirono di numerose collezioni private acquisite dal municipio. Il palazzo fu semidistrutto da bombardamenti nel 1942; ricostruito fedelmente nell'immediato dopoguerra, venne riaperto al pubblico nel 1950, con una nuova e moderna sistemazione delle collezioni. Il percorso di visita, che comprende 21 sale ma si sviluppa anche attraverso i giardini e le terrazze, è stato nuovamente adeguato ed ampliato nel 2004.

##### Palazzo Rosso

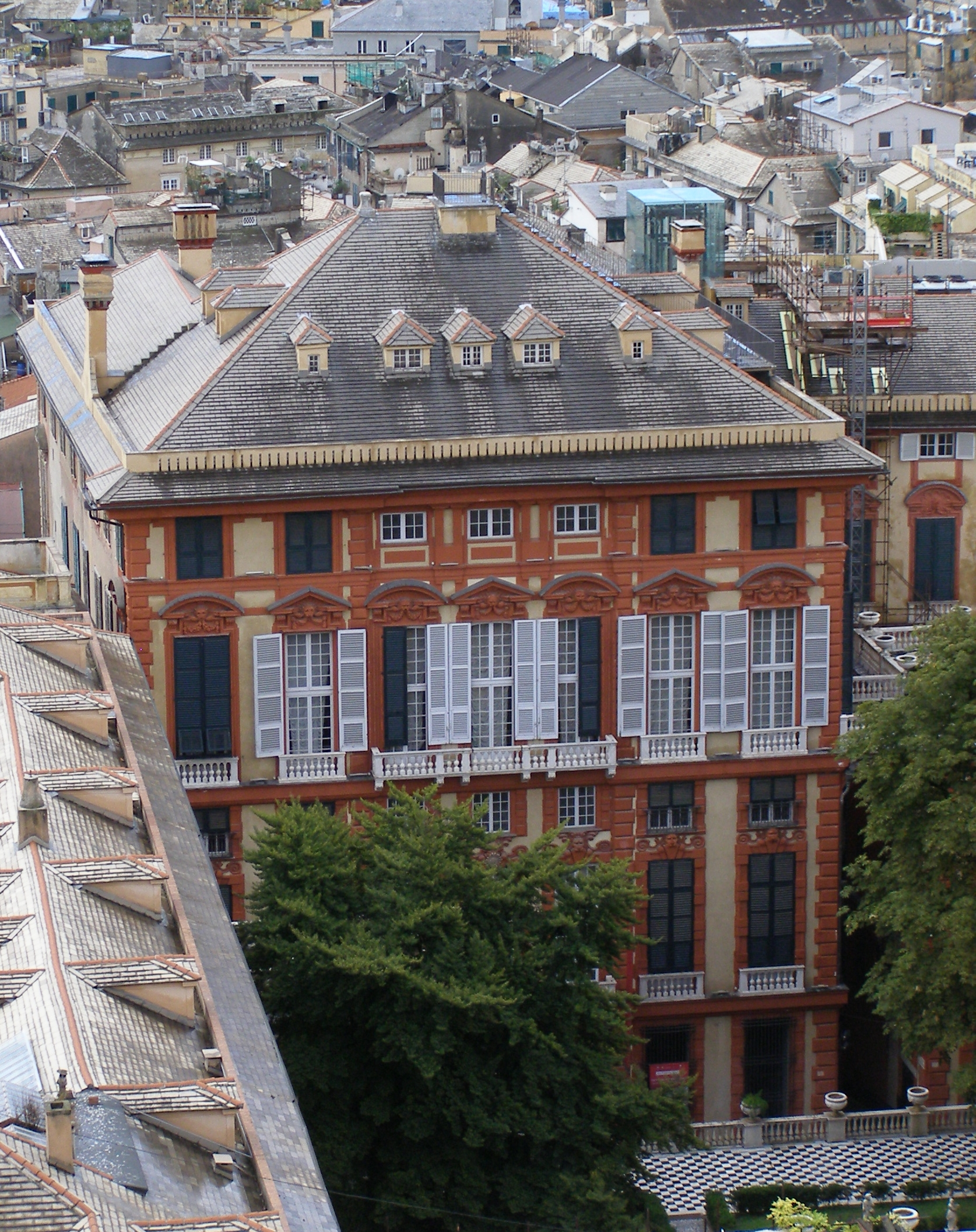
Palazzo Rosso visto dal belvedere Montaldo

Il "Palazzo Rosso" fu costruito tra il 1671 e il 1677 da Pietro Antonio Corradi per i fratelli Rodolfo e Francesco Maria Brignole-Sale. Come Palazzo Bianco e Palazzo Tursi ospita anch'esso una sezione dei musei di Strada Nuova, dedicata principalmente alle collezioni d'arte dei Brignole-Sale.
L'edificio, per via della doppia committenza, ha la caratteristica di avere due piani nobili, e si sviluppa su più corpi di fabbrica collegati fra loro. Gli interni furono affrescati a più riprese da Domenico Piola, Gregorio De Ferrari, Giovanni Andrea Carlone, Carlo Antonio Tavella e Bartolomeo Guidobono. A metà del Settecento la facciata ebbe il suo aspetto attuale ad opera di Francesco Cantone.
Anche questo palazzo nel 1874 fu donato dalla duchessa di Galliera con tutti gli arredi e le opere d'arte raccolte per oltre due secoli da vari esponenti dei Brignole-Sale, al comune di Genova, che ne fece una sede museale. Alcune sale sono andate in parte distrutte per i bombardamenti della seconda guerra mondiale; con i bombardamenti andò perduto anche l'affresco sulla volta del salone, capolavoro di Gregorio De Ferrari, raffigurante Fetonte al cospetto di suo padre Apollo; nel 1961, dopo otto anni di restauri a cura dell'architetto Franco Albini, con la collaborazione della storica dell'arte Caterina Marcenaro, il museo è stato riaperto al pubblico nel 1961.

##### Palazzo Spinola di Pellicceria

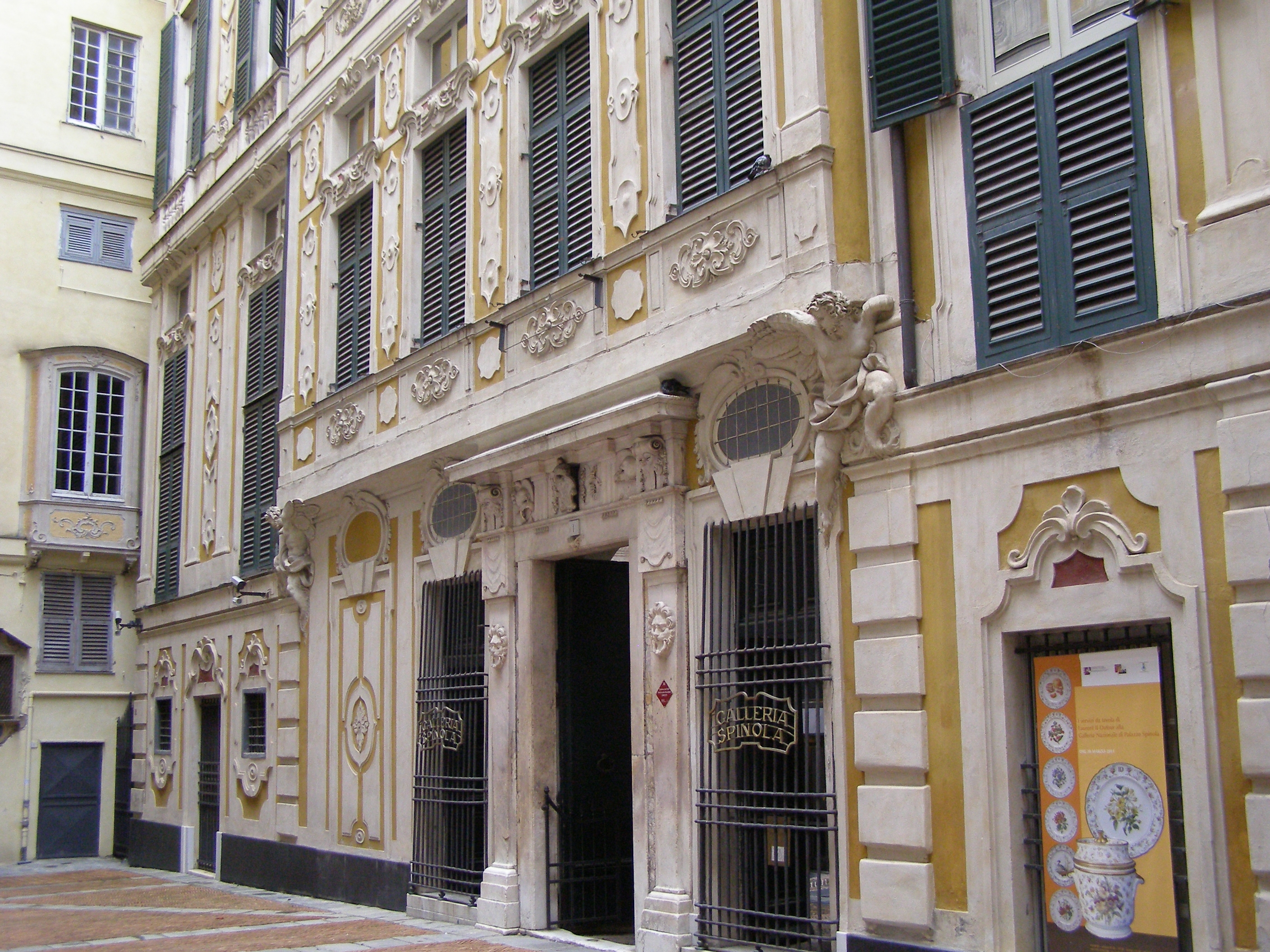
Palazzo Spinola di Pellicceria

Affacciato su piazza di Pellicceria, fu costruito nel 1593 per Francesco Grimaldi e rimase di proprietà della famiglia fino al 1641, quando venne ceduto ai Pallavicini e da questi, per successivi passaggi ereditari, ai Doria e infine agli Spinola. Donato nel 1958 dagli eredi Spinola allo Stato italiano, insieme con la ricca collezione di opere d'arte, ospita dal 1993 la Galleria nazionale di palazzo Spinola, con una vasta quadreria di pittori genovesi del XVI e XVII secolo, oltre ad importanti opere dei maggiori artisti italiani ed europei, tra le quali l'Ecce Homo di Antonello da Messina e il Ritratto di Giovanni Carlo Doria a cavallo di Peter Paul Rubens; nelle volte dei saloni si trovano affreschi di Lazzaro Tavarone.

##### Palazzo Doria-Spinola

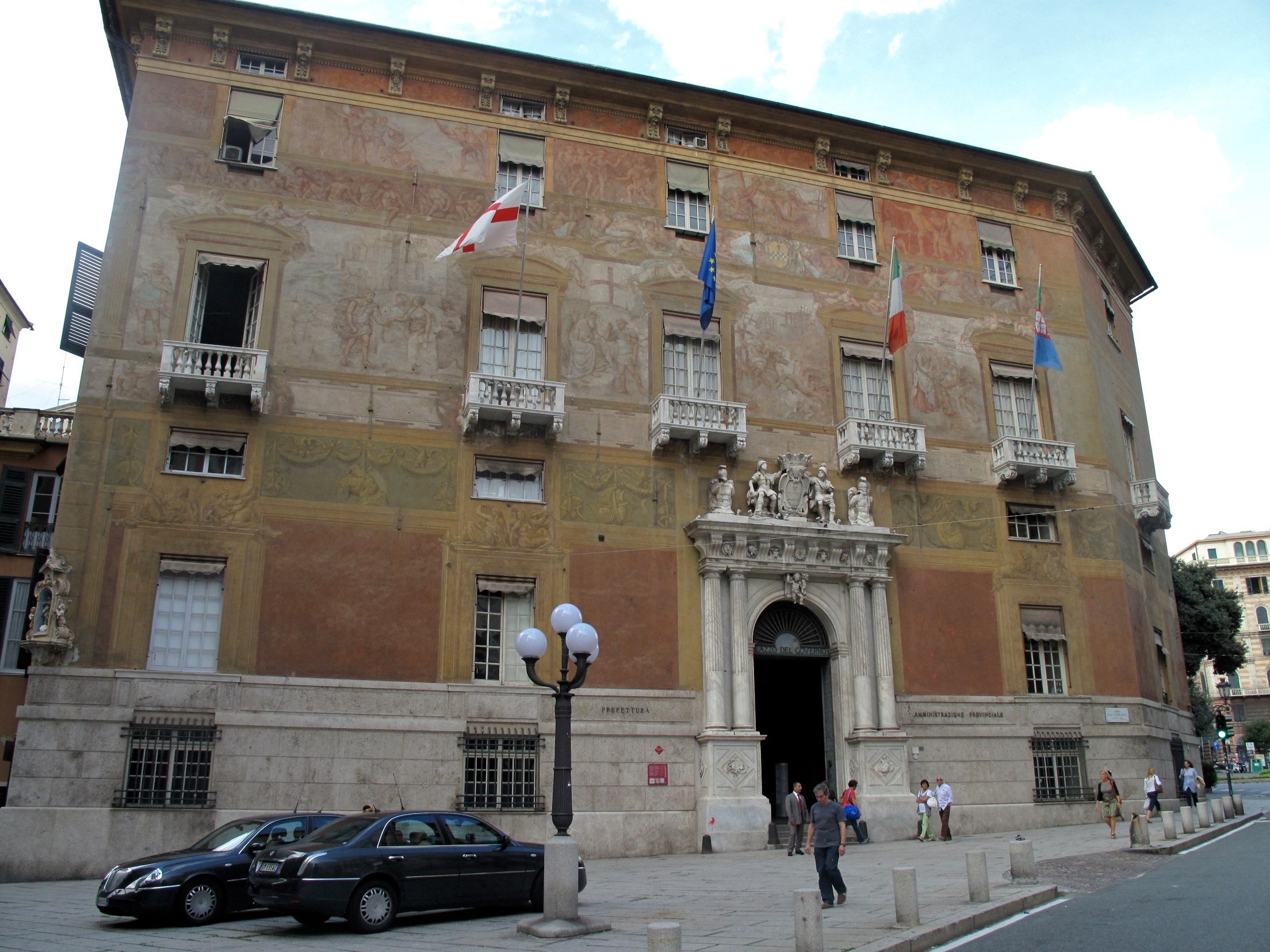
Palazzo Doria-Spinola

Situato presso la scomparsa porta dell'Acquasola, fu costruito nel 1543 per l'ammiraglio Antonio Doria; nel 1624 passò agli Spinola. Il progetto è attribuito a Bernardino Cantone. Nel XVII secolo fu ampliato con l'aggiunta di un loggiato, opera di Bartolomeo Bianco ed affrescato da Giovanni Andrea Ansaldo, demolito nel 1877. In facciata sono affreschi dei fratelli Calvi; altri affreschi con vedute di città si trovano nella loggia superiore. Il portale esterno (fine del XVI secolo) è opera di Taddeo Carlone.
Nel 1876 fu venduto al comune di Genova e da questi ceduto alla provincia, che vi sistemò i propri uffici e quelli della Prefettura. I lavori per l'apertura di via Roma, nel 1877, determinarono la scomparsa del giardino e del loggiato a levante, nonché il taglio dello spigolo destro.

#### Loggia dei Mercanti

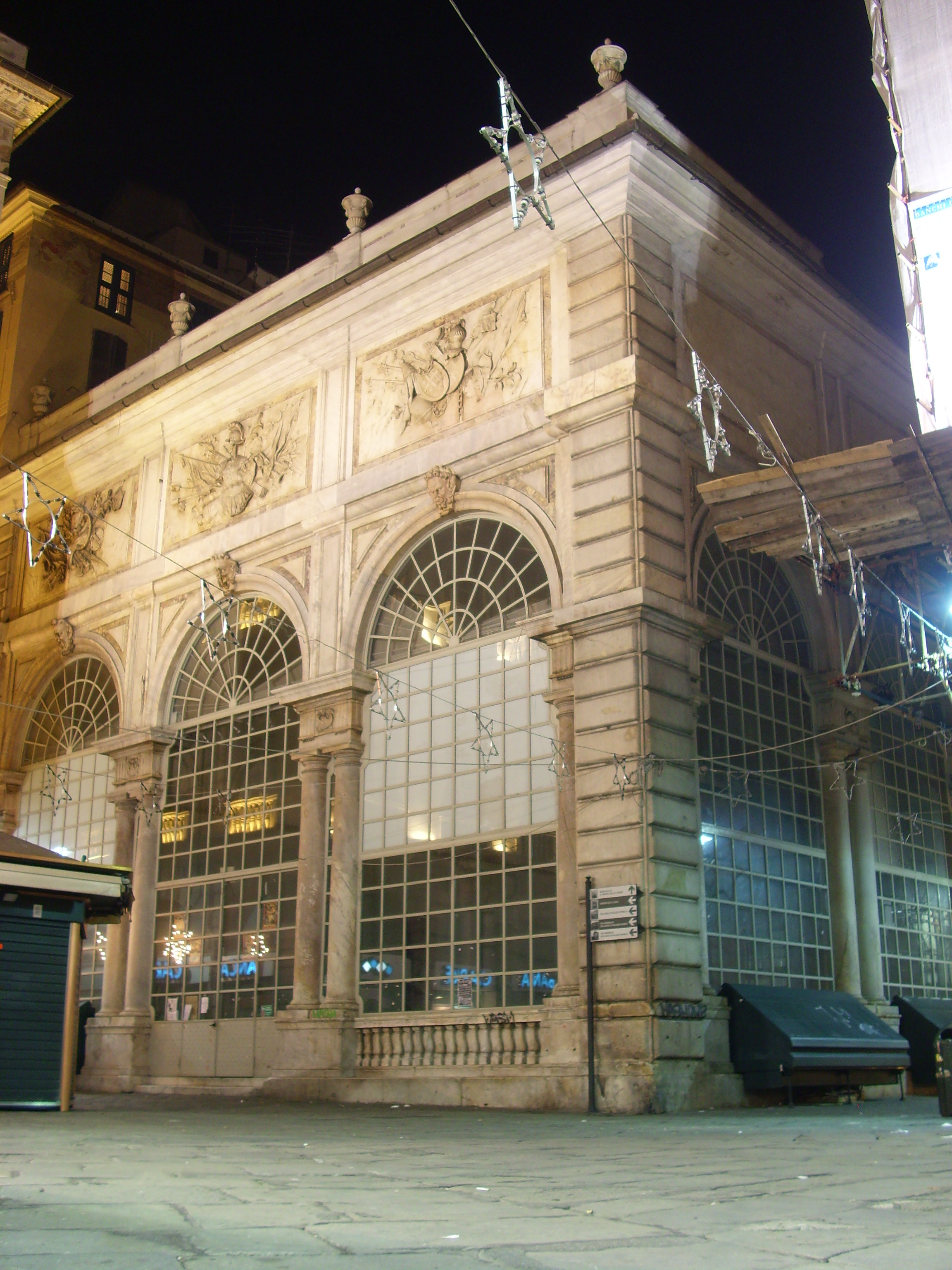
La Loggia dei Mercanti

La "Loggia dei Mercanti" o "Loggia della Mercanzia", destinata in origine alle contrattazioni di merci e valute, si trova in piazza Banchi. L'attuale edificio, che ne aveva sostituito uno precedente del XV secolo, fu costruita tra il 1589 e il 1595 su progetto attribuito ad Andrea Ceresola, detto il Vannone.
Nel 1839 passò alla Camera di Commercio e fu restaurata dal Resasco. Dal 1855 al 1912 ospitò la borsa di Genova. Dopo il trasferimento della borsa valori nella nuova sede di piazza De Ferrari, restò in funzione come Borsa merci fino al 1942, quando il tetto fu distrutto da un bombardamento. Dopo la ricostruzione la loggia fu riaperta e trasformata in uno spazio destinato a mostre ed eventi culturali.
L'interno si presenta come un unico ambiente a pianta rettangolare con la volta sostenuta da una serie di colonne binate lungo il perimetro. Le arcate su via e piazza Banchi sono chiuse da vetrate, mentre sono cieche quelle sui restanti lati. Sulla parete di fondo si trova un affresco del XVI secolo di Pietro Sorri, raffigurante la "Madonna in trono col Bambino e i Santi Giovanni Battista e Giorgio".

#### Le torri medioevali

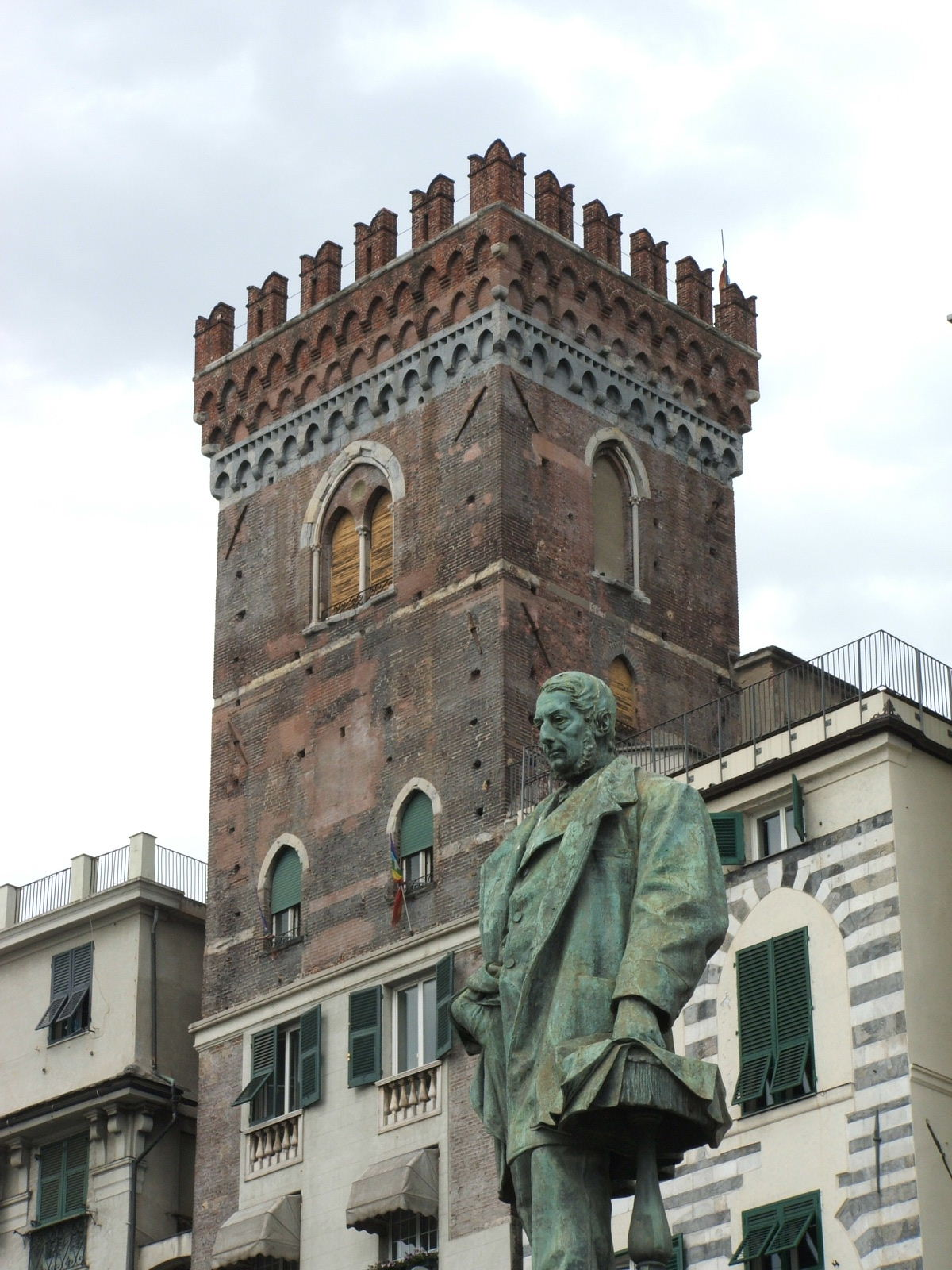
La torre dei Morchio

Tra il XII e il XV secolo il panorama di quello che è il centro storico genovese era caratterizzato da numerose torri erette dalle famiglie nobiliari al centro del loro insediamento. Nel 1196 Drudo Marcellino, podestà di Genova, ordinò che nessuna torre potesse superare l'altezza di 80 palmi genovesi (circa 20 metri) disponendo la riduzione dell'altezza anche per quelle già esistenti che avessero superato questa misura. In tutta la città fu fatta un'eccezione a questa regola solo per la Torre Embriaci, nell'attuale quartiere del Molo. Restano ben pochi di questi caratteristici edifici, che nel XIII secolo erano sessantasei in tutta la città. Nell'area della Maddalena quella meglio conservata, ben visibile da piazza Caricamento è la torre dei Morchio, costruita con grossi conci di pietra, che si innalza sulla palazzata di Sottoripa.
Molti di questi edifici, che in origine svettavano sopra alle case, per le continue sopraelevazioni hanno finito per essere incorporate nelle palazzate affacciate sui vicoli, che ne avevano uguagliato l'altezza. È questo il caso della torre degli Spinola (o di San Luca), costruita nel 1188; la torre sorgeva dietro alla chiesa di S. Luca, all'angolo fra vico dietro il Coro di S. Luca e vico della Torre di S. Luca; ne resta visibile nel suo aspetto originario solo la parte bassa, con pietre a bugnato e il portico con pilastro ottagonale.
In piazza Pinelli si trovava la torre dei Cebà: visibile fino al XIX secolo nel suo aspetto originario, la sua struttura, profondamente alterata, è ancora intuibile nella parte sporgente della facciata del Palazzo Pinelli-Parodi, in cui è stata incorporata.
Un'altra torre, sempre della famiglia Spinola, che sorgeva nei pressi della basilica delle Vigne è ricordata dal toponimo "Vico della Torre delle Vigne". La torre è stata probabilmente inglobata in un edificio di epoca successiva.

#### Villetta Di Negro

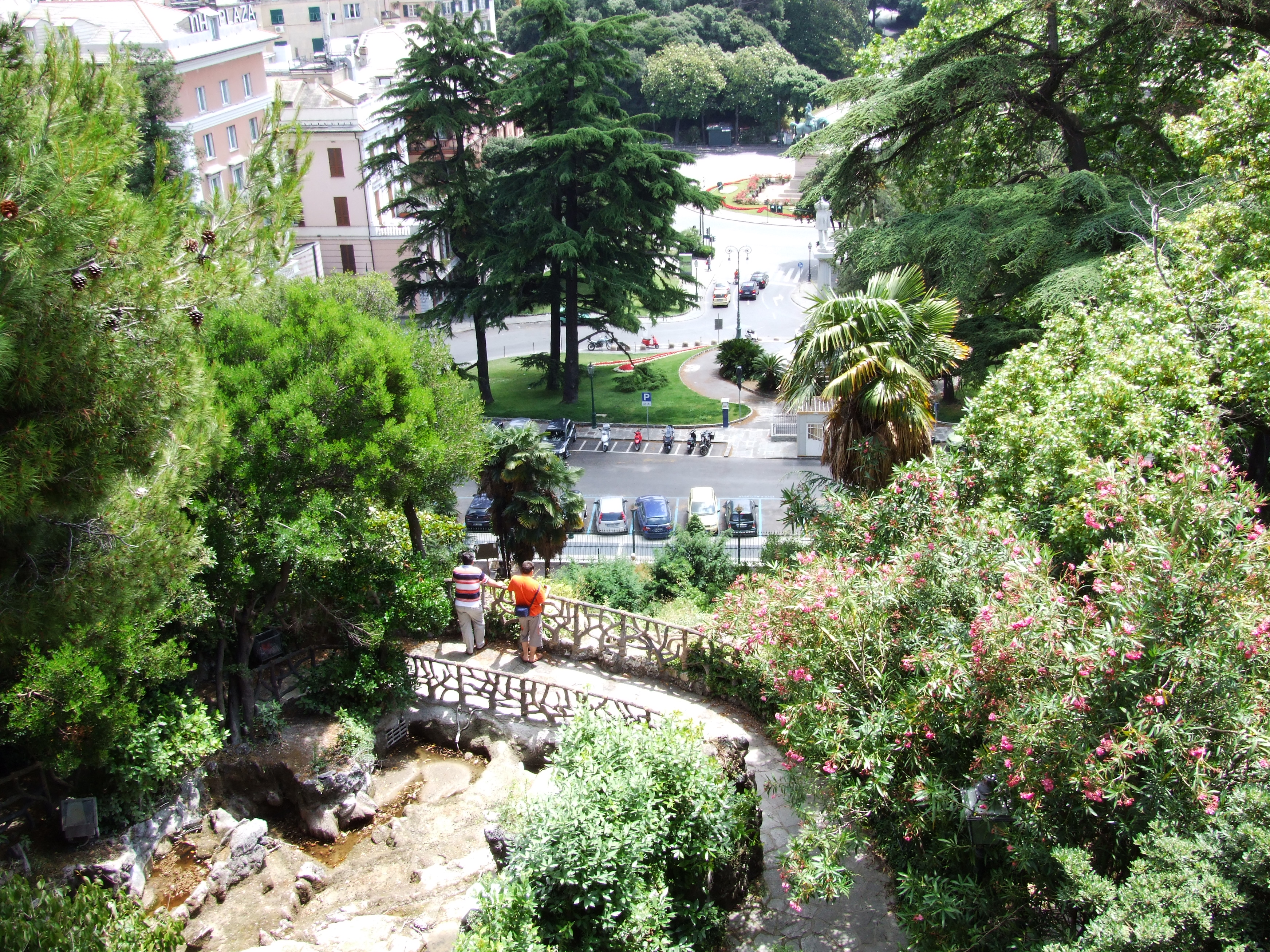
Vista da Villetta Di Negro verso piazzale Mazzini e piazza Corvetto

L'unica area verde pubblica del quartiere è la Villetta Di Negro, un piccolo parco collinare ricco di arbusti e piante ad alto fusto mediterranee ed esotiche, con sentieri, grotte artificiali ed una cascata (visibile anche da piazza Corvetto); il parco, progettato come orto botanico dal naturalista Ippolito Durazzo occupa l'area del cinquecentesco bastione di S. Caterina. Nel 1802 fu acquistato dal marchese Gian Carlo Di Negro, che vi fece costruire, su disegno di Carlo Barabino, una villa in stile neoclassico circondata da un grande giardino all'inglese, in cui il Di Negro ospitò illustri personaggi. La villa e il parco nel 1863 divennero proprietà del comune di Genova, che fece sistemare il giardino come lo si vede nel ventunesimo secolo, con piante esotiche, voliere con uccelli, grotte artificiali e la grande cascata. Al suo interno, nella moderna palazzina progettata da Mario Labò, che ha sostituito la villa, distrutta da un bombardamento nel 1942, è ospitato il museo d'arte orientale Edoardo Chiossone in cui sono esposte più di 15000 opere e oggetti d'arte giapponesi (stampe, pitture, armature), donati da Edoardo Chiossone al Comune di Genova.

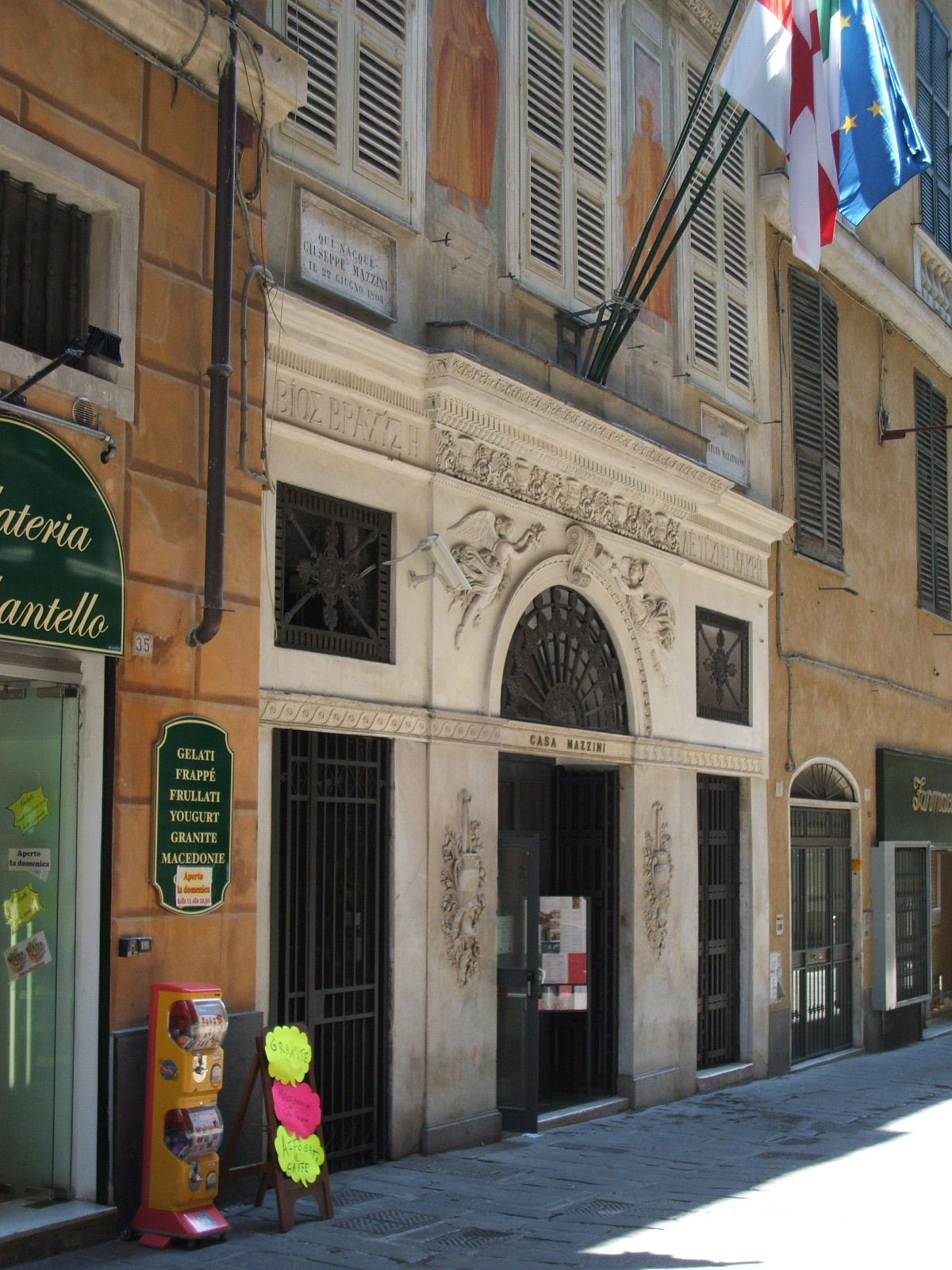
La casa di Mazzini, sede del Museo del Risorgimento

#### Museo del Risorgimento
In via Lomellini 11, nella casa natale di Giuseppe Mazzini, ha sede il Museo del Risorgimento - Istituto Mazziniano. Nel cinquecentesco palazzo Adorno, trasformato in appartamenti già nel XVIII secolo, la famiglia Mazzini abitò dal 1794 al 1809 e qui nacquero i loro figli, tra i quali, nel 1805, il futuro fondatore della Giovine Italia.
Alla sua morte un'associazione di operai genovesi, grazie ad una pubblica sottoscrizione acquistò alcuni locali dell'appartamento per realizzarvi un sacrario-museo, ceduto nel 1875 al comune di Genova, che lo aprì al pubblico. Nel 1925 fu acquistato dal governo italiano e nel 1934, quando venne inaugurato l'Istituto Mazziniano, vi fu trasferito anche il Museo del Risorgimento, che dal 1915 aveva sede a Palazzo Bianco; nel museo sono conservati non solo cimeli mazziniani, ma anche l'intero archivio storico risorgimentale del comune di Genova, comprendente collezioni bibliografiche, archivistiche e iconografiche riguardanti il Risorgimento e le Guerre d'indipendenza; tra i documenti conservati c'è anche il manoscritto originale dell'Inno di Mameli. L'Istituto Mazziniano dispone anche di una biblioteca specializzata.

#### L'area portuale

##### Il porto antico

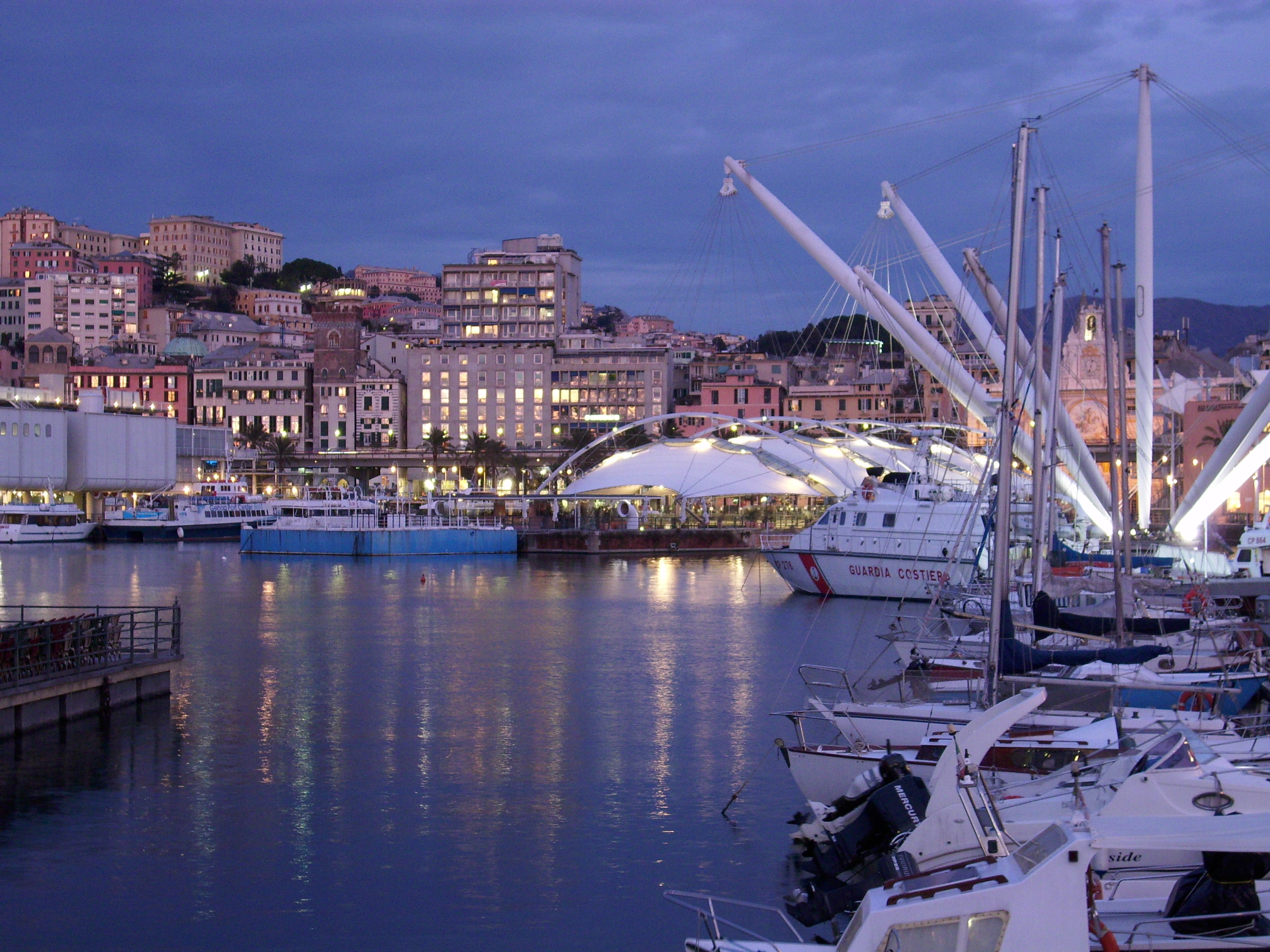
Veduta del porto antico

La porzione del porto antico che costituisce il fronte a mare del quartiere è quella antistante piazza Caricamento. Nel medioevo il primitivo porto era strettamente legato alla città, con i portici di Sottoripa allineati lungo i primi pontili di attracco delle imbarcazioni. Questa continuità si interruppe nel 1536 con la costruzione delle prime mura "di mare" che separarono materialmente la città dal porto.
In occasione delle celebrazioni colombiane del 1992, venute meno le sue funzioni commerciali, l'area è stata riaperta alla città con un'operazione di riconversione affidata a Renzo Piano, che ha radicalmente trasformato antichi moli e banchine in un vero e proprio parco urbano, con la realizzazione di varie infrastrutture di interesse turistico e culturale, tra cui l'acquario, divenuto in breve una delle principali attrazioni turistiche di Genova.
Davanti all'acquario si trova la Biosfera, comunemente chiamata la bolla, progettata da Renzo Piano e realizzata nel 2001 nell'ambito degli interventi di riconversione dell'area; si tratta di una struttura in acciaio e vetro che ospita al suo interno un ecosistema con piante e animali tipici della foresta pluviale. Alla testata di ponte Spinola, dove sorge l'acquario, è collocata l'isola delle Chiatte, struttura galleggiante formata da vecchie chiatte; progettata da Renzo Piano e intitolata al musicista Luciano Berio, è un punto panoramico al centro del bacino del vecchio porto.
A Ponte Calvi è ormeggiato il vascello Neptune, rifacimento moderno di un veliero seicentesco, realizzato nel 1986 per il film Pirati del regista Roman Polański. Terminate le riprese è stato collocato nel porto antico di Genova come attrazione turistica. Costruito da un cantiere tunisino è immatricolato nel registro navale della Tunisia e batte la bandiera di questo stato.

##### L'acquario
L'Acquario di Genova è il più grande acquario italiano e il secondo in Europa, dopo quello di Valencia, in Spagna.
Si trova a Ponte Spinola, nel porto antico, ed è stato inaugurato nel 1992 in occasione delle Colombiadi, l'esposizione celebrativa del cinquecentesimo anniversario della scoperta dell'America; più volte ampliato ha una superficie totale di 9.400 metri quadrati con un percorso che si snoda attraverso vasche che ospitano pesci e rettili, in un'ambientazione che ricostruisce quella naturale delle singole specie.
Di particolare interesse sono le grandi vasche che ospitano delfini, squali, foche, lamantini e tartarughe e quelle, inaugurate nel 2008, dedicate alle meduse.
All'interno della Nave Blu (o Nave Italia), collocata accanto all'acquario, è stato ricreato l'habitat della foresta del Madagascar.

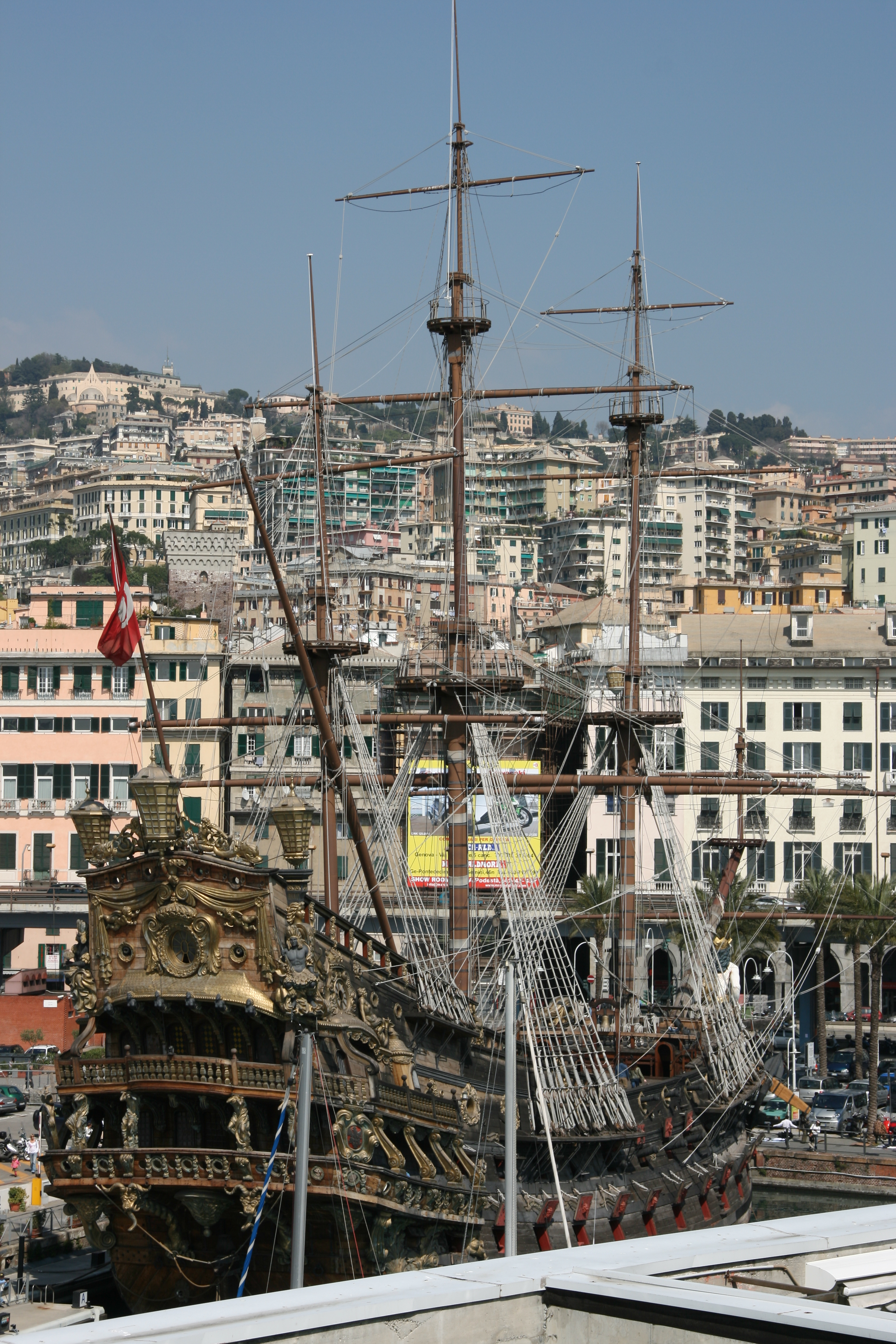
Il Neptune sullo sfondo della palazzata di Sottoripa
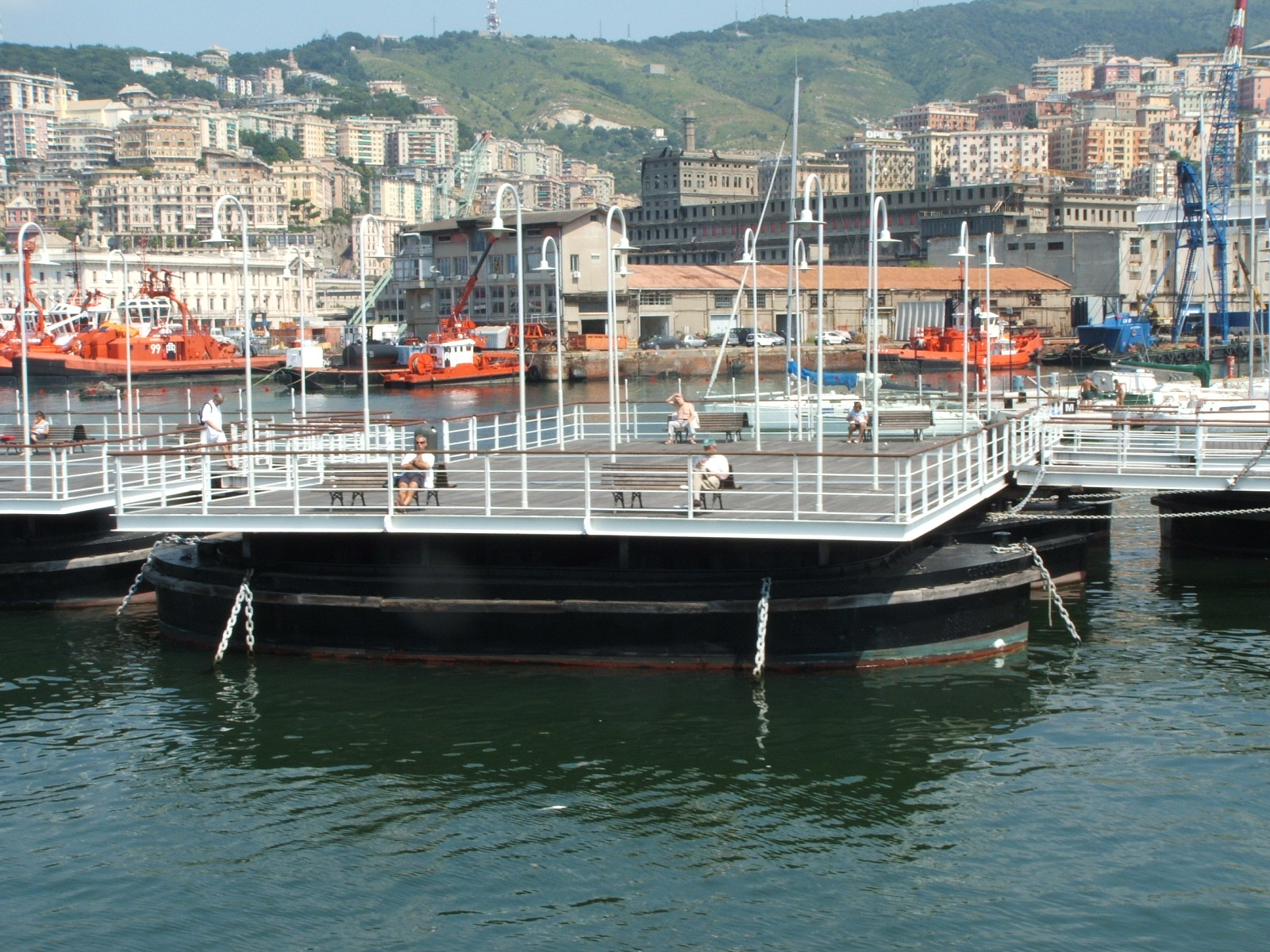
L'isola delle Chiatte
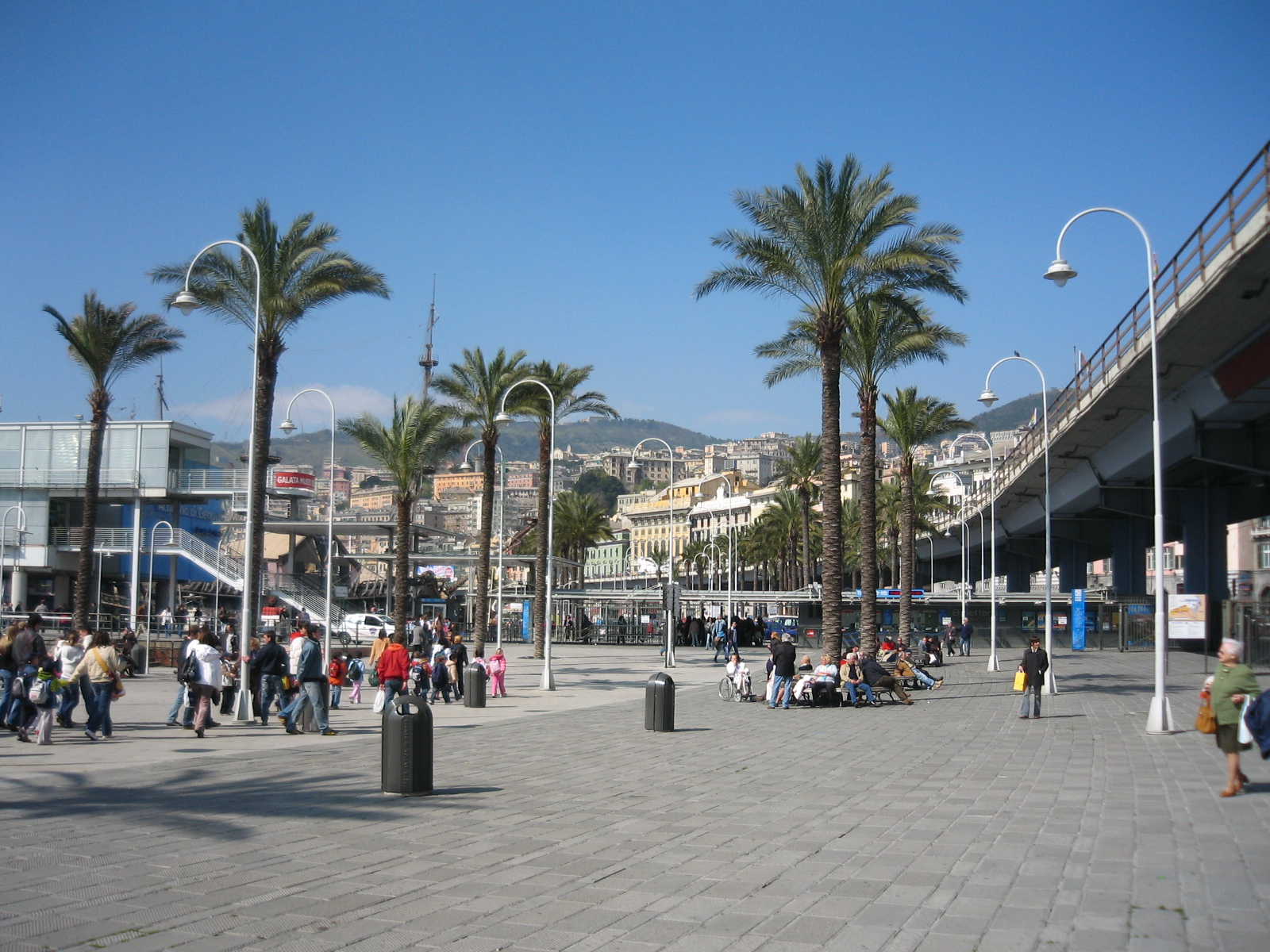
L'area antistante l'acquario

### Architetture religiose
Altri tre edifici religiosi sorgevano un tempo nel quartiere, la chiesa di San Raffaele Arcangelo, il convento di San Francesco in Castelletto e quello di Santa Caterina.
- La quattrocentesca chiesa di S. Raffaele, nei pressi di piazza Banchi, di cui avevano il giuspatronato le famiglie Di Negro e Mari, fu inglobata nel palazzo Spinola di San Luca-Gentile.
- Il convento di San Francesco sorgeva alle pendici del colle di Castelletto; era denominato "in Castelletto" per distinguerlo dagli altri conventi genovesi dei Frati Minori Conventuali dedicati al santo di Assisi, anche se l'area su cui sorgeva ricade amministrativamente nel quartiere della Maddalena. Poco rimane della chiesa e dell'annesso convento, chiuso per le leggi di soppressione del 1797 e quasi completamente demolito nell'Ottocento per l'ampliamento dei giardini del sottostante Palazzo Bianco. Parte del chiostro e la sala capitolare, sede di un laboratorio di restauro, sono stati incorporati in un palazzo ottocentesco, mentre dall'esterno è visibile solo il portale cinquecentesco.[46]
- Il convento di Santa Caterina, da cui prende nome l'omonima salita, fu chiuso anch'esso per le leggi del 1797; sul sito della chiesa nel 1829 fu edificato il palazzo Remedy, mentre il convento è stato inglobato in case di abitazione.

#### Chiese cattoliche parrocchiali
Nell'area della Maddalena si trovano alcune tra le chiese genovesi di più antica origine; tutte parrocchiali, sono comprese nel vicariato "Centro Ovest" dell'arcidiocesi di Genova.

##### Basilica della S. Maria delle Vigne

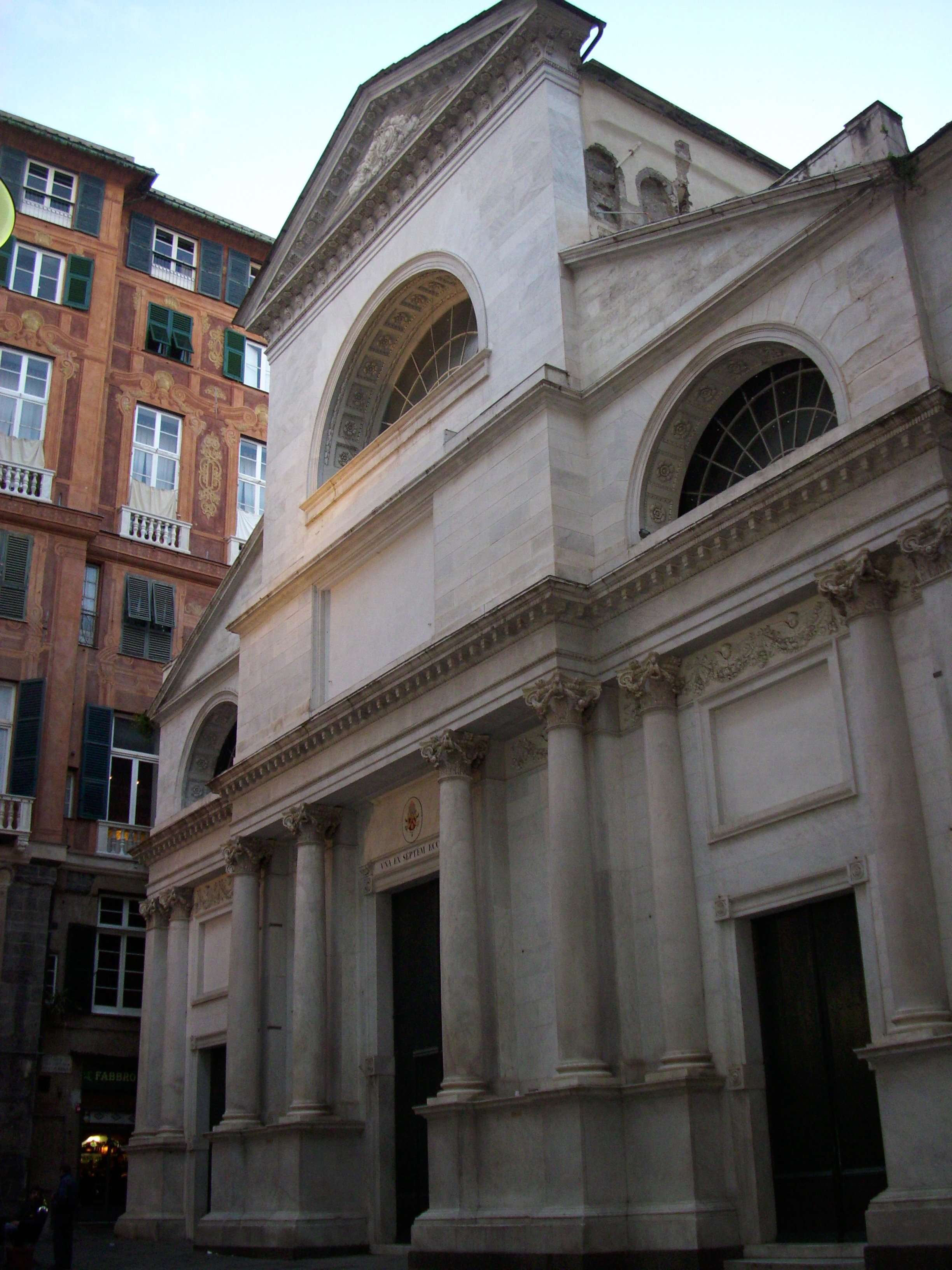
Facciata della basilica della S. Maria delle Vigne

La basilica di Santa Maria delle Vigne è una delle più antiche chiese di Genova. Fu costruita pochi anni prima dell'anno Mille sul sito di una precedente cappella risalente al VI secolo, per iniziativa di Oberto Visconte e Guido di Carmandino, antenati degli Spinola. Situata in origine fuori della cinta muraria carolingia, al centro di un ampio podere coltivato a vigneti, da cui il nome, nel XII secolo fu compresa entro le nuove "mura del Barbarossa". Divenuta parrocchiale nel 1147, fu più volte rimaneggiata a partire dal XIII secolo, subendo importanti modifiche alla fine del XVI secolo ed un sostanziale rifacimento verso la metà del XVII secolo, con la trasformazione dell'interno in stile barocco, ad opera di Daniele Casella. Queste modifiche hanno fatto della chiesa un edificio completamente diverso dall'originario in stile romanico, di cui l'unica parte conservata completamente integra dal tempo della sua costruzione è il campanile. Tra il 1841 e il 1848 fu realizzata una nuova facciata, in stile neoclassico, su disegno di Ippolito Cremona. Nel presbiterio, lungo le navate e presso i numerosi altari sono conservate opere d'arte di artisti genovesi attivi tra il XVII e il XIX secolo.
Nel 1854 nella chiesa fu battezzato Giacomo Della Chiesa, il futuro papa Benedetto XV; vissuto fino a 21 anni nel palazzo di famiglia di salita S. Caterina, fu sempre particolarmente legato alla sua chiesa parrocchiale.

##### Basilica di San Siro

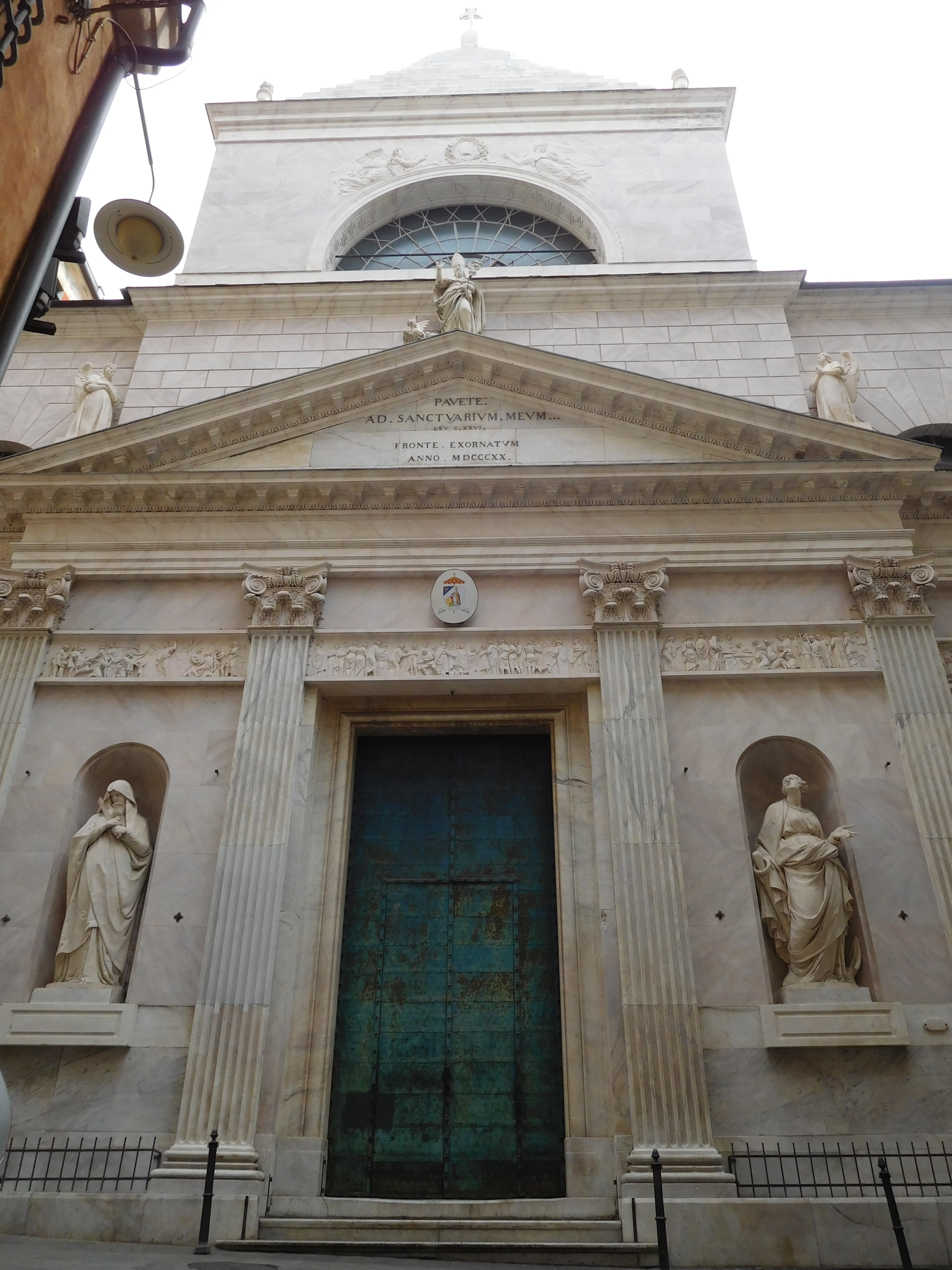
Facciata della basilica di San Siro

L'attuale basilica di San Siro fu eretta sul sito di un antico luogo di culto, costruito probabilmente nel VI secolo. Inizialmente intitolata ai Santi Apostoli la chiesa venne poi dedicata a San Siro, uno dei primi vescovi di Genova, vissuto nel IV secolo, e fu la cattedrale della diocesi di Genova fino X secolo, quando la sede vescovile fu trasferita alla nuova chiesa di San Lorenzo, meno esposta alle incursioni saracene perché compresa entro il perimetro delle mura cittadine.
All'inizio dell'XI secolo fu affidata ai Benedettini che sul sito dell'antica chiesa fecero costruire una grande basilica romanica e contribuirono all'urbanizzazione dell'area circostante, il cosiddetto "Burgus".
I Benedettini vi rimasero fino al 1398, quando divenne commenda. Nel 1575 fu affidata ai Teatini che a partire dal 1580 la fecero nuovamente ricostruire in stile barocco grazie al finanziamento di varie famiglie patrizie che ebbero il giuspatronato delle cappelle all'interno della chiesa. La chiesa fu inaugurata nel 1610, anche se i lavori sarebbero stati completati solo alcuni anni più tardi; le decorazioni interne furono realizzate nel corso di tutto il XVII secolo mentre la facciata principale, in stile neoclassico, sarebbe stata realizzata solo nell'Ottocento.
Nel 1904 per scongiurarne il crollo fu demolito l'antico campanile romanico, che aveva evidenziato pericolose crepe. La chiesa subì gravi danni durante la seconda guerra mondiale e fu restaurata negli anni immediatamente successivi.
Come la vicina chiesa delle Vigne conserva al suo interno numerose opere d'arte, soprattutto di artisti italiani del XVI e XVII secolo.

##### Chiesa di S. Maria Maddalena

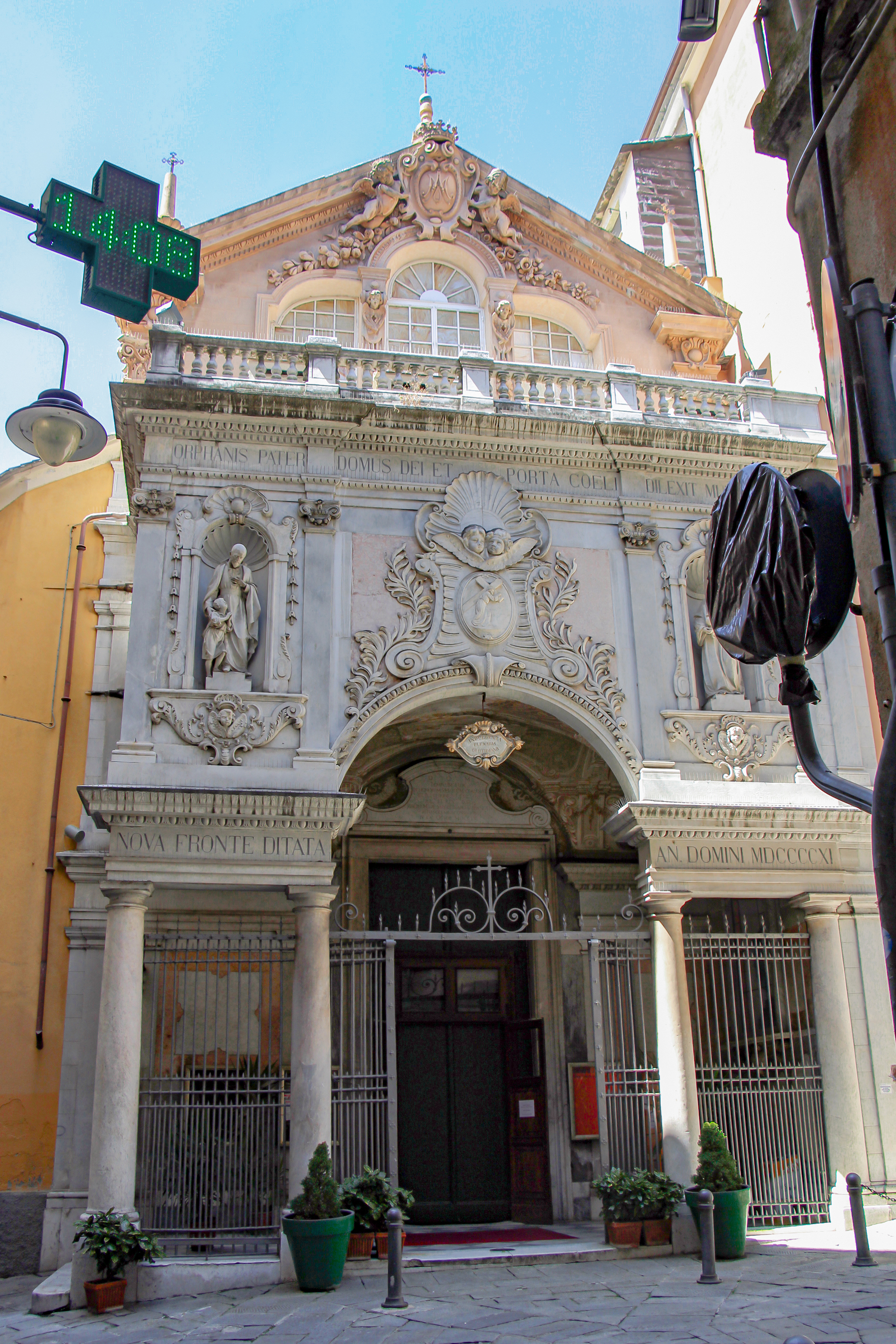
La chiesa della Maddalena

La chiesa di Santa Maria Maddalena e San Girolamo Emiliani, conosciuta semplicemente come chiesa della Maddalena, che dà il nome al quartiere, fu costruita tra la fine del XVI secolo e la prima metà del XVII sul sito di un edificio religioso più antico, dipendente dal capitolo di S. Lorenzo.
Nel 1572 fu eretta in parrocchia e affidata ai padri Teatini, che tre anni dopo si trasferirono nella basilica di San Siro. Ad essi subentrarono i Somaschi, che officiano la chiesa e che a partire dal 1585 la fecero ricostruire, su disegno del Vannone. Dal 1635 fu completamente trasformato l'interno, suddividendo l'ampio vano unico in tre navate delimitate da colonne binate e con un'alta cupola impostata sopra al transetto; questi lavori vennero completati nel 1661. Nel corso del Settecento vennero eseguite le decorazioni interne.
La chiesa conserva affreschi e opere d'arte di vari artisti italiani del XVI e XVI secolo.

##### Chiesa di S. Luca

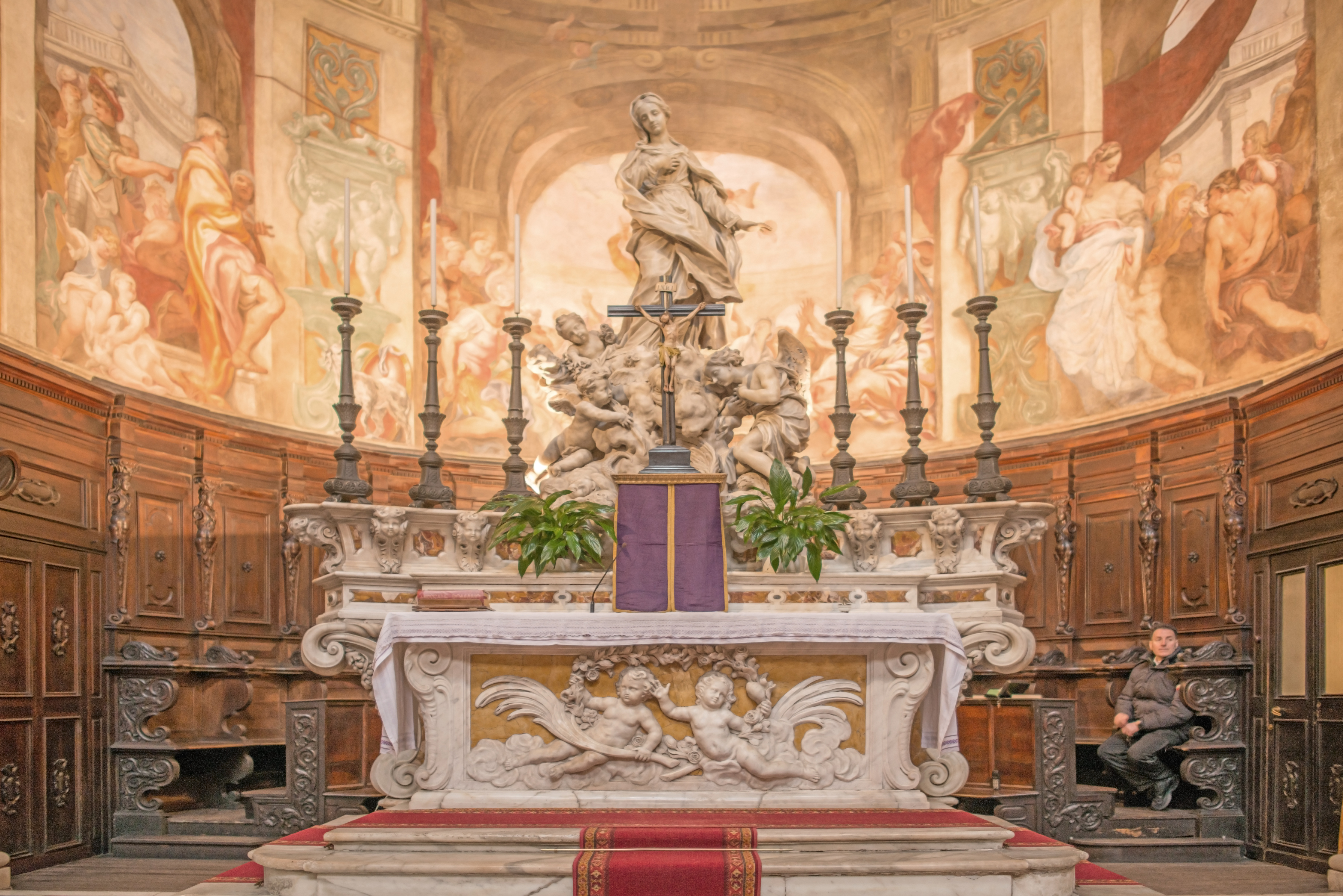
L'altare maggiore della chiesa di S. Luca con il gruppo dell'Immacolata di Filippo Parodi

La chiesa di San Luca, situata in piazza San Luca, un piccolo slargo dell'omonima via, fu fondata nel 1188 da Oberto Spinola come parrocchia gentilizia delle famiglie Spinola e Grimaldi.
Nella prima metà del Seicento fu trasformata in forme barocche dall'architetto lombardo Carlo Mutone. Parzialmente danneggiata da bombardamenti durante la seconda guerra mondiale fu restaurata tra il 1947 e il 1950; nuovi restauri furono eseguiti nei primi anni duemila.
La chiesa conserva un importante ciclo di affreschi di Domenico Piola, l'imponente gruppo marmoreo dell'Immacolata con angeli di Filippo Parodi e il dipinto della Natività, capolavoro del Grechetto.

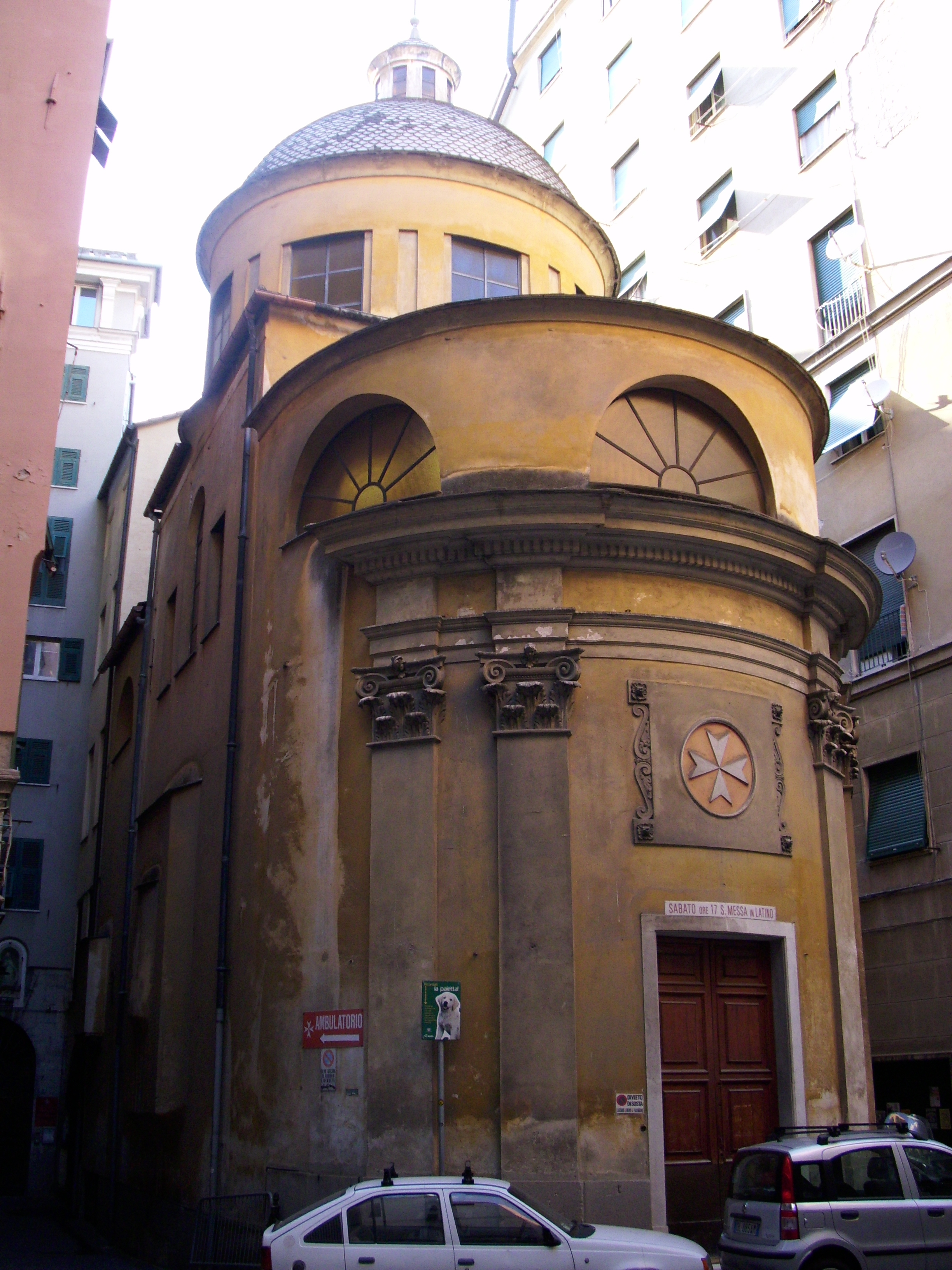
La chiesa di S. Pancrazio

##### Chiesa di S. Pancrazio
La piccola chiesa di San Pancrazio è situata nell'omonima piazza, tra via Fossatello e via di Sottoripa. Citata per la prima volta in un documento del 1023, nel 1593 divenne parrocchia gentilizia delle famiglie Calvi e Pallavicini; dal 1645 al 1659 fu la prima sede genovese dei padri filippini.
Distrutta dal bombardamento navale francese del 1684 fu ricostruita in tardo stile barocco nel XVIII secolo su disegno di Antonio Maria Ricca. Nuovamente danneggiata dai bombardamenti aerei della seconda guerra mondiale e restaurata nell'immediato dopoguerra, è affidata dal 1976 al Sovrano Militare Ordine di Malta.
La chiesa conserva affreschi del bolognese Giacomo Boni, statue di Filippo Parodi e Francesco Maria Schiaffino e un trittico raffigurante episodi della vita di San Pancrazio, attribuito al pittore fiammingo Adriaen Isenbrant.

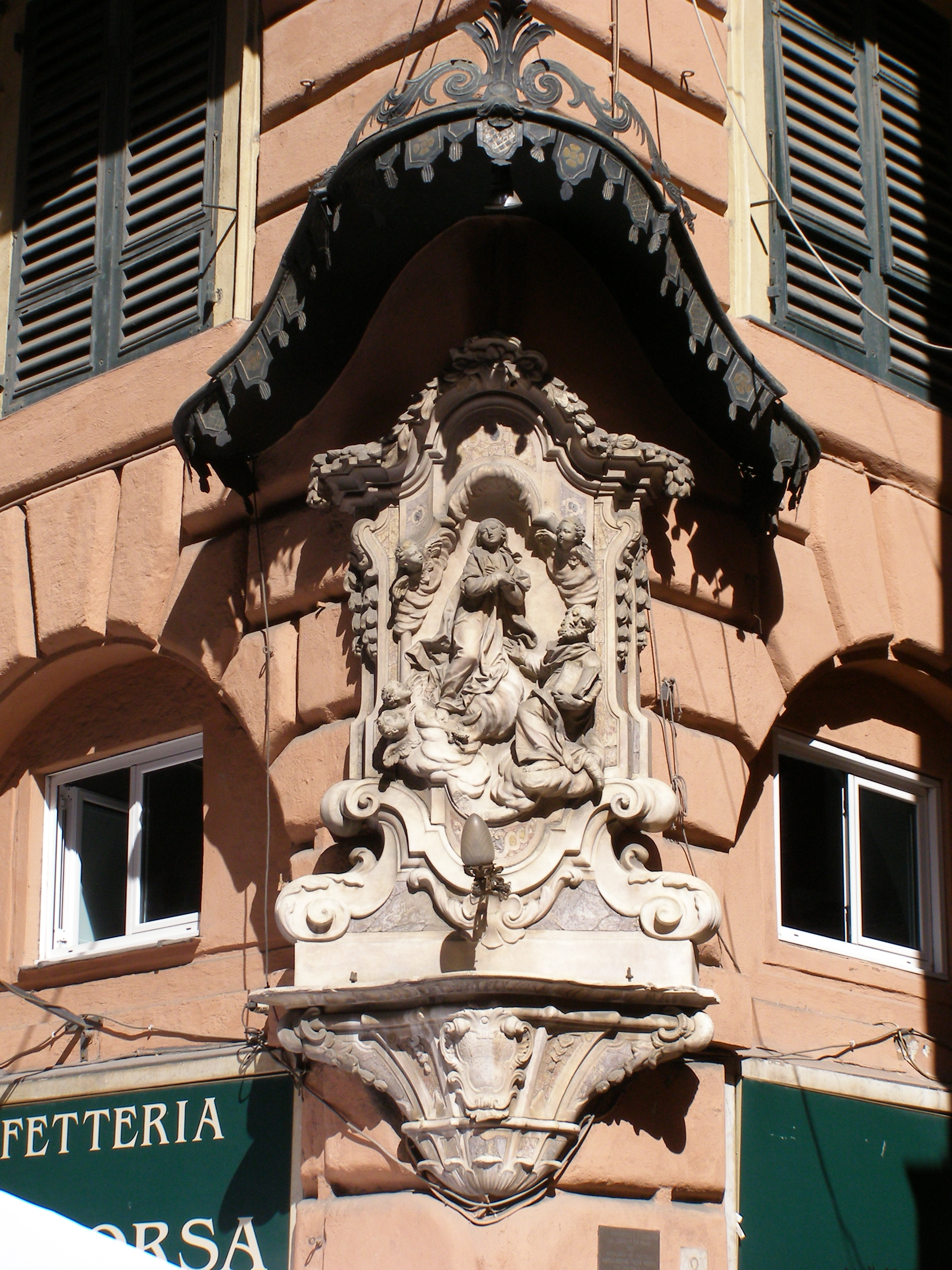
Edicola votiva in via al Ponte Reale, datata 1752: l'immagine sacra è inserita entro un'elaborata cornice contornata da figure di angeli.

#### Edicole votive e immagini sacre
Nei vicoli del centro storico sono numerose le edicole votive, in cui erano collocate statue della Madonna o di santi, segno di un'antica devozione, spesso abbinate ad una cassetta per elemosine destinate a scopi caritatevoli, di cui talvolta restano i vani vuoti nelle facciate delle case. Molte delle originali statuette sono state trasferite nel Museo di Sant'Agostino e sostituite da copie.

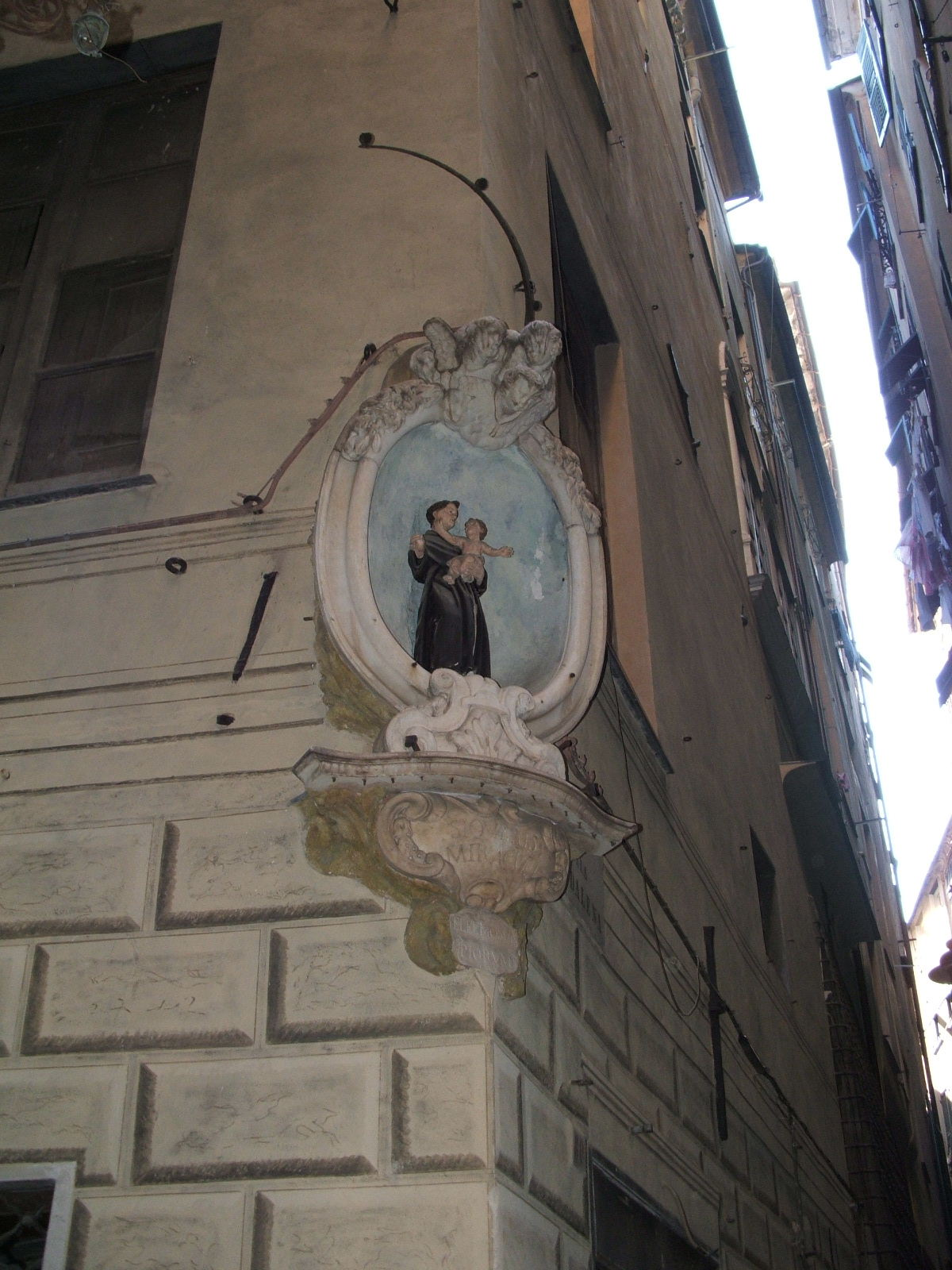
Edicola votiva in via della Maddalena
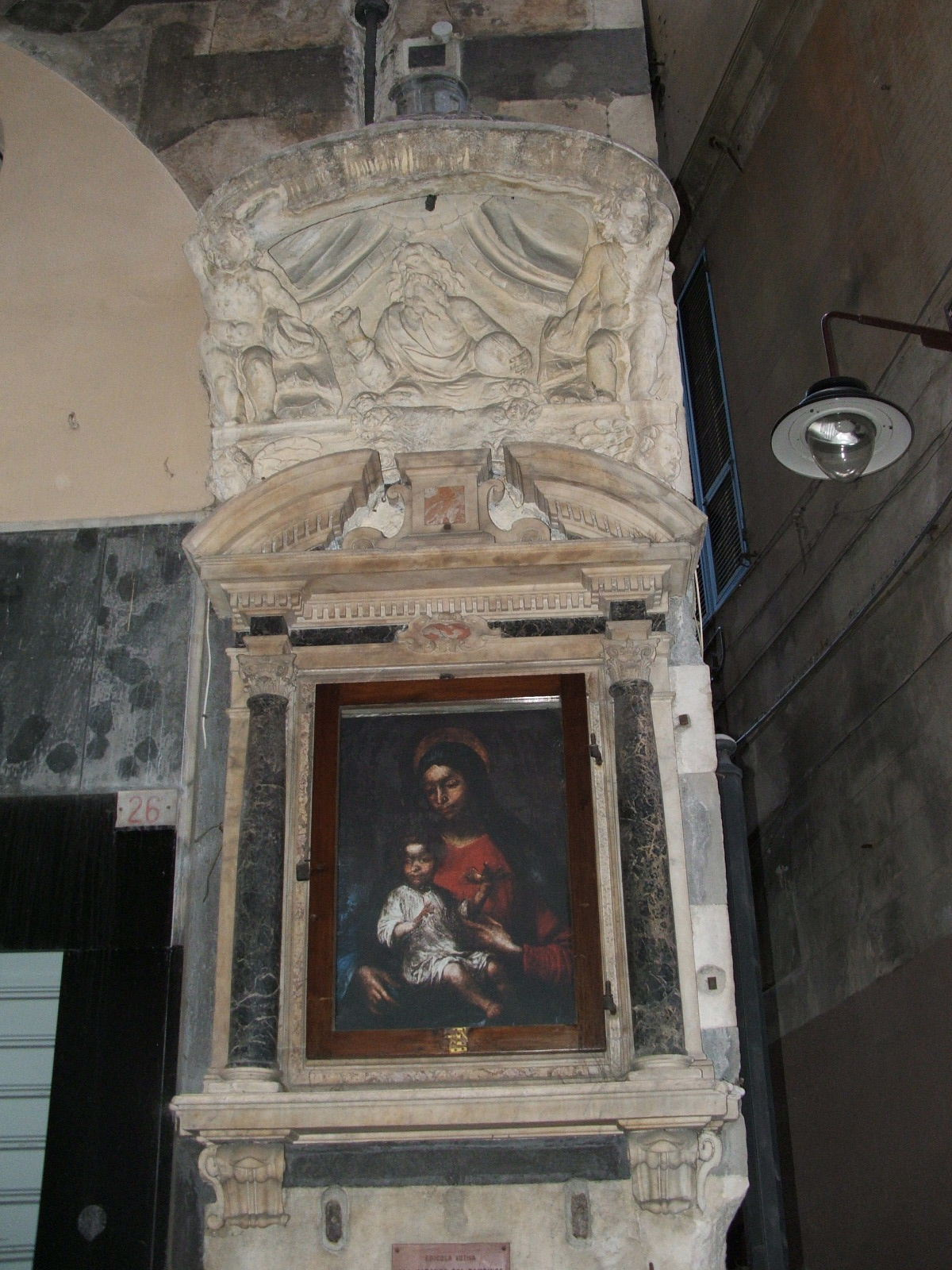
Altra edicola votiva in via della Maddalena
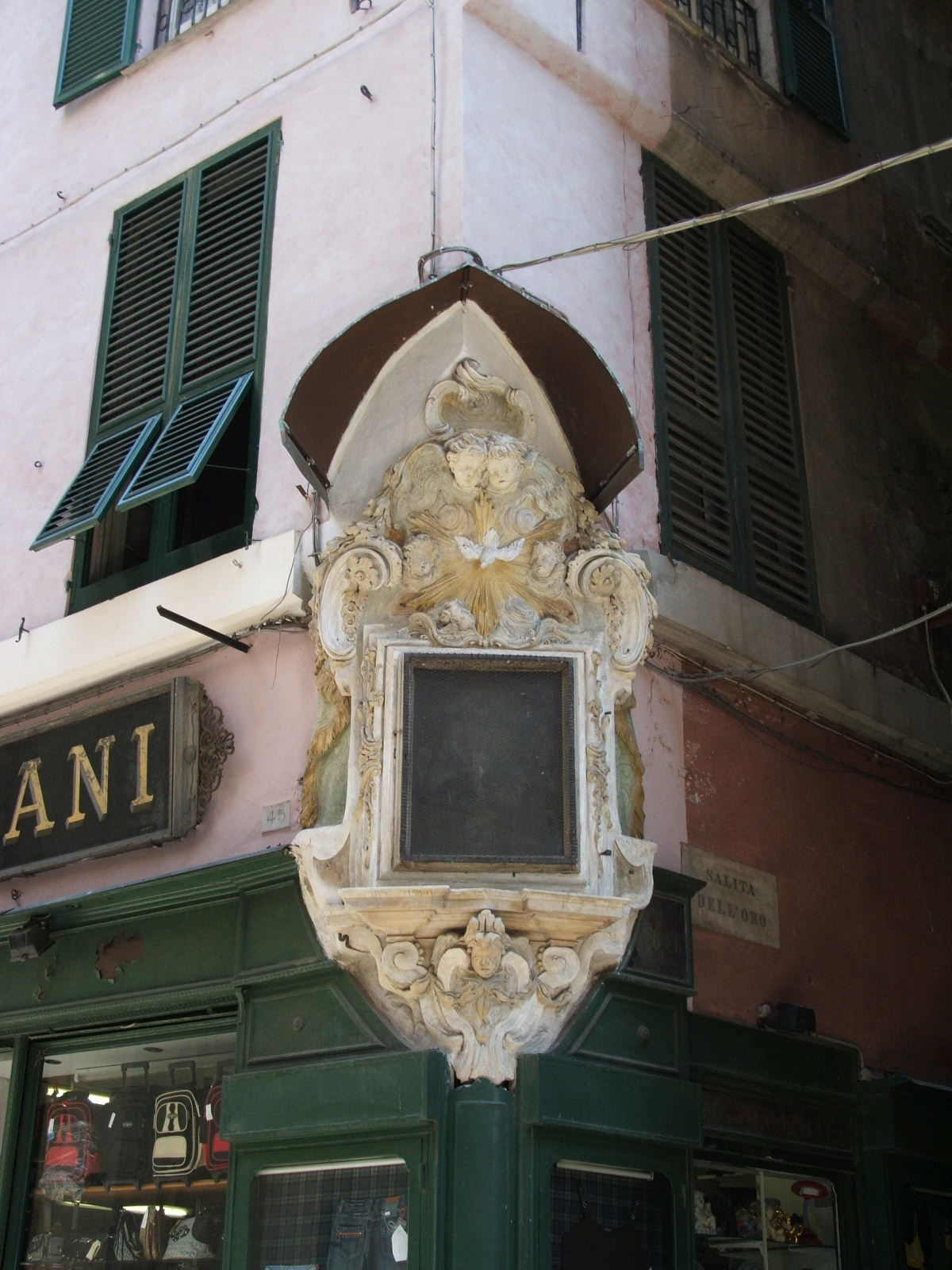
Edicola votiva in via Lomellini, all'angolo di salita dell'Oro

#### Luoghi di culto islamici
In attesa della costruzione di una vera e propria moschea a Genova, argomento dibattuto da anni e che tra prese di posizione favorevoli e contrarie non ha portato sino ad ora ad una decisione definitiva, i musulmani presenti in città dispongono di diversi piccoli luoghi di culto soprattutto nei vicoli del centro storico, ospitati in locali che erano un tempo negozi o magazzini. Uno di questi si trova in vico del Fornaro, nella zona della Maddalena.

### Architetture militari

#### Mura
Il quartiere, esterno alle mura cittadine più antiche, fu incluso nel XII secolo entro le mura del Barbarossa (costruite tra il 1155 e il 1160).

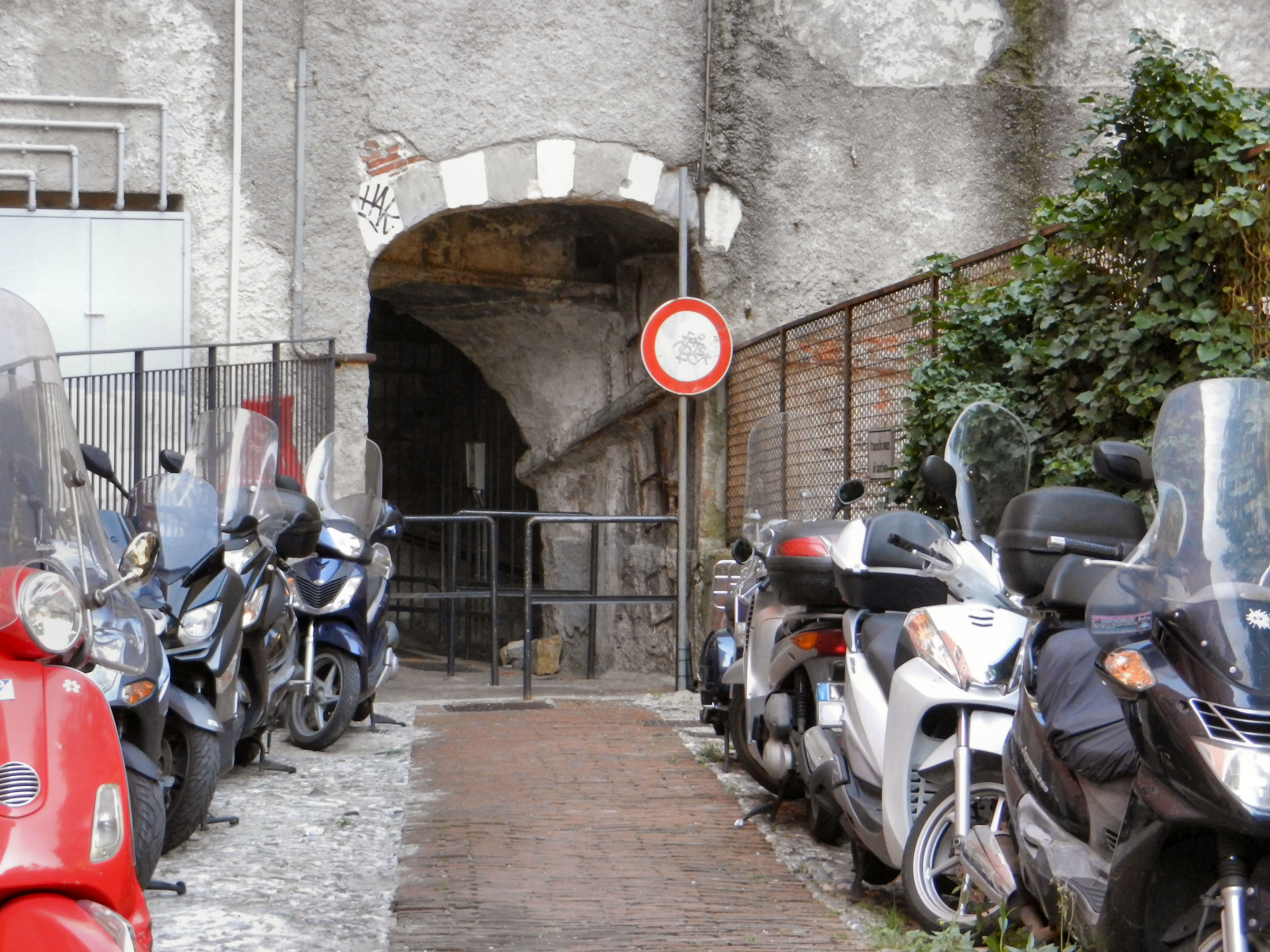
Il portello di Pastorezza

Poco rimane del tratto che interessava il quartiere della Maddalena, che aveva inizio dalla Porta di Murtedo (o di S. Caterina), al culmine di salita Santa Caterina, nell'attuale largo E. Lanfranco, davanti al palazzo Spinola; da qui le mura risalivano la retrostante collina, dove in origine sorgeva la Torre di Luccoli, poi sostituita dal cinquecentesco bastione di S. Caterina e nell'Ottocento dal parco di Villetta Dinegro.
Le mura scendevano poi verso il rio Sant'Anna ed il portello della "Fonte Amorosa" (a cui si deve il nome dell'attuale piazza Portello, completamente stravolta negli anni trenta del Novecento dall'apertura delle gallerie Bixio e Garibaldi). Dal portello, lungo il tracciato di salita san Gerolamo le mura risalivano al colle di Castelletto e scendevano nuovamente fino all'attuale largo della Zecca, interrotte dal portello di Pastorezza e più avanti, allo sbocco di via Lomellini, dalla Torre Regia e dalla Porta di Sant'Agnese, al confine con il sestiere di Prè.
La costruzione di nuovi edifici e strade nei secoli successivi alla dismissione di queste mura ha portato alla loro completa scomparsa, tranne due brevi tratti del muro perimetrale del bastione di S. Caterina, visibili in salita delle Battistine e in salita Dinegro, dietro al palazzo Spinola, ed il portello di Pastorezza, poco sopra la piazza dei forni pubblici, l'attuale largo della Zecca, inglobato prima nell'acquedotto civico e poi in edifici di epoche successive.

## Infrastrutture e trasporti

### Strade urbane

#### Viabilità antica
Il quartiere si è sviluppato lungo gli assi di via Fossatello, via San Luca e via della Maddalena, paralleli alla ripa. Provenendo da ponente, chi entrava in città attraverso la Porta di S. Fede (o Porta dei Vacca), percorsa via del Campo e via Fossatello, poteva raggiungere il centro cittadino lungo via S. Luca e piazza Banchi, oppure proseguire direttamente verso levante attraverso via della Maddalena, salita S. Caterina e la porta di Murtedo, evitando l'attraversamento dell'allora centro cittadino.
Queste vie, data la loro ristrettezza, consentivano il transito solo a piedi o con bestie da soma. Tale stato di cose non subì significative modifiche neppure con l'apertura, tra il XVI e il XVIII secolo, delle "strade nuove", concepite come strade di rappresentanza dei nuovi quartieri residenziali dell'aristocrazia cittadina ma prive di veri e propri sbocchi viari. Fu solo con l'espansione urbanistica dei primi decenni dell'Ottocento e l'apertura di via Carlo Felice (ora via XXV Aprile) che le "strade nuove" trovarono uno sbocco verso il nuovo centro cittadino e il levante.

#### Viabilità moderna
Con la realizzazione delle due gallerie Bixio e Garibaldi, aperte negli anni trenta del Novecento fu creato quello che è uno dei principali assi di scorrimento urbano, tra piazza Corvetto e largo della Zecca.
La galleria Garibaldi scorre sotto i giardini dei palazzi di via Garibaldi fino a piazza del Portello, da dove ha inizio la galleria Nino Bixio (in origine "galleria Regina Elena"), che corre con andamento curvilineo sotto al parco di Villetta Dinego e sbuca in piazza Corvetto.
Un altro importante percorso urbano, sempre sulla direttrice ponente-levante, è quello che costeggia l'area del porto antico lungo via Gramsci, raggiungendo la "circonvallazione a mare", e quindi i quartieri di levante, attraverso piazza Caricamento.

##### Sopraelevata
La strada a scorrimento veloce comunemente chiamata sopraelevata (intitolata allo statista Aldo Moro), progettata da Fabrizio de Miranda, fu inaugurata nel 1965; attraversa tutto il quartiere costeggiando la cinta portuale e collega il casello autostradale di Genova Ovest (nel quartiere di Sampierdarena) con il quartiere della Foce. Non esistono svincoli nell'area della Maddalena (uno svincolo, di sola uscita e utilizzabile solo per chi proviene da ponente, si trova in piazza Cavour, nell'adiacente quartiere del Molo), ma la strada riveste comunque una notevole importanza per il quartiere, in quanto la maggior parte del traffico in transito sulla direttrice ponente-levante non viene a gravare sulla viabilità locale. È spesso oggetto di dibattito l'impatto visivo di questa struttura che incombe su piazza Caricamento creando una sorta di barriera tra la palazzata di Sottoripa e l'area del porto antico.

### Autostrade
Il casello autostradale più vicino è quello di Genova-Ovest, nel quale convergono le tre autostrade che fanno capo a Genova: A7 (Genova – Milano), A10 (Genova – Ventimiglia) e A12 (Genova – Rosignano); si trova nel quartiere di Sampierdarena, a circa 3 km da piazza Caricamento.

### Ferrovie
La stazione di Genova Principe si trova nell'adiacente quartiere di Prè, a circa un  km da piazza Caricamento.

### Trasporti urbani
- Metropolitana. Non esistono fermate della metropolitana nel quartiere della Maddalena che è comunque facilmente raggiungibile dalle stazioni San Giorgio e Darsena, la prima nel quartiere del Molo, ma a poche decine di metri dalla centrale piazza Caricamento, la seconda nel quartiere di Prè.

- Autobus. Numerose linee di autobus urbani dell'AMT collegano il ponente cittadino con il centro della città ed il levante percorrendo l'asse viario a monte del quartiere formato dalle gallerie Bixio e Garibaldi. Piazza Caricamento, un tempo uno dei principali capolinea di interscambio tra le linee provenienti da levante e quelle provenienti da ponente, dopo la realizzazione della metropolitana e la pedonalizzazione della piazza ospita solo i capolinea delle linee 1, che collega il centro della città con i quartieri del ponente e 32, che raggiunge le alture del quartiere di San Teodoro.

- Ascensori pubblici. In piazza del Portello si trova l'ingresso al più celebre degli ascensori pubblici genovesi, quello di Castelletto, che sale al belvedere Montaldo, noto punto panoramico affacciato sul centro storico. Costruito nel 1910, supera un dislivello di 57 metri. A metà della galleria Garibaldi un altro ascensore pubblico, costruito nel 1929, sale anch'esso alla spianata di Castelletto con un dislivello di 61 metri.

- Funicolari. La storica funicolare di Sant'Anna, in funzione dal 1895, pur sviluppandosi per quasi tutto il suo percorso nel quartiere di Castelletto, ha la sua stazione a valle in piazza del Portello, accanto all'imbocco della galleria Nino Bixio.

### Aeroporti
-  Aeroporto di Genova-Cristoforo Colombo - 10 km.

### Ospedali
-  Ospedale Galliera - 3 km.
-  Ospedale San Martino - 6 km.